# Список делегатов XXIII съезда КПСС
Делегаты XXIII съезда КПСС, 29 марта — 8 апреля 1966 года.
| # А Б В Г Д Е Ё Ж З И К Л М Н О П Р С Т У Ф Х Ц Ч Ш Щ Э Ю Я |

## А
1. Абанина, Тамара Никифоровна
2. Абашидзе, Ираклий Виссарионович
3. Абдразяков, Абдулхак Асвянович
4. Абдувалиев, Муса
5. Абдуллаев, Зикрулла Абдуллаевич
6. Абдуллаев, Мазаир Агаверди оглы
7. Абдуллаев, Саид Ибрагимович
8. Абдуллаева, Музаффара Абдугафаровна
9. Абдуллаева, Рано Хабибовна
10. Абдуллин, Мухамедьян Шигапович
11. Абдулхакова, Назия Насыровна
12. Абдуразаков, Малик Абдуразакович
13. Абдусаламов, Шуаип Абдусаламович
14. Абдухамидов, Абдусамат Абдухамидович
15. Абелян, Амаяк Оганесович
16. Абинякова, Генриетта Петровна
17. Абишев, Садыр
18. Абрамов, Александр Андреевич
19. Абрамов, Анатолий Александрович
20. Абрамов, Вартан Михайлович
21. Абрамов, Владимир Никитович
22. Абрасимов, Пётр Андреевич
23. Абуладзе, Магули Васильевна
24. Абышев, Власий Григорьевич
25. Авласикова, Мария Максимовна
26. Авраменко, Вера Никитична
27. Авраменко, Степан Степанович
28. Аврусин, Евсей Григорьевич
29. Агапов, Иван Тимофеевич
30. Агапов, Леонид Фёдорович
31. Агафонова, Татьяна Васильевна
32. Агеев, Алексей Васильевич
33. Агеев, Николай Георгиевич
34. Адамян, Сурен Арутюнович.
35. Адеев, Александр Александрович
36. Адеков, Виталий Александрович
37. Азаров, Виктор Яковлевич
38. Азаров, Виталий Михайлович
39. Азаров, Владимир Николаевич
40. Азаурашвили, Гиви Евгеньевич
41. Азимов, Пигам Азимович
42. Аипов, Шараф Мадашимович
43. Айвазашвили, Осана Николаевна
44. Аймеков, Умирзак
45. Айрапетян, Пайцарик Газаровна
46. Айтматов, Чингиз
47. Айтмуратов, Ережеп
48. Акимбетова, Гайша Мустафиновна
49. Акимов, Борис Антонович
50. Аккабулова, Фердаус Юсуповна
51. Аккужина, Тагира Нуритдиновна
52. Акназаров, Зекерия Шарафутдинович
53. Акрамова, Рахима Хашимовна
54. Акрамходжаев, Сурат Алимходжаевич
55. Аксён, Николай Алексеевич
56. Аксёнов, Александр Никифорович
57. Аксёнов, Владимир Валерианович
58. Аксёнов, Геннадий Михайлович
59. Аксёнова, Анастасия Андреевна
60. Аксёнова, Клавдия Степановна
61. Алаухова, Алемпиада Фёдоровна
62. Алдашева, Утес
63. Александров, Анатолий Петрович
64. Александров-Агентов, Андрей Михайлович
65. Александров, Николай Степанович
66. Александров, Пётр Наумович
67. Александрова, Валентина Яковлевна
68. Алексеев, Александр Иванович
69. Алексеев, Александр Изосимович
70. Алексеев, Дмитрий Фёдорович
71. Алексеев, Михаил Николаевич
72. Алексеев, Пётр Фёдорович
73. Алексеева, Анна Петровна
74. Алексеевский, Евгений Евгеньевич
75. Алексеенко, Любовь Алексеевна
76. Алексеенко, Михаил Иванович
77. Алёшин, Павел Павлович
78. Алёшин, Сергей Никифорович
79. Алещенко, Иван Борисович
80. Алиев, Инглаб Адыгёзал оглы
81. Алиев, Курбан Гасанович
82. Алиев, Мухтар Аббас оглы
83. Алиев, Омар Абдулхаликович
84. Алимов, Николай Трофимович
85. Алиханов, Энвер Назарович
86. Алканов, Жолдас
87. Аллаяров, Мурад
88. Алмазов, Ильяс Абдулаевич
89. Алмакаев, Пётр Афанасьевич
90. Алпаидзе, Галактион Елисеевич
91. Алпатов, Александр Иванович
92. Алтухов, Иван Петрович
93. Алькибаев, Мантай Сарсенович
94. Алюнин, Геннадий Ефимович
95. Аляев, Алексей Игнатьевич
96. Аманкулов, Асылбек
97. Аманов, Бабамурат
98. Амбарцумян, Виктор Амазаспович
99. Амбарян, Хачик Минасович
100. Амелько, Николай Николаевич
101. Аменов, Султан Хасенович
102. Аминев, Александр Михайлович
103. Аминев, Ахмет Гатаевич
104. Аминов, Буниямин Угланович
105. Амиров, Гараш Ибрагим оглы
106. Амиров, Мирсаяф Масалимович
107. Амплеева, Вера Петровна
108. Ананьин, Глеб Павлович
109. Ананьин, Егор Фёдорович
110. Ангельев, Дмитрий Дмитриевич
111. Анджапаридзе, Зейнаб Григорьевна
112. Андреев, Александр Никитович
113. Андреев, Андрей Андреевич
114. Андреев, Геннадий Дмитриевич
115. Андреев, Егор Павлович
116. Андреев, Николай Гаврилович
117. Андреев, Николай Фёдорович
118. Андреева, Наталия Ивановна
119. Андреева, Ольга Максимовна
120. Андрейчикова, Нина Харитоновна
121. Андрианов, Владимир Николаевич
122. Андрианов, Евгений Николаевич
123. Андриенко, Анна Петровна
124. Андриенко, Леонид Васильевич
125. Андропов, Юрий Владимирович
126. Андрющенко, Анатолий Иванович
127. Аниканов, Алексей Тимофеевич
128. Аникин, Иван Александрович
129. Аникушин, Михаил Константинович
130. Аносова, Любовь Гавриловна
131. Анохин, Василий Павлович
132. Анохина Анна Фёдоровна
133. Анпилогов, Василий Егорович
134. Анстранга, Алма Николаевна
135. Антипин, Василий Иванович
136. Антипкин, Пётр Андреевич
137. Антипов, Александр Прокофьевич
138. Антипова, Мария Федотовна
139. Антоненко, Эдмонд Эдуардович
140. Антонов, Алексей Константинович
141. Антонов, Василий Иванович
142. Антонов, Николай Афанасьевич
143. Антонов, Олег Константинович
144. Антонов, Павел Васильевич
145. Антонов, Павел Кузьмич
146. Антонов, Сергей Анатольевич
147. Антонов, Сергей Фёдорович
148. Антонова, Вера Николаевна
149. Антонова, Екатерина Тимофеевна
150. Антохин, Павел Афанасьевич
151. Антропов, Александр Владимирович
152. Анурова, Антонина Яковлевна
153. Анхимов, Николай Михайлович
154. Аншаков, Иван Яковлевич
155. Апанасенко, Лариса Петровна
156. Апряткин, Семён Семёнович
157. Аракелян, Кнарик Арсеновна
158. Аракелян, Мушег Хачикович
159. Аракелян, Сократ Вагаршакович
160. Арбузов, Сергей Сергеевич
161. Ардатов, Николай Григорьевич
162. Ардатьев, Георгий Иванович
163. Ардышев, Павел Иванович
164. Арендарь, Пётр Саввич
165. Аренто, Иван Петрович
166. Арико, Григорий Иванович
167. Аристов, Аверкий Борисович
168. Аристов, Борис Иванович
169. Арсентьев, Михаил Васильевич
170. Арсентьев, Николай Иванович
171. Артемьева, Раиса Петровна
172. Артмеладзе, Илья Давидович
173. Артыков, Абдулла
174. Артюхина Александра Васильевна
175. Артюхов, Николай Иванович
176. Арутюнов, Сергей Гевондович
177. Арутюнян, Нагуш Хачатурович
178. Архипов, Иван Васильевич
179. Архипов, Сергей Фёдорович
180. Асамов, Салахитдин
181. Асеев, Георгий Леонидович
182. Асеева, Лидия Ивановна
183. Асимов, Мухамед Сайфитдинович
184. Аскаров, Абен
185. Аскаров, Асанбай
186. Асриев, Николай Александрович
187. Астайкин, Иван Павлович
188. Астапенко, Василий Кондратьевич
189. Астахов, Иван Ивлиевич
190. Астахова, Галина Григорьевна
191. Астраускас, Витаутас Стасевич
192. Атаджанов, Джумадурды
193. Атаев, Байры
194. Атамбаев, Утешкали Дуйсенгалиевич
195. Атькова, Мария Андреевна
196. Афанасенко, Евгений Иванович
197. Афанасьев, Павел Яковлевич
198. Афанасьев, Сергей Александрович
199. Афонин, Борис Дмитриевич
200. Афридонов, Мидхат Вафиевич
201. Ахазов, Тимофей Аркадьевич
202. Ахманова, Антонина Васильевна
203. Ахмедов, Назир Лачын оглы
204. Ахметов, Токтарбек
205. Ахохов, Асланби Нахович
206. Ахумова, Люся Григорьевна
207. Ахундов, Вели Юсуф оглы
208. Ашимов, Байкен
209. Ашрапова, Мукаддам Ашраповна

## Б
1. Бабаджанян, Амазасп Хачатурович
2. Бабаджанян, Анаид Еноковна
3. Бабаев, Наби Хаиршахович
4. Бабаянц, Самуэл Тигранович
5. Бабенко, Георгий Авксентьевич
6. Бабенкова, Евдокия Антоновна
7. Бабийчук, Василий Савельевич
8. Бабицкая, Валентина Марковна
9. Бабич, Владимир Иванович
10. Бабич, Иван Иванович
11. Бабич, Фёдор Фёдорович
12. Бабкин, Николай Никитович
13. Бабунов, Павел Гаврилович
14. Бабушкина, Галина Павловна
15. Багаев, Геннадий Никанорович
16. Багаслаускас, Бронюс Стасевич
17. Багдасарян, Оганес Мнацаканович
18. Багаутдинов, Раис Губайдуллович
19. Багдасарян, Пайцар Зограбовна
20. Багдасарян, Спартак Бениаминович
21. Багиров, Гулам Аскер оглы
22. Багиров, Тофик Масим оглы
23. Багманов, Гарай
24. Багманян, Ханум Михаеловна
25. Баграмян, Иван Христофорович
26. Багринцева, Мария Фёдоровна
27. Баев, Иван Андреевич
28. Бажан, Николай Платонович
29. Бажанов, Юрий Павлович
30. Бажанова, Надежда Александровна
31. Базаров, Нешан Базарович
32. Базовский, Владимир Николаевич
33. Байбаков, Николай Константинович
34. Байда, Анатолий Ильич
35. Байкенов, Нурлы Байкенович
36. Байков, Иван Иванович
37. Байлюк, Елена Васильевна
38. Баймаканов, Мурзатай
39. Байрамова, Гумай Гусейн кызы
40. Байтемиров, Сайпит
41. Байтуриева, Патиха
42. Бакаев, Виктор Георгиевич
43. Бакаева, Хадича
44. Бакланов, Глеб Владимирович
45. Баклемышев, Геннадий Павлович
46. Баклицкий, Пётр Филиппович
47. Бакрадзе, Давид Ильич
48. Бакуменко, Михаил Николаевич
49. Балабай, Александр Петрович
50. Балабанов, Сергей Иванович
51. Балакин, Георгий Николаевич
52. Балакишиев, Надир Агадай оглы
53. Баландин, Анатолий Никифорович
54. Баландинская, Любовь Александровна
55. Баланенко, Юрий Иванович
56. Балашева, Людмила Николаевна
57. Балашова, Зоя Евгеньевна
58. Балов, Иван Егорович
59. Балуян, Хачик Александрович
60. Балюта, Николай Кононович
61. Бандровский, Генрих Иосифович
62. Банина, Людмила Петровна
63. Банников, Николай Васильевич
64. Банников, Сергей Григорьевич
65. Баньковский, Пётр Андреевич
66. Барабадзе, Леонина Бегларовна
67. Барабаш, Василий Андреевич
68. Барабаш, Виктор Максимович
69. Барабаш, Серафим Трофимович
70. Барагунов, Лазарь Павлович
71. Баранов, Алексей Демьянович
72. Баранов, Иван Алексеевич
73. Баранов, Иван Яковлевич
74. Баранов, Николай Ефимович
75. Баранов, Николай Фёдорович
76. Баранова, Акулина Григорьевна
77. Баранова, Клавдия Михайловна
78. Барановский, Василий Васильевич
79. Барановский, Василий Николаевич
80. Баранцев, Иван Никитович
81. Барбадын, Анна Ивановна
82. Барбазюк, Павел Григорьевич
83. Барбарич, Владимир Михайлович
84. Бардакова, Раиса Ивановна
85. Бардин, Николай Лукьянович
86. Бармак, Валентин Николаевич
87. Бармин, Вениамин Васильевич
88. Бармин, Владимир Павлович
89. Барсуков, Алексей Сергеевич
90. Барсуков, Константин Иванович
91. Барткевич, Леонард Леопольдович
92. Бартковская, Аделаида Васильевна
93. Баруткин, Михаил Иванович
94. Барыльник, Тимофей Григорьевич
95. Барышева, Александра Кузьминична
96. Барьядаев, Константин Лаврентьевич
97. Басиев, Олег Александрович
98. Баскаков, Сергей Алексеевич
99. Басов, Александр Васильевич
100. Баталова, Елизавета Васильевна
101. Батенчук, Евгений Никанорович
102. Батицкий, Павел Фёдорович
103. Батов, Николай Яковлевич
104. Батура, Ольга Ефимовна
105. Батурина, Нина Кузьминична
106. Батыев, Салих Гилимханович
107. Батько, Юлия Ивановна
108. Баукин, Виктор Константинович
109. Бауков, Леонид Иванович
110. Баукова, Александра Петровна
111. Баулин, Виктор Иванович
112. Бахина, Нина Николаевна
113. Башарин, Георгий Прокопьевич
114. Башенхаев, Виктор Бахалханович
115. Баязитов, Асхат Хайруллович
116. Баяндина, Вероника Дмитриевна
117. Бебешко, Яков Игнатьевич
118. Беднягин, Анатолий Иванович
119. Бедуля, Владимир Леонтьевич
120. Безбородова, Полина Дмитриевна
121. Безносов, Павел Александрович
122. Безруков, Игорь Семёнович
123. Бейсебаев, Масымхан Бейсебаевич
124. Бейсембаев, Лев Тулякбаевич
125. Бейсенбаев, Муратхан
126. Бекаури, Алексей Семёнович
127. Бекешева, Шалила
128. Бекматов, Мирзо
129. Бекпергенов, Кубек Копеевич
130. Бектурганов, Хасан Шайахметович
131. Бекчентаева, Раиса Константиновна
132. Белинская, София Викторовна
133. Белкин, Юрий Леонидович
134. Белобородов, Афанасий Павлантьевич
135. Белов, Алексей Николаевич
136. Белов, Анатолий Борисович
137. Белов, Евгений Николаевич
138. Белов, Николай Семёнович
139. Белов, Пётр Фёдорович
140. Белогородский, Юрий Яковлевич
141. Белогуров, Пётр Елисеевич
142. Белозерова, Зинаида Фёдоровна
143. Белоконь, Раиса Ивановна
144. Белоус, Мечислав Дмитриевич
145. Белоусов, Иван Семёнович
146. Белуха, Николай Андреевич
147. Бельских, Раиса Алексеевна
148. Беляев, Василий Александрович
149. Беляев, Иван Степанович
150. Беляев, Илларион Григорьевич
151. Беляев, Павел Григорьевич
152. Беляев, Павел Иванович
153. Беляев, Раис Киямович
154. Бельченко, Василий Михайлович
155. Беляк, Юрий Петрович
156. Беляков, Виктор Осипович
157. Беман, Эльмар Карлович
158. Бембинов, Григорий Бадмаевич
159. Бенедиктов, Иван Александрович
160. Бердиниязова, Айджамал
161. Бережной, Михаил Александрович
162. Бережняк, Иван Ефимович
163. Берёза, Вениамин Григорьевич
164. Березин, Анатолий Иванович
165. Березин, Валентин Платонович
166. Березов, Владимир Александрович
167. Березов, Михаил Ханджериевич
168. Берестимов, Кабден
169. Берзегов, Нух Асланчериевич
170. Берковец, Илья Афанасьевич
171. Берников, Иван Андреевич
172. Беров, Афанасий Ульянович
173. Беспалов, Иван Петрович
174. Беспалько, Иван Григорьевич
175. Бешуля, Спиридон Ерофеевич
176. Бещев, Борис Павлович
177. Бзишвили, Реваз Александрович
178. Бибаев, Тихон Гаврилович
179. Бибик, Николай Григорьевич
180. Бибулатов, Эльмурза Алиевич
181. Бизин, Николай Петрович
182. Бизяев, Всеволод Иванович
183. Бизянов, Григорий Виссарионович
184. Бикбов, Сарвай Шайбакович
185. Биккинин, Явдат Агзамович
186. Билялов, Калий
187. Биляминов, Фёдор Яковлевич
188. Биркос, Анатолий Иванович
189. Бирюк, Галина Ивановна
190. Бирюков, Анатолий Ефимович
191. Бирюков, Владимир Георгиевич
192. Бич, Иван Иванович
193. Бичурин, Абдулла Халилович
194. Блаженков, Валентин Терентьевич
195. Блинов, Владимир Михайлович
196. Блинова, Елена Даниловна
197. Блохин, Александр Дмитриевич
198. Блохин, Анатолий Прокопьевич
199. Блохин, Николай Александрович
200. Блохин, Николай Константинович
201. Блохин, Николай Николаевич
202. Блюм, Виктор Адольфович
203. Бобкова, Екатерина Николаевна
204. Бобосадыкова, Гулджихон
205. Бобринев, Владимир Фёдорович
206. Бобров, Михаил Кузьмич
207. Бобыкин, Леонид Фёдорович
208. Богатырёв, Виктор Артемьевич
209. Богатырёв, Николай Фёдорович
210. Богдан, Анна Адамовна
211. Богданкевич, Николай Михайлович
212. Богданов, Георгий Александрович
213. Богданов, Иван Авксентьевич
214. Богданов, Иван Егорович
215. Богданов, Иван Иванович
216. Богданов, Леонид Павлович
217. Богданов, Юрий Иванович
218. Бодунов, Георгий Кириллович
219. Бодюл, Иван Иванович
220. Боева, Нина Васильевна
221. Божко, Павел Иванович
222. Бойдин, Фёдор Тимофеевич
223. Бойко, Георгий Александрович
224. Бойко, Дмитрий Дмитриевич
225. Бойко, Михаил Лукьянович
226. Бойко, Николай Иванович
227. Бойко, Степан Карпович
228. Бойков, Владимир Андреевич
229. Бойкова, Анна Петровна
230. Бойцов, Василий Васильевич
231. Бойцун, Стефания Константиновна
232. Бойченко, Иван Васильевич
233. Боков, Пётр Устинович
234. Болгарь, Александр Иванович
235. Болдин, Константин Николаевич
236. Болотов, Аркадий Данилович
237. Большаков, Юрий Фёдорович
238. Болюбаш, Яков Трофимович
239. Болюнова, Прасковья Васильевна
240. Бондарева, Пелагея Ивановна
241. Бондарева, Прасковья Степановна
242. Бондаренко, Александр Иванович
243. Бондаренко, Иван Афанасьевич
244. Бондаренко, Людмила Сергеевна
245. Бондаренко, Мария Кузьминична
246. Бондарь, Дмитрий Прокофьевич
247. Бондарь, Юрий Александрович
248. Бордылёнок, Николай Андреевич
249. Борисенко, Николай Михайлович
250. Борисов, Александр Васильевич
251. Борисов, Александр Филиппович
252. Борисов, Алексей Иванович
253. Борисов, Владимир Михайлович
254. Борисов, Григорий Иванович
255. Борисов, Егор Иванович
256. Борисов, Леонид Александрович
257. Борисова, Антонина Михайловна
258. Борко, Иван Антипович
259. Боровик, Тайса Васильевна
260. Боровков, Леонид Степанович
261. Боровых, Андрей Егорович
262. Бородин, Андрей Михайлович
263. Бородин, Виктор Николаевич
264. Бородин, Виктор Петрович
265. Бородин, Леонид Александрович
266. Бородин, Михаил Ермолаевич
267. Бородин, Павел Дмитриевич
268. Бородич, Михаил Фёдорович
269. Бородкина, Раиса Григорьевна
270. Бородулин, Анатолий Иванович
271. Бородулин, Иван Кузьмич
272. Бороздин, Дмитрий Ильич
273. Бортников, Александр Иванович
274. Босенко, Николай Васильевич
275. Боташев, Магомет Абдурзакович
276. Ботвин, Александр Платонович
277. Боцу, Павел Петрович
278. Бочкарев, Александр Панкратьевич
279. Бочкарев, Виталий Егорович
280. Брагин, Евгений Александрович
281. Бражунас, Альбинас
282. Братченко, Борис Фёдорович
283. Брегвадзе, Давид Варламович
284. Брежнев, Леонид Ильич
285. Брехов, Иван Иванович
286. Брехов, Константин Иванович
287. Бричкене, Вероника Каролевна
288. Бровка, Пётр Устинович
289. Бровцин, Александр Николаевич
290. Бровцина, Александра Николаевна
291. Бродяженко, Александр Вячеславович
292. Брусовцова, Валентина Ивановна
293. Брыжин, Александр Алексеевич
294. Брызин, Николай Николаевич
295. Брынцева, Мария Александровна
296. Брянцева, Лидия Егоровна
297. Бубнова, Зинаида Михайловна
298. Бубновский Никита Дмитриевич
299. Бугаев, Константин Леонтьевич
300. Бугаенко, Леонид Григорьевич
301. Бугряков, Владимир Алексеевич
302. Будаева, Эльза Николаевна
303. Буденный Семён Михайлович
304. Будилов, Василий Михайлович
305. Бузаев, Николай Семёнович
306. Бузин, Владимир Борисович
307. Бузник Виктор Михайлович
308. Бузницкий, Александр Григорьевич
309. Буй, Борис Иванович
310. Буйволова, Екатерина Дмитриевна
311. Буйнов, Иван Дмитриевич
312. Букаров, Магомед-Вели Букарович
313. Буко, Дмитрий Адамович
314. Букреев, Александр Петрович
315. Булавко, Фёдор Антонович
316. Булгаков, Александр Александрович
317. Булдаков, Михаил Федотович
318. Булычёва, Анфиса Петровна
319. Бультрикова, Балжан
320. Бунакова, Людмила Ивановна
321. Бураков, Юрий Васильевич
322. Бурба, Александр Адольфович
323. Бурдин, Василий Александрович
324. Буренков, Иван Иванович
325. Буренков, Сергей Петрович
326. Бурка, Михаил Иосифович
327. Бурков, Борис Сергеевич
328. Бурлак, Николай Григорьевич
329. Бурлака, Алексей Ефимович
330. Бурмистров, Александр Александрович
331. Буров, Иван Михайлович
332. Бурова, Мария Степановна
333. Бурыкина, Алла Ивановна
334. Бусс, Андрей Андреевич
335. Бутенко, Юрий Ильич
336. Бутин, Александр Иванович
337. Бутков, Сергей Фёдорович
338. Бутома Борис Евстафьевич
339. Бутурлина, Ольга Павловна
340. Бутусов, Сергей Михайлович
341. Бутянов, Николай Филиппович
342. Буховец, Алексей Васильевич
343. Бухрашвили, Шота Ефремович
344. Бушманов, Василий Борисович
345. Бушуев, Виктор Михайлович
346. Буянкин, Михаил Сергеевич
347. Бывших, Павел Иванович
348. Быканов, Василий Петрович
349. Быков, Александр Алексеевич
350. Быков, Антон Иванович
351. Быков, Валентин Васильевич
352. Быков, Владимир Иванович
353. Быков, Михаил Иванович
354. Быков, Николай Семёнович
355. Быковский, Валерий Фёдорович
356. Быховский, Борис Евсеевич
357. Бычкова, Анна Николаевна

## В
1. Ваганова, Анна Ивановна
2. Вагин, Владимир Леонтьевич
3. Вадачкория, Валерий Ивлианович
4. Вадер, Артур Павлович
5. Важенина, Людмила Петровна
6. Вайтекунас, Антанас Казьевич
7. Вакула, Владимир Фёдорович
8. Вакулов, Пётр Ефимович
9. Валиев, Галлям Садртдинович
10. Валит, Анатолий Анисимович
11. Валиханов, Агзам Валиханович
12. Валявский, Иван Филиппович
13. Ваммус, Людвиг Александрович
14. Ванаг, Глеб Алексеевич
15. Ванюшин, Борис Сергеевич
16. Ваняев, Николай Алексеевич
17. Варганов, Леонид Николаевич
18. Вардиашвили, Русудан Николаевна
19. Василенко, Иван Андреевич
20. Васильев, Александр Дмитриевич
21. Васильев, Александр Михайлович
22. Васильев, Александр Фёдорович
23. Васильев, Анатолий Лукич
24. Васильев, Владимир Нестерович
25. Васильев, Владимир Петрович
26. Васильев, Иван Фролович
27. Васильев, Лев Борисович
28. Васильев, Михаил Витальевич
29. Васильев, Николай Фёдорович
30. Васильев, Семён Митрофанович
31. Васильев, Сергей Андреевич
32. Васильев, Сергей Васильевич
33. Васильев, Фёдор Степанович
34. Васильева, Дарья Васильевна
35. Васильева, Дарья Васильевна
36. Васильева, Лидия Константиновна
37. Васильева, Софья Гавриловна
38. Васильцов, Виктор Алексеевич
39. Васильченко, Илья Сергеевич
40. Васин, Валентин Петрович
41. Васина, Елена Васильевна
42. Васькин, Василий Тимофеевич
43. Васьковский, Михаил Романович
44. Васягин, Семён Петрович
45. Ватченко, Алексей Федосеевич
46. Ваулина, Александра Владимировна
47. Вахрамеев, Лев Александрович
48. Вахрушев, Леонид Петрович
49. Вахрушев, Пётр Фёдорович
50. Вахтраорг, Альфред Георгиевич
51. Вашура, Пётр Владимирович
52. Вашурин, Пётр Семёнович
53. Ващенко, Григорий Иванович
54. Ващенко, Пётр Иванович
55. Ведев, Георгий Митрофанович
56. Ведерников, Алексей Корнеевич
57. Ведерникова, Нина Ивановна
58. Великий, Николай Фёдорович
59. Величко, Валентина Ивановна
60. Вербицкий, Филипп Иванович
61. Веретенникова, Мария Казьминична
62. Верещагин, Николай Данилович
63. Вержбицкая, Анна Казимировна
64. Верхоглядов, Дмитрий Дмитриевич
65. Вершинин, Василий Григорьевич
66. Вершинин, Иван Тимофеевич
67. Вершинин, Константин Андреевич
68. Вершинина, Людмила Аркадьевна
69. Верясов, Николай Матвеевич
70. Веселова, Галина Васильевна
71. Ветрова, Зоя Константиновна
72. Ветрук, Валентина Константиновна
73. Вечеркова, Зинаида Ивановна
74. Вешкурцев, Михаил Никитич
75. Вивдыченко, Иван Иванович
76. Видякин, Андрей Дмитриевич
77. Викторов, Владимир Николаевич
78. Вилесов, Геннадий Иванович
79. Вилкс, Петерис Оттович
80. Вильский, Вениамин Владимирович
81. Виниченко, Владимир Степанович
82. Виноградов, Анатолий Гаврилович
83. Виноградов, Василий Петрович
84. Виноградов, Сергей Сергеевич
85. Виноградов, Фёдор Васильевич
86. Виноградова, Августа Серапионовна
87. Вирясов, Никита Михайлович
88. Висаидов, Ахмед Матиевич
89. Вишневская, Клара Владимировна
90. Вишневский, Александр Александрович
91. Вишняков, Виктор Иванович
92. Виштак, Степанида Демидовна
93. Владимиров, Борис Петрович
94. Владимиров, Николай Фёдорович
95. Владимирова, Антонина Владимировна
96. Владыко, Екатерина Ивановна
97. Владыченко, Иван Максимович
98. Власенко, Виктор Андреевич
99. Власенко, Владимир Максимович
100. Власенко, Григорий Иванович
101. Власенко, Леонид Андреевич
102. Власенко, Раиса Яковлевна
103. Власов, Александр Владимирович
104. Власов, Михаил Иванович
105. Власюк, Алексей Ефремович
106. Вовк, Евгений Илларионович
107. Вовк, Яков Евдокимович
108. Вознесенский, Андрей Иванович
109. Вознюк, Василий Иванович
110. Воинов, Николай Семёнович
111. Волков, Александр Иванович
112. Волков, Александр Петрович
113. Волков, Анатолий Иванович
114. Волков, Василий Михайлович
115. Волков, Владимир Фёдорович
116. Волков, Вячеслав Фёдорович
117. Волков, Геннадий Петрович
118. Волков, Николай Фёдорович
119. Волков, Сергей Петрович
120. Волкова, Мария Ивановна
121. Волкова, Мария Яковлевна
122. Волкотрубенко, Иван Иванович
123. Волобуева, Лариса Павловна
124. Володин, Александр Александрович
125. Володин, Василий Герасимович
126. Володин, Павел Михайлович
127. Волосюк, Владимир Артемьевич
128. Волохова, Зоя Тимофеевна
129. Волошина, Ольга Фёдоровна
130. Волошкин, Иван Фёдорович
131. Волошко, Григорий Игнатьевич
132. Волхонская, Александра Андреевна
133. Волынец, Андрей Тихонович
134. Вольтовский, Борис Иовлевич
135. Воробьёв, Валентин Андреевич
136. Воробьёв, Георгий Иванович
137. Воробьёв, Дмитрий Дмитриевич
138. Воробьёв, Иван Алексеевич
139. Воробьёв, Семён Иосифович
140. Воробьёва, Валентина Дмитриевна
141. Воробьёва, Тамара Андреевна
142. Ворожев, Алексей Сергеевич
143. Вороневич, Георгий Иванович
144. Воронежский, Валентин Васильевич
145. Воронецкий, Андрей Максимович
146. Воронин, Иван Семёнович
147. Воронин, Николай Иванович
148. Воронин, Павел Андреевич
149. Воронин, Павел Пантелеймонович
150. Воронина, Мария Александровна
151. Воронина, Прасковья Алексеевна
152. Воронов, Алексей Хрисанфович
153. Воронов, Геннадий Иванович
154. Воронов, Иван Емельянович
155. Воронов, Феодосий Дионисьевич
156. Вороновский, Николай Анатольевич
157. Воронцов, Владилен Емельянович
158. Воронцова, Мария Григорьевна
159. Ворончихин, Семён Иванович
160. Воропаев, Михаил Гаврилович
161. Воротников, Виталий Иванович
162. Воротников, Сергей Илларионович
163. Ворошилов, Климент Ефремович
164. Восканян, Грант Мушегович
165. Воспитанникова, Надежда Ефремовна
166. Восс, Август Эдуардович
167. Вострикова, Анна Павловна
168. Вотинцев, Юрий Всеволодович
169. Вотяков, Леонид Иванович
170. Всеволожский, Михаил Николаевич
171. Вторушин, Леонид Александрович
172. Вунк, Арнольд Артурович
173. Выболдина, Августа Михайловна
174. Выжулл, Гавриил Герасимович
175. Высоцкий, Александр Степанович
176. Вышинская, Роза Ивановна
177. Вяляс, Вайно Иосипович
178. Вяткин, Аркадий Иванович
179. Вяткин, Михаил Александрович

## Г
1. Габор, Магдалина Степановна
2. Габриель, Александр Фёдорович
3. Гавриленко, Галина Владимировна
4. Гаврилов, Александр Фадеевич
5. Гаврилов-Подольский, Валентин Феодосьевич
6. Гаврилова, Елена Александровна
7. Гаврюшина, Зоя Фёдоровна
8. Гаганова, Валентина Ивановна
9. Гагарин, Юрий Алексеевич
10. Гагарина, Елена Кузьминична
11. Гаджиев, Бахман Абиш оглы
12. Гадоева, Истад
13. Гайворонцев, Иван Петрович
14. Гайдар, Мария Лукинична
15. Гайдук, Александр Константинович
16. Гайдук, Мечислав Иосифович
17. Гайдук, Татьяна Ивановна
18. Гайлите, Мария Рудольфовна
19. Гайрбеков, Муслим Гайрбекович
20. Гайфуллина, Рамзия Мударисовна
21. Галай, Пелагея Ивановна
22. Галаншин, Константин Иванович
23. Галат, Муслима Муссовна
24. Галатов, Николай Семёнович
25. Галашев, Евгений Михайлович
26. Галев, Николай Петрович
27. Галеев, Тарзиман Хабибрахманович
28. Галимов, Мухаметша Ахметшинович
29. Галицкий, Валентин Николаевич
30. Галицкий, Виктор Яковлевич
31. Галка, Михаил Андреевич
32. Галкин, Иван Яковлевич
33. Галкин, Пётр Андреевич
34. Галстян, Рубен Степанович
35. Гамзиков, Гай Фёдорович
36. Гамичев, Фёдор Александрович
37. Гамкрелидзе, Александра Илларионовна
38. Ганин, Иван Петрович
39. Галушка, Дмитрий Фёдорович
40. Гамзатов, Расул Гамзатович
41. Ганькевич, Анатолий Борисович
42. Гапуров, Мухамедназар
43. Гарбузов, Василий Фёдорович
44. Гарбузова, Тамара Васильевна
45. Гарибджанян, Геворг Багратович
46. Гарибджанян, Людвиг Папикович
47. Гаркуша, Николай Андреевич
48. Гарнов, Генрих Анатольевич
49. Гаручава, Валериан Сильвестрович
50. Гасанов, Исах Акпер оглы
51. Гасанов, Курбан Гусейн оглы
52. Гасанова, Шамама Махмудали кызы
53. Гасенe, Броне Ионо
54. Гаспарян, Альберт Пилоевич
55. Гаушев, Николай Кузьмич
56. Гвозденко, Клавдия Фёдоровна
57. Гейворонский, Михаил Николаевич
58. Гележаускас, Витаутас Мотяус
59. Гелиашвили, Цицино Георгиевна
60. Георгадзе, Михаил Порфирьевич
61. Георгиев, Александр Васильевич
62. Георгиевский, Сергей Иванович
63. Геранина, Тамила Васильевна
64. Герасимов, Антон Владимирович
65. Герасимов, Виктор Яковлевич
66. Герасимов, Константин Михайлович
67. Герасимов, Михаил Григорьевич
68. Герасимов, Сергей Аполлинариевич
69. Гетман, Андрей Лаврентьевич
70. Гетьман, Александра Павловна
71. Гизатулин, Мансур Каримович
72. Гилев, Илья Пантелеевич
73. Гинзбург, Семён Захарович
74. Гинько, Владимир Николаевич
75. Гиргенсон, Зигфрид Викторович
76. Гиренко, Павел Дмитриевич
77. Гирный, Иосиф Иванович
78. Гиталов, Александр Васильевич
79. Гладков, Анатолий Михайлович
80. Гладчук, Антонина Фёдоровна
81. Гладыревский, Александр Васильевич
82. Глазков, Владимир Михайлович
83. Глазков, Георгий Абрамович
84. Глинский, Борис Александрович
85. Глоба, Нина Ивановна
86. Глухов, Захар Николаевич
87. Глухов, Николай Петрович
88. Глушич, Андрей Алексеевич
89. Глушко, Николай Тафанович
90. Гмызин, Михаил Петрович
91. Гнатюк, Василий Александрович
92. Гнедов, Алексей Трофимович
93. Гоберман, Иосиф Михайлович
94. Говоров, Викентий Павлович
95. Говоров, Владимир Леонидович
96. Говоров, Иван Иванович
97. Говорушин, Константин Васильевич
98. Гогиберидзе, Григорий Давыдович
99. Гогин, Виктор Фёдорович
100. Гогичаишвили, Михаил Александрович
101. Гоголев, Александр Васильевич
102. Гоголев, Виктор Васильевич
103. Годовкин, Валентин Сергеевич
104. Гоков, Михаил Андреевич
105. Голик, Антонина Петровна
106. Голиков, Виктор Андреевич
107. Голиков, Константин Николаевич
108. Голиков, Филипп Иванович
109. Голиченко, Александра Антоновна
110. Голов, Вадим Семёнович
111. Головатый, Александр Терентьевич
112. Головач, Пётр Васильевич
113. Головачев, Павел Максимович
114. Головкин, Василий Яковлевич
115. Головко, Кузьма Петрович
116. Головнина, Римма Ивановна
117. Головницкий, Лев Николаевич
118. Головченко, Василий Иванович
119. Головченко, Григорий Иванович
120. Головченко, Фёдор Петрович
121. Голосов, Леонид Георгиевич
122. Голоулина, Галина Павловна
123. Голубев, Борис Васильевич
124. Голубев, Василий Николаевич
125. Голубев, Юрий Вячеславович
126. Голубенко, Василий Иванович
127. Голубицкий, Николай Фёдорович
128. Голубков, Михаил Евстафьевич
129. Голубкова, Анна Артемьевна
130. Голубь, Николай Яковлевич
131. Голушков, Николай Григорьевич
132. Голышков, Виктор Семёнович
133. Гольтяев, Евгений Андреевич
134. Гольцман, Анна Павловна
135. Гольцова, Зоя Григорьевна
136. Гонда, Михаил Степанович
137. Гончаров, Николай Пантелеевич
138. Гончарова, Александра Ивановна
139. Гончарова, Галина Илларионовна
140. Гончарова, Раиса Карповна
141. Горанский, Иван Павлович
142. Горбань, Григорий Яковлевич
143. Горбатенко, Алексей Михайлович
144. Горбатько, Иван Фёдорович
145. Горбатюк, Евгений Михайлович
146. Горбаченко, Василий Иванович
147. Горбунов, Виктор Иванович
148. Горбунов, Михаил Дмитриевич
149. Горбунов, Юрий Васильевич
150. Горбушин, Евгений Алексеевич
151. Гордеев, Алексей Трофимович
152. Гордиенко, Фёдор Григорьевич
153. Горев, Александр Фёдорович
154. Горегляд, Алексей Адамович
155. Горелов, Владимир Михайлович
156. Горин, Алексей Константинович
157. Горинов, Трофим Иосифович
158. Горкин, Александр Фёдорович
159. Горлов, Григорий Кириллович
160. Горлов, Олег Алексеевич
161. Горностаев, Андрей Андреевич
162. Горобцов, Митрофан Фёдорович
163. Горовец, Инесса Васильевна
164. Городилова, Вера Владимировна
165. Городовиков, Басан Бадьминович
166. Горожанкин, Николай Яковлевич
167. Горохов, Пётр Иванович
168. Горчаков, Алексей Кузьмич
169. Горчаков, Алексей Степанович
170. Горчаков, Андрей Иванович
171. Горчаков, Пётр Андреевич
172. Горшков, Аким Васильевич
173. Горшков, Анатолий Степанович
174. Горшков, Михаил Михайлович
175. Горшков, Сергей Георгиевич
176. Горюнов, Дмитрий Петрович
177. Горюнов, Сергей Васильевич
178. Горячев, Григорий Иосифович
179. Горячев, Фёдор Степанович
180. Горячкин, Александр Васильевич
181. Гошхотелиани, Леван Варламович
182. Грабельник, Василий Григорьевич
183. Гранкин, Лаврентий Михайлович
184. Грачёв, Александр Владимирович
185. Грачёв, Виктор Григорьевич
186. Грдзелишвили, Шалва Онисимович
187. Греков, Владимир Александрович
188. Греков, Леонид Иванович
189. Гречин, Михаил Степанович
190. Гречко, Андрей Антонович
191. Гречко, Степан Наумович
192. Гречкосий, Константин Семёнович
193. Грешнев, Иван Дмитриевич
194. Грибанов, Виктор Алексеевич
195. Грибачёв, Николай Матвеевич
196. Грибков, Анатолий Иванович
197. Грибов, Рим Алексеевич
198. Грибушкин, Валентин Николаевич
199. Григалашвили, Варвара Николаевна
200. Григоренко, Алексей Семёнович
201. Григоренко, Анна Ивановна
202. Григоренко, Иван Павлович
203. Григоренко, Николай Павлович
204. Григоров, Владимир Васильевич
205. Григорьев, Иван Александрович
206. Григорьев, Пётр Андреевич
207. Григорьев, Пётр Михайлович
208. Григорьев, Фёдор Семёнович
209. Григорьева, Антонина Степановна
210. Григорьева, Зоя Васильевна
211. Григорьян, Грант Тигранович
212. Григорян, Ваник Мамиконович
213. Григорян, Маргарита Сергеевна
214. Гридасов, Дмитрий Матвеевич
215. Гридин, Георгий Степанович
216. Гринда, Николай Иванович
217. Гринек, Владимир Степанович
218. Гриненко, Анна Андреевна
219. Гринчук, Сергей Иванович
220. Гринь, Александр Васильевич
221. Гринько, Владимир Самуилович
222. Гришай, Лидия Ивановна
223. Гришаков, Николай Иванович
224. Гришанина, Мария Ивановна
225. Гришанов, Василий Максимович
226. Гришин, Виктор Васильевич
227. Гришин, Владимир Фёдорович
228. Гришин, Константин Николаевич
229. Гришин, Леонид Александрович
230. Гришин, Пётр Иванович
231. Гришин, Сергей Иванович
232. Гришков, Николай Калинникович
233. Гришманов, Иван Александрович
234. Грищенков, Василий Сергеевич
235. Громов, Александр Матвеевич
236. Громов, Анатолий Александрович
237. Громоздов, Михаил Антонович
238. Громыко, Андрей Андреевич
239. Груздев, Александр Александрович
240. Грузинов, Сергей Сергеевич
241. Грушевой, Константин Степанович
242. Грушевский, Алексей Никифорович
243. Грушецкий, Иван Самойлович
244. Грушин, Пётр Дмитриевич
245. Губин, Николай Иванович
246. Гугкаев, Сергей Савельевич
247. Гугняк, Яков Анисимович
248. Гудилин, Иван Иванович
249. Гудочкова, Валентина Михайловна
250. Гужва, Николай Матвеевич
251. Гузенко, Парфентий Васильевич
252. Гук, Анатолий Яковлевич
253. Гук, Яков Петрович
254. Гулаев, Николай Дмитриевич
255. Гулевская, Вера Николаевна
256. Гулиева, Рухсара Мамед кызы
257. Гуляев, Сергей Арсентьевич
258. Гуменюк-Грицай, Пётр Анисимович
259. Гуния, Параскева Теофилевна
260. Гургаль, Владимир Иосифович
261. Гуреев, Николай Михайлович
262. Гурин, Андрей Григорьевич
263. Гурин, Владимир Акимович
264. Гурская, София Юльяновна
265. Гурский, Алексей Георгиевич
266. Гурьев, Николай Данилович
267. Гусаковский, Иосиф Ираклиевич
268. Гусев, Василий Степанович
269. Гусев, Дмитрий Павлович
270. Гусев, Николай Николаевич[уточнить]
271. Гусев, Николай Павлович
272. Гусева, Аграфена Тимофеевна
273. Гусева, Прасковья Владимировна
274. Гусейнов, Аслан Ага Гусейн оглы
275. Гусейнов, Бала Гусейн Имам Гули оглы
276. Гусейнов, Камран Асад оглы
277. Густов, Иван Степанович
278. Гуськов, Алексей Иванович
279. Гуськов, Владимир Георгиевич
280. Гуц, Сергей Гаврилович
281. Гущо, Михаил Андреевич

## Д
1. Давиденко, Жанна Даниловна
2. Давитадзе, Леван Михайлович
3. Давитулиани, Лили Маркозовна
4. Давыдов, Владимир Петрович
5. Давыдов, Михаил Ефимович
6. Давыдов, Михаил Фёдорович
7. Давыдов, Николай Егорович
8. Давыдова, Ираида Васильевна
9. Давыдова, Надежда Ильинична
10. Дадашев, Кудрат Кулиевич
11. Даиров, Музаппар
12. Даирова, Хатима
13. Данилевский, Георгий Родионович
14. Данилов, Александр Иванович
15. Данилов, Борис Матвеевич
16. Данилов, Фёдор Александрович
17. Данилович, Валентин Васильевич
18. Данин, Георгий Прокофьевич
19. Даниялов, Абдурахман Даниялович
20. Данковцев, Александр Георгиевич
21. Данченко, Алексей Евгеньевич
22. Дауркин, Григорий Николаевич
23. Дашко, Николай Григорьевич
24. Дашковский, Николай Кузьмич
25. Дашук, Николай Яковлевич
26. Даянов, Мударис Заерович
27. Двужилов, Геннадий Борисович
28. Дебалюк, Александр Васильевич
29. Девятирикова, Тамара Михайловна
30. Дегтярев, Владимир Иванович
31. Деинеко, Василий Тарасович
32. Деменков, Василий Моисеевич
33. Дементова, Валентина Ивановна
34. Дементьев, Алексей Алексеевич
35. Дементьев, Владимир Тимофеевич
36. Дементьев, Пётр Васильевич
37. Дементьева, Анна Андреевна
38. Дементьева, Раиса Фёдоровна
39. Демеуов, Наргали
40. Демешкин, Геннадий Иванович
41. Демиденко, Василий Петрович
42. Демиденко, Юрий Михайлович
43. Демидов, Михаил Михайлович
44. Демидова, Александра Ивановна
45. Демидова, Татьяна Андреевна
46. Дёмин, Борис Николаевич
47. Дёмин, Виталий Иванович
48. Дёмин, Дмитрий Романович
49. Дёмин, Никита Степанович
50. Демичев, Пётр Нилович
51. Демченко, Вадим Николаевич
52. Демченко, Владимир Акимович
53. Демшин, Валерий Николаевич
54. Деникин, Александр Антонович
55. Денисенко, Иван Фёдорович
56. Денисов, Георгий Яковлевич
57. Денисов, Михаил Михайлович
58. Денисов, Николай Семёнович
59. Денисова, Александра Ивановна
60. Денисова, Александра Николаевна
61. Денисова, Галина Алексеевна
62. День-Добрый, Леонид Георгиевич
63. Дервоед, Ольга Семёновна
64. Деревянкин, Константин Фёдорович
65. Деревянко, Пётр Васильевич
66. Дерьякулиев, Нурхаджи
67. Дерябин, Алексей Алексеевич
68. Джавахишвили, Гиви Дмитриевич
69. Джалилов, Исам
70. Джаназян, Вагинак Мовсесович
71. Джананашвили, Леван Георгиевич
72. Джангозин, Джакип-Бек
73. Джанелидзе, Карл Фёдорович
74. Джанибеков, Узбекали
75. Джафаров, Джафар Магерам оглы
76. Джелепов, Венедикт Петрович
77. Джиоев, Коста Каргоевич
78. Джудакидзе, Нази Антиповна
79. Джумадылова, Мария
80. Джуссоев, Георгий Николаевич
81. Дзоценидзе, Георгий Самсонович
82. Дзоциев, Борис Николаевич
83. Дзюба, Феодосий Игнатьевич
84. Дибирова, Сафия Гаджи кызы
85. Диваев, Урал Ягофарович
86. Дидеева, Лидия Тарасовна
87. Дидык, Лидия Александровна
88. Диордица, Александр Филиппович
89. Диптан, Ольга Климентьевна
90. Дмитриев, Александр Павлович
91. Дмитриев, Валентин Иванович
92. Дмитриев, Иван Алексеевич
93. Дмитриев, Николай Иванович
94. Дмитриев, Павел Гаврилович
95. Дмитриев, Сергей Сергеевич
96. Дмитриева, Зинаида Егоровна
97. Дмитриева, Ирина Ануфриевна
98. Дмитрин, Александр Григорьевич
99. Дмитровская, Екатерина Петровна
100. Добрик, Виктор Фёдорович
101. Добровольскайте, Геновайте Антано
102. Добровольскис, Пранцишкус-Станисловас Пранцишкович
103. Доброрадных, Павел Георгиевич
104. Добрынин, Алексей Иванович
105. Добрынин, Алексей Фёдорович
106. Добрынин, Анатолий Михайлович
107. Добрынин, Анатолий Фёдорович
108. Добрых, Владимир Макарович
109. Добычин, Борис Тимофеевич
110. Добыш, Фёдор Иванович
111. Довгопол, Виталий Иванович
112. Доенин, Василий Николаевич
113. Докторов, Николай Иванович
114. Докторова, Зоя Павловна
115. Докучаев, Алексей Николаевич
116. Долгих, Владимир Иванович
117. Долгушин, Николай Сергеевич
118. Доленко, Валентин Кириллович
119. Долинская, Валентина Григорьевна
120. Долынюк, Евгения Алексеевна
121. Домбровский, Иван Иванович
122. Домбровский, Станислав Петрович
123. Донскова, Таисия Акимовна
124. Донцов, Константин Васильевич
125. Доржиев, Цырендаши Доржиевич
126. Дорохов, Степан Дмитриевич
127. Дорошенко, Виктор Карпович
128. Дорошенко, Пётр Емельянович
129. Досов, Искандар
130. Драгомирецкий, Владимир Порфирьевич
131. Дремлюга, Пётр Иванович
132. Дрозденко, Василий Иванович
133. Дроздов, Михаил Иванович
134. Дрокин, Филипп Алексеевич
135. Другов, Василий Иванович
136. Дружинин, Евгений Алексеевич
137. Дружинин, Михаил Иванович
138. Дрыгин, Анатолий Семёнович
139. Дрынов, Василий Петрович
140. Дубина, Мария Николаевна
141. Дубина, Мария Павловна
142. Дубинин, Фёдор Артемьевич
143. Дубова, Нина Григорьевна
144. Дубовенкова, Екатерина Алексеевна
145. Дубровин, Николай Петрович
146. Дубровина, Анна Кузьминична
147. Дубровский, Алексей Орестович
148. Дувакин, Сергей Тимофеевич
149. Дудин, Михаил Александрович
150. Дудкин, Иван Иванович
151. Дудник, Григорий Сергеевич
152. Дудникова, Лидия Ивановна
153. Дудоров, Николай Павлович
154. Дудченко, Макар Кузьмич
155. Думбра, Героним Иванович
156. Дунаев, Аркадий Максимович
157. Дурдыев, Азиз
158. Дурнова, Ангелина Васильевна
159. Дурнопьянов, Иван Леонтьевич
160. Дусь, Виктор Иванович
161. Дученко, Григорий Калинович
162. Дыбенко, Николай Кириллович
163. Дыбский, Николай Анисимович
164. Дыкин, Алексей Иванович
165. Дыкман, Израиль Лазаревич
166. Дымова, Нина Леонтьевна
167. Дымшиц, Вениамин Эммануилович
168. Дьеур, Михаил Филиппович
169. Дьяков, Валентин Александрович
170. Дьяченко, Николай Иванович
171. Дьячкова, Александра Михайловна
172. Дюбкин, Василий Семёнович
173. Дюжев, Виктор Иванович
174. Дюсимбаев, Михаил Туякпаевич
175. Дячук, Павел Максимович

## Е
1. Евдокименко, Георгий Степанович
2. Евсеев, Василий Петрович
3. Евсеев, Василий Сергеевич
4. Евсигнеев, Николай Александрович
5. Евченко, Степан Яковлевич
6. Егемкулов, Туймебай
7. Егоренчева, Вера Степановна
8. Егоров, Анатолий Григорьевич
9. Егоров, Василий Георгиевич
10. Егоров, Владимир Николаевич
11. Егоров, Георгий Николаевич
12. Егоров, Никита Васильевич
13. Егоров, Николай Александрович
14. Егоров, Фёдор Николаевич
15. Егорова, Ирина Константиновна
16. Егоровский, Александр Александрович
17. Егорычев, Николай Григорьевич
18. Егоян, Сирануш Тиграновна
19. Ежевский, Александр Александрович
20. Ежикова, Клавдия Ивановна
21. Елагин, Павел Алексеевич
22. Елизаветин, Михаил Иванович
23. Елисеев, Алексей Ксенофонтович
24. Елисеев, Евгений Николаевич
25. Елисин, Иван Павлович
26. Елистархова, Евдокия Ивановна
27. Елистратов, Пётр Матвеевич
28. Елсукова, Екатерина Иосифовна
29. Елубаев, Гадылша Капушович
30. Ельченко, Юрий Никифорович
31. Елютин, Вячеслав Петрович
32. Емалетдинов, Юнер Фасхетдинович
33. Емельянов, Фёдор Михайлович
34. Емельянова-Щукина, Клавдия Давыдовна
35. Енбаева, Фаина Петровна
36. Енисеев, Сергей Исакович
37. Енютин, Георгий Васильевич
38. Епишев, Алексей Алексеевич
39. Ергалиев, Сапар Ергалиевич
40. Ерёменко, Андрей Иванович
41. Ерёменко, Назар Константинович
42. Ерёменко, Пётр Иович
43. Ереметов, Иван Николаевич
44. Ерёмина, Надежда Ивановна
45. Ерёмина, Пелагея Яковлевна
46. Ержанов, Куаныш
47. Ерзунов, Виктор Иванович
48. Ермаков, Владимир Васильевич
49. Ермаков, Михаил Иванович
50. Ермаков, Николай Васильевич
51. Ермаков, Пётр Иванович
52. Ермилов, Виктор Васильевич
53. Ермин, Лев Борисович
54. Ермолина, Антонина Павловна
55. Ермукажиева, Руза Мауленовна
56. Ерофеев, Виктор Дмитриевич
57. Ерофеев, Михаил Александрович
58. Ерохин, Николай Алексеевич
59. Ефимов, Александр Николаевич
60. Ефимов, Василий Иванович
61. Ефимов, Павел Иванович
62. Ефимушкин, Сергей Николаевич
63. Ефременкова, Юлия Лаврентьевна
64. Ефремов, Григорий Михайлович
65. Ефремов, Дмитрий Никитович
66. Ефремов, Леонид Николаевич
67. Ефремов, Михаил Тимофеевич
68. Ефремов, Степан Андрианович
69. Ешимбетов, Давлет
70. Ештокин, Афанасий Фёдорович

## Ж
1. Жабицкий, Геннадий Николаевич
2. Жабокрик, Любовь Евдокимовна
3. Жаворонкова, Екатерина Александровна
4. Жагата, Отилия Гиртовна
5. Жаксыбаев, Наби Кульчаманович
6. Жаксыбеков, Совет Шпекбаевич
7. Жамьянов, Владимир Цымпилович
8. Жангабулова, Газиза Кабиевна
9. Жарая, Раиса Фёдоровна
10. Жаринов, Александр Иванович
11. Жарков, Геннадий Григорьевич
12. Жаркова, Ефросинья Демьяновна
13. Жахаев, Ибрай
14. Жгун, Валентина Павловна
15. Жданов, Юрий Андреевич
16. Жданова, Татьяна Ивановна
17. Ждановских, Михаил Прокопьевич
18. Жеваго, Евгений Петрович
19. Жегалин, Иван Кузьмич
20. Желтов, Алексей Сергеевич
21. Жерновникова, Валентина Михайловна
22. Живаков, Михаил Александрович
23. Жигалин, Владимир Фёдорович
24. Жигачев, Владимир Яковлевич
25. Жигулин, Пётр Васильевич
26. Жидель, Григорий Яковлевич
27. Жидовинов, Михаил Иванович
28. Жижель, Иван Матвеевич
29. Жилина, Мария Михайловна
30. Жильцова, Раиса Евгеньевна
31. Жирков, Семён Гаврильевич
32. Житенёв, Владимир Андреевич
33. Житков, Владимир Васильевич
34. Жовториненко, Пётр Васильевич
35. Жокина, Тамара Даниловна
36. Жубаназарова, Зинеп
37. Жубанова, Газиза Ахметовна
38. Жук, Александр Афанасьевич
39. Жук, Лидия Пимоновна
40. Жуков, Владимир Иванович
41. Жуков, Иван Осипович
42. Жукова, Прасковья Романовна
43. Жуковский, Сергей Яковлевич
44. Журавлёв, Александр Фёдорович
45. Журавлёва, Марина Ильинична
46. Журавский, Пётр Аверьянович
47. Журин, Николай Иванович
48. Журов, Борис Семёнович

## З
1. Забабахин, Евгений Иванович
2. Забавников, Пётр Андреевич
3. Забелина, Наталья Николаевна
4. Заболотный, Григорий Иванович
5. Заболотняя, Тамара Ивановна
6. Заболотская, Ираида Васильевна
7. Заботин, Всеволод Фёдорович
8. Завадская, Галина Евгеньевна
9. Заварухин, Юрий Ильич
10. Завьялов, Григорий Григорьевич
11. Загафуранов, Файзрахман Загафуранович
12. Загородный, Василий Фёдорович
13. Загорский, Василий Никанорович
14. Задворнова, Юлия Калистратовна
15. Задорожный, Тимофей Кириллович
16. Задорощенко, Василий Фёдорович
17. Заидов, Миргияс Аббасович
18. Зайка, Егор Кузьмич
19. Зайнашев, Узбек Назихович
20. Зайцев, Александр Васильевич
21. Зайцев, Борис Николаевич
22. Зайцев, Валентин Иванович
23. Зайцев, Владимир Сергеевич
24. Зайцев, Михаил Васильевич
25. Зайцев, Степан Иванович
26. Зайцева, Александра Куприяновна
27. Зайцева, Валентина Иосифовна
28. Зайцева, Екатерина Фёдоровна
29. Зайцева, Лидия Васильевна
30. Зайченко, Георгий Васильевич
31. Зайчук, Тайса Григорьевна
32. Закарин, Аскар Закарьевич
33. Закацола, Михаил Минович
34. Закревская, Людмила Григорьевна
35. Закружецкий, Дмитрий Павлович
36. Залесов, Евгений Алексеевич
37. Залужный, Владимир Иванович
38. Замула, Василий Никифорович
39. Замыцкий, Иван Фёдорович
40. Зарайская, Мария Георгиевна
41. Зарапетян, Зарап Петросович
42. Заренчук, Мария Васильевна
43. Зародов, Константин Иванович
44. Зарубин, Александр Васильевич
45. Затворницкий, Владимир Андреевич
46. Затылкин, Борис Васильевич
47. Захаренко, Николай Иванович
48. Захаров, Борис Васильевич
49. Захаров, Борис Дмитриевич
50. Захаров, Василий Фёдорович
51. Захаров, Виктор Кузьмич
52. Захаров, Владимир Павлович
53. Захаров, Дмитрий Ермолаевич
54. Захаров, Матвей Васильевич
55. Захаров, Михаил Егорович
56. Захаров, Михаил Николаевич
57. Захаров, Николай Иванович
58. Захаров, Николай Степанович
59. Захаров, Пётр Александрович
60. Захарова, Зинаида Никитична
61. Захарченко, Алексей Гаврилович
62. Захарченко, Андрей Прокофьевич
63. Захватова, Раиса Ивановна
64. Заховаева, Клавдия Георгиевна
65. Зацарная, Лидия Николаевна
66. Збанацкий, Григорий Олиферович
67. Зборовский, Борис Владимирович
68. Зварцев, Александр Михайлович
69. Звенигородский, Арсений Михайлович
70. Зверев, Алексей Ильич
71. Зверев, Борис Михайлович
72. Зверев, Борис Фёдорович
73. Зверев, Сергей Алексеевич
74. Звонилина, Мария Васильевна
75. Зейдина, Ольга Мироновна
76. Зеленкевич, Анатолий Яковлевич
77. Зеленова, Любовь Ивановна
78. Земдиханова, Варвара Васильевна
79. Землянникова, Людмила Андреевна
80. Земцов, Василий Васильевич
81. Зиганшина, Венера Сахиулловна
82. Зикеев, Борис Ильич
83. Зимарин, Александр Васильевич
84. Зимин, Георгий Васильевич
85. Зимянин, Михаил Васильевич
86. Зиненко, Павел Маркович
87. Зиннатов, Самиг Зиннатович
88. Зиновьев, Николай Иванович
89. Зинченко, Иван Денисович
90. Зинченко, Полина Яковлевна
91. Зинченко, Раиса Сергеевна
92. Зламан, Надежда Семёновна
93. Златогурская, Нина Ивановна
94. Знаменщикова, Ирина Николаевна
95. Золов, Алексей Ильич
96. Золотарёв, Аркадий Поликарпович
97. Золотарёв, Евгений Тимофеевич
98. Золотарёв, Степан Яковлевич
99. Золотарёва, Валентина Васильевна
100. Золотова, Венера Иосифовна
101. Золотухин, Анисим Семёнович
102. Золотухин, Григорий Сергеевич
103. Зорин, Валериан Александрович
104. Зотов, Василий Петрович
105. Зубарев, Геннадий Васильевич
106. Зубенко, Иван Егорович
107. Зудков, Владимир Сергеевич
108. Зульпукаров, Магомед-Герей
109. Зыков, Михаил Ефимович
110. Зымалев, Георгий Семёнович
111. Зырянов, Павел Иванович
112. Зюзина, Александра Ивановна

## И
1. Ибрагимов, Гаджи Ага Халил оглы
2. Ибрагимов, Мирза Аждар оглы
3. Ибрагимов, Мирзаолим Ибрагимович
4. Ибрагимов, Энвер Теймур оглы
5. Иванин, Михаил Петрович
6. Иваницкий, Станислав Мартынович
7. Иванникова, Тамара Сергеевна
8. Иванов, Борис Алексеевич
9. Иванов, Владимир Дмитриевич
10. Иванов, Дмитрий Андреевич
11. Иванов, Иван Арсентьевич
12. Иванов, Иван Ильич
13. Иванов, Михаил Фёдорович
14. Иванов, Николай Максимович
15. Иванов, Николай Михайлович
16. Иванов, Пётр Сергеевич
17. Иванов, Семён Павлович
18. Иванов, Фёдор Анисимович
19. Иванова, Анна Дмитриевна
20. Иванова, Валентина Дмитриевна
21. Иванова, Галина Ивановна[уточнить]
22. Иванова, Евдокия Васильевна
23. Иванова, Ефросиния Семёновна
24. Иванова, Зинаида Михайловна
25. Иванова, Зинаида Фёдоровна
26. Иванова, Мария Васильевна
27. Иванова, Мария Петровна
28. Иванова, Таисия Ивановна
29. Ивановская, Таисия Ивановна
30. Ивановский, Василий Яковлевич
31. Ивановский, Владимир Фёдорович
32. Ивановский, Евгений Филиппович
33. Иванцов, Николай Максимович
34. Иванченко, Александра Николаевна
35. Иванькович, Николай Филиппович
36. Ивашкин, Андрей Петрович
37. Ивашутин, Пётр Иванович
38. Иващенко, Дмитрий Андреевич
39. Ивин, Михаил Николаевич
40. Ивлев, Александр Михайлович
41. Ивлиева, Анна Александровна
42. Ивченко, Татьяна Петровна
43. Игналеева, Тамара Алексеевна
44. Игнатенко, Елена Владимировна
45. Игнатов, Николай Григорьевич
46. Игнатов, Николай Фёдорович
47. Игнатов, Юрий Александрович
48. Игнатьев, Борис Николаевич
49. Игнатьева, Анна Васильевна
50. Игнатьева, Таисия Филипповна
51. Изместьев, Михаил Григорьевич
52. Икомасов, Анатолий Константинович
53. Икрамов, Мамадали
54. Иксанов, Мустахим Белялович
55. Иллар, Амбруш Лайошович
56. Илларионова, Анна Ивановна
57. Ильин, Николай Иванович
58. Ильина, Вера Николаевна
59. Ильина, Мария Парамоновна
60. Ильичёв, Анатолий Васильевич
61. Ильичёв, Леонид Александрович
62. Ильницкий, Юрий Васильевич
63. Ильченко, Лидия Федотовна
64. Ильюшин, Сергей Владимирович
65. Ильяшенко, Кирилл Фёдорович
66. Илютаев, Канатпай
67. Илюхин, Александр Меркулович
68. Илюшин, Михаил Николаевич
69. Имралиев, Сардар Мамед оглы
70. Инаури, Алексей Николаевич
71. Иогансон, Борис Владимирович
72. Ионаитене, Стасе Петровна
73. Ионов, Пётр Иванович
74. Ионушене, Стефания Станиславовна
75. Иорданов, Иван Ефремович
76. Иосифьян, Андроник Гевондович
77. Ипатов, Виктор Иванович
78. Исаев, Василий Павлович
79. Исаев, Василий Яковлевич
80. Исаев, Виктор Фёдорович
81. Исаева, Татьяна Павловна
82. Исаков, Алексей Иванович
83. Исакова, Антонина Васильевна
84. Исакова, Клавдия Николаевна
85. Исакович, Владимир Николаевич
86. Исенов, Мухамбет Айтуевич
87. Искендеров, Мамед Абдул оглы
88. Ислюков, Семён Матвеевич
89. Ислямов, Батыр
90. Исмагилов, Загир Гарипович
91. Исмаилов, Азимбек
92. Исмаилов, Бадирхан Махмуд оглы
93. Исмаилов, Рустам Гаджи Али оглы
94. Исмаилова, Сара Мирза кызы
95. Истомахина, Валентина Николаевна
96. Иудин, Павел Михайлович
97. Ихарлова, Мария Васильевна
98. Ихин, Каюм Гимазетдинович
99. Ишков, Александр Акимович
100. Ишмуратов, Нарбай
101. Ишутин, Александр Карпович
102. Ищенко, Иван Степанович
103. Ищук, Людмила Ефимовна

## К
1. Кабалевский, Дмитрий Борисович
2. Кабалоев, Билар Емазаевич
3. Кабанков, Алексей Иванович
4. Кабанов, Павел Алексеевич
5. Кабанова, Валентина Александровна
6. Кабанова, Екатерина Степановна
7. Кабанова, Елизавета Александровна
8. Кабков, Яков Иванович
9. Кавтаров, Пётр Ильич
10. Кавтиашвили, Георгий Христофорович
11. Кавун, Василий Михайлович
12. Кадагидзе, Григорий Ильич
13. Каданин, Иван Иосифович
14. Кадельчук, Иван Капитонович
15. Кадимов, Алекпер Нурмамед оглы
16. Кадыров, Абдулла Мурад оглы
17. Кадыров, Азиз Мавлянович
18. Кадыров, Вахид Кадырович
19. Казаева, Анастасия Ивановна
20. Казак, Виктор Дмитриевич
21. Казаков, Валентин Петрович
22. Казаков, Василий Иванович
23. Казаков, Константин Петрович
24. Казаков, Михаил Ильич
25. Казанец, Иван Павлович
26. Казантаев, Конысбек Турешович
27. Казанцев, Дмитрий Тимофеевич
28. Казанцев, Юрий Семёнович
29. Казимиров, Иван Васильевич
30. Казначеев, Виктор Алексеевич
31. Казнов, Фёдор Васильевич
32. Казьмин, Анатолий Петрович
33. Казьмин, Пётр Алексеевич
34. Каиров, Иван Андреевич
35. Кайкан, Пётр Фёдорович
36. Кайрис, Ксаверас Костович
37. Кайтбекова, Патимат
38. Какабадзе, Сергей Васильевич
39. Кактынь, Эдгар Янович
40. Калабухов, Фёдор Васильевич
41. Калачев, Александр Григорьевич
42. Калашник, Михаил Харитонович
43. Калашников, Алексей Максимович
44. Калганов, Григорий Дмитриевич
45. Калегаев, Евгений Михайлович
46. Каленик, Иван Иванович
47. Каленов, Василий Павлович
48. Каленов, Кали
49. Калинин, Алексей Иванович
50. Калинин, Валентин Тихонович
51. Калиничев, Василий Петрович
52. Калиниченко, Александр Кондратьевич
53. Калинкин, Константин Павлович
54. Калинкина, Нина Яковлевна
55. Калинова, Мария Максимовна
56. Калита, Фёдор Илларионович
57. Калласте, Хейно Петрович
58. Калмурзаева, Даригул
59. Калмык, Николай Иосифович
60. Калмыков, Валерий Дмитриевич
61. Калмыков, Михаил Георгиевич
62. Калнберзин, Ян Эдуардович
63. Кальченко, Никифор Тимофеевич
64. Кальченко, Степан Власович
65. Камаев, Геронтий Леонтьевич
66. Камалетдинова, Гульсум Мукимовна
67. Камалов, Вагиз Камалович
68. Камалов, Каллибек
69. Камбарова, Зейнаб Черкез кызы
70. Каменев, Георгий Михайлович
71. Каменский, Владимир Георгиевич
72. Камилов, Мир Наги Ага Сеид оглы
73. Кампан, Иосиф Станиславович
74. Каналиев, Молдаш
75. Канатов, Шамиль
76. Кандакова, Вера Дмитриевна
77. Кандрёнков, Андрей Андреевич
78. Кантария, Мелитон Варламович
79. Канцеляристов, Пётр Семёнович
80. Канцере, Велта Фрицевна
81. Канчели, Антон Георгиевич
82. Каныгин, Владимир Андреевич
83. Капитонов, Иван Васильевич
84. Капустина, Анна Ивановна
85. Капустян, Иван Ксенофонтович
86. Карабутов, Пётр Парфирьевич
87. Карабцова, Мария Гавриловна
88. Караваев, Георгий Аркадьевич
89. Каравашкина, Лидия Александровна
90. Караев, Давлы Караевич
91. Караев, Кара Абульфаз оглы
92. Каракеев, Курман-Гали
93. Каракулькин, Михаил Афанасьевич
94. Карандашева, Лидия Васильевна
95. Карасёв, Михаил Алексеевич
96. Карбивничий, Михаил Григорьевич
97. Карбойнова, Мария Борисовна
98. Каргин, Николай Васильевич
99. Карев, Николай Михайлович
100. Карелова, Анастасия Ипатьевна
101. Каримов, Мустафа Сафич
102. Карих, Георгий Павлович
103. Карликова, Мария Афанасьевна
104. Карлов, Владимир Алексеевич
105. Карлусова, Надежда Евгеньевна
106. Кармазин, Борис Иванович
107. Карпенко, Валентина Ивановна
108. Карпенко, Иван Трофимович
109. Карпенко, Михаил Пантелеевич
110. Карпеченко, Ульяна Тихоновна
111. Карпов, Александр Гаврилович
112. Карпов, Иван Корнеевич
113. Карпов, Леонид Анатольевич
114. Карпова, Евдокия Фёдоровна
115. Карпова, Мария Петровна
116. Карсакова, Валентина Фёдоровна
117. Картаков, Василий Андреевич
118. Карташов, Василий Николаевич
119. Карцев, Александр Ефимович
120. Карякин, Борис Иванович
121. Касаткина, Руфима Семёновна
122. Касатонов, Владимир Афанасьевич
123. Касрелишвили, Фати Иосифовна
124. Касымов, Усман Касымович
125. Касьяненко, Иван Максимович
126. Касьянчик, Геннадий Федосович
127. Катаева, Анна Васильевна
128. Катков, Лазарь Михайлович
129. Катков, Пётр Семёнович
130. Катлап, Артур Язепович
131. Катраженко, Иван Иосифович
132. Катушев, Константин Фёдорович
133. Катютин, Александр Павлович
134. Каулиньш, Роберт Хейнрихович
135. Каулиньш, Эдгар Мартынович
136. Кахаров, Абдулахад Кахарович
137. Кахутина, Валентина Петровна
138. Кацуба, Павел Борисович
139. Качалов, Николай Николаевич
140. Качанов, Александр Иванович
141. Качин, Дмитрий Иванович
142. Качковский, Василий Петрович
143. Качкышев, Яков Мырмыевич
144. Качур, Василий Захарович
145. Кашаева, Мария Тихоновна
146. Каширская, Мария Фёдоровна
147. Кашкин, Пётр Тимофеевич
148. Каштанов, Иван Васильевич
149. Каштанова, Елена Романовна
150. Кашулин, Алексей Константинович
151. Кашута, Антонина Васильевна
152. Каюмов, Пулат
153. Кварацхелия, Виктор Степанович
154. Квасницкий, Алексей Владимирович
155. Кебкал, Григорий Маркович
156. Кежерашвили, Этери Петровна
157. Келарев, Юрий Иванович
158. Келдыш, Мстислав Всеволодович
159. Кенжетаев, Жардем Дюсенгалиевич
160. Кенчадзе, Александра Фёдоровна
161. Кербицкий, Виктор Дмитриевич
162. Кервалишвили, Кетеван Семёновна
163. Керимов, Али Габиб оглы
164. Керимов, Гасан Рза оглы
165. Керимов, Юсиф Ханкиши оглы
166. Кетебаев, Абильгазы
167. Кибальников, Александр Павлович
168. Кизилов, Иван Андреевич
169. Кикнадзе, Шалва Давидович
170. Киладзе, Давид Васильевич
171. Килыбаев, Самидун
172. Кимстач, Александр Карлович
173. Кинаров, Иван Павлович
174. Кинжибаев, Карим Шахназарович
175. Киприянов, Александр Михайлович
176. Кирбаев, Тузелбай
177. Киреева, Агния Михайловна
178. Киреева, Вера Сергеевна
179. Кирей, Вера Викентьевна
180. Киренский, Леонид Васильевич
181. Кириенко, Иван Яковлевич
182. Кириленко, Андрей Павлович
183. Кирилишин, Константин Миронович
184. Кириллин, Владимир Алексеевич
185. Кириллова, Васса Ивановна
186. Кирилюк, Макар Александрович
187. Кириченко, Николай Карпович
188. Кирпаль, Иван Романович
189. Кирпиков, Борис Петрович
190. Кирпичников, Пётр Анатольевич
191. Кирьянова, Агриппина Васильевна
192. Киселёв, Валентин Иванович
193. Киселёв, Виктор Иванович
194. Киселёв, Владимир Фёдорович
195. Киселёв, Григорий Яковлевич
196. Киселёв, Иван Иванович
197. Киселёв, Михаил Иванович
198. Киселёв, Сергей Иванович
199. Киселёв, Тихон Яковлевич
200. Киселёва, Елена Фёдоровна
201. Кислинская, Тамара Михайловна
202. Кисунько, Григорий Васильевич
203. Киташов, Иван Семёнович
204. Китченко, Леонтий Иванович
205. Кичма, Алексей Михайлович
206. Кишиев, Атакиши Джанкиши оглы
207. Клаусон, Вальтер Иванович
208. Клейменов, Семён Алексеевич
209. Клементьева, Анна Ивановна
210. Клеменчук, Алексей Петрович
211. Клепиков, Иван Фёдорович
212. Клепиков, Михаил Иванович
213. Клёпов, Андрей Сергеевич
214. Клещёв, Михаил Петрович
215. Климанов, Николай Михайлович
216. Клименко, Василий Константинович
217. Клименко, Иван Ефимович
218. Клименко, Михаил Андреевич
219. Климентьев, Владимир Петрович
220. Климов, Александр Петрович
221. Климов, Иван Фролович
222. Климова, Евдокия Яковлевна
223. Клоков, Николай Сергеевич
224. Клопов, Александр Дмитриевич
225. Клочков, Дмитрий Григорьевич
226. Клочкова, Зоя Андреевна
227. Клычев, Анна-Мухамед
228. Клюев, Владимир Григорьевич
229. Клюев, Евгений Петрович
230. Клюев, Николай Иванович
231. Ключко, Павел Фёдорович
232. Клюшин, Роберт Иванович
233. Князев, Иван Тимофеевич
234. Князев, Сергей Львович
235. Князев, Филипп Кириллович
236. Князьков, Юрий Васильевич
237. Кобаладзе, Георгий Барнабович
238. Кобахидзе, Леван Васильевич
239. Кобахидзе, Шота Семёнович
240. Кобахия, Валериан Османович
241. Кобец, Нина Петровна
242. Кобзев, Василий Тимофеевич
243. Коблианидзе, Цицино Виссарионовна
244. Кобулия, Георгий Самсонович
245. Кобылина, Галина Васильевна
246. Кобылинский, Людвиг Павлович
247. Кобяков, Анатолий Николаевич
248. Ковалёв, Анатолий Иванович
249. Ковалёв, Василий Михайлович
250. Ковалёв, Геннадий Павлович
251. Ковалёв, Николай Иванович
252. Ковалёв, Павел Петрович
253. Ковалёв, Сергей Иванович
254. Ковалёва, Валентина Захаровна
255. Коваленко, Александр Власович
256. Коваленко, Иван Семёнович
257. Коваленко, Константин Иосифович
258. Коваленко, Николай Игнатьевич
259. Коваленко, Фёдор Андреевич
260. Коваль, Александр Матвеевич
261. Коваль, Иван Григорьевич
262. Коваль, Пётр Андреевич
263. Кованов, Павел Васильевич
264. Коваценко, Николай Васильевич
265. Ковпак, Сидор Артемьевич
266. Когабаев, Зарлык
267. Кожанов, Константин Григорьевич
268. Кожаров, Владимир Алексеевич
269. Кожевников, Анатолий Леонидович
270. Кожевников, Вадим Михайлович
271. Кожевников, Евгений Фёдорович
272. Кожедуб, Иван Никитович
273. Кожухарь, Павел Ананьевич
274. Козак, Степан Васильевич
275. Козакова, Варвара Гордеевна
276. Козаченко, Василий Павлович
277. Козачина, Семён Григорьевич
278. Козенко, Михаил Георгиевич
279. Козина, Мария Михайловна
280. Козинка Анатолий Иванович
281. Козленко, Мария Ивановна
282. Козлов, Алексей Иванович
283. Козлов, Андрей Петрович
284. Козлов, Василий Васильевич
285. Козлов, Василий Иванович
286. Козлов, Виктор Васильевич
287. Козлов, Григорий Иванович
288. Козлов, Иван Семёнович
289. Козлов, Илья Ефимович
290. Козлов, Илья Иванович
291. Козлов, Михаил Николаевич
292. Козлов, Николай Семёнович
293. Козлов, Николай Тимофеевич
294. Козлов, Юрий Николаевич
295. Козлова, Мария Андреевна
296. Козлова, Мария Георгиевна
297. Козлова, Олимпиада Васильевна
298. Козодуб, Иван Ильич
299. Козыбаев, Оразалы Абилович
300. Козырев, Семён Павлович
301. Козырь, Павел Пантелеевич
302. Койчубаев, Садык Ахметович
303. Кокарев, Александр Акимович
304. Кокина, Галина Александровна
305. Кокорев, Иван Федотович
306. Кокорева, Людмила Валериановна
307. Колбецкая, Мария Андреевна
308. Колбин, Геннадий Васильевич
309. Колесник, Василий Артёмович
310. Колесников, Алексей Филиппович
311. Колесников, Николай Кондратьевич
312. Колесников, Пётр Дмитриевич
313. Колесникова, Анна Леонтьевна
314. Колесникова, Тамара Ивановна
315. Колесникова, Тамара Петровна
316. Колесниченко, Анисья Николаевна
317. Колесниченко, Николай Антонович
318. Колесова, Анна Александровна
319. Колин, Павел Степанович
320. Колмык, Василий Иосифович
321. Колодяжный, Василий Григорьевич
322. Колоколов, Михаил Павлович
323. Коломиец, Фёдор Степанович
324. Коломийцев, Андрей Прокофьевич
325. Коломийцев, Константин Гаврилович
326. Коломин, Сергей Михайлович
327. Коломойченко, Владимир Остапович
328. Колониченко, Алексей Фёдорович
329. Колосов, Владимир Максимович
330. Колпаков, Борис Тимофеевич
331. Колупаев, Кирилл Иванович
332. Колупаев, Яков Васильевич
333. Колчин, Александр Алексеевич
334. Колчин, Иван Григорьевич
335. Колчин, Михаил Александрович
336. Колчина, Ольга Павловна
337. Кольцов, Пётр Никифорович
338. Комар, Пантелей Ильич
339. Комаров, Владимир Михайлович
340. Комаров, Никифор Евсеевич
341. Комарова, Домна Павловна
342. Комарова, Маргарита Павловна
343. Комаровский, Александр Николаевич
344. Комиссаренко, Юлий Семёнович
345. Комиссаров, Иван Захарьевич
346. Комяхов, Василий Григорьевич
347. Конаков, Михаил Егорович
348. Кондратов, Владимир Ефимович
349. Кондратов, Лев Александрович
350. Кондратьев, Кирилл Яковлевич
351. Кондратьева, Евгения Васильевна
352. Кондратюк, Елена Даниловна
353. Кондратюк, Ростислав Анатольевич
354. Конев, Иван Андреевич
355. Конев, Иван Степанович
356. Конкабаев, Ансаган
357. Коннова, Нина Никаноровна
358. Коновалов, Алексей Васильевич
359. Коновалов, Иван Михайлович
360. Коновалов, Николай Леонтьевич
361. Коновалов, Николай Семёнович
362. Коновалов, Севостьян Афанасьевич
363. Коновалова, Вера Фёдоровна
364. Коновалова, Нина Александровна
365. Конончук, Гений Иванович
366. Конопатов, Александр Дмитриевич
367. Конопкин, Владимир Александрович
368. Коноплев, Борис Всеволодович
369. Конотоп, Василий Иванович
370. Конотоп, Георгий Петрович
371. Консовский, Михаил Владиславович
372. Константинов, Борис Павлович
373. Конча, Татьяна Ивановна
374. Коняев, Василий Григорьевич
375. Коппалов, Иван Фёдорович
376. Коптелов, Афанасий Лазаревич
377. Копылевич, Александр Яковлевич
378. Копылов, Виталий Егорович
379. Копылова, Анна Захаровна
380. Корепанова, Галина Кирилловна
381. Корепина, Варвара Ивановна
382. Корецкий, Николай Иванович
383. Корж, Фёдор Николаевич
384. Корзинкин, Владимир Фёдорович
385. Корионов, Виталий Германович
386. Кормановский, Леонид Петрович
387. Кормилицин, Кузьма Григорьевич
388. Корнев, Александр Фёдорович
389. Корнев, Константин Сергеевич
390. Корнейчук, Александр Евдокимович
391. Корниец, Леонид Романович
392. Корнилов, Николай Фёдорович
393. Кокоуров, Фёдор Андреевич
394. Коробейников, Василий Иванович
395. Коробкин, Николай Николаевич
396. Коровин, Евгений Александрович
397. Королёв, Анатолий Алексеевич
398. Королёв, Владимир Александрович
399. Королёв, Геральд Иванович
400. Королёв, Иван Михайлович
401. Королёва, Анна Ивановна
402. Королёва, Валентина Ивановна
403. Королёва, Зинаида Васильевна
404. Королёва, Лилия Павловна
405. Корольков, Николай Кузьмич
406. Королькова, Александра Николаевна
407. Коросташовец, Нина Максимовна
408. Коротков, Константин Константинович
409. Коротков, Павел Васильевич
410. Короткова, Валентина Максимовна
411. Коротченко, Александр Демьянович
412. Коротченко, Демьян Сергеевич
413. Коротынский, Георгий Сергеевич
414. Коротяев, Михаил Матвеевич
415. Кортунов, Алексей Кириллович
416. Корхов, Сергей Иванович
417. Корчагина, Тамара Григорьевна
418. Коршик, Александр Алексеевич
419. Коршунов, Евгений Васильевич
420. Коршунов, Илья Алексеевич
421. Корытков, Николай Гаврилович
422. Корягин, Владимир Иванович
423. Косарев, Александр Фёдорович
424. Косарев, Михаил Кузьмич
425. Косарев, Павел Прохорович
426. Косарева, Нина Сергеевна
427. Косарева, Римма Александровна
428. Косенко, Иван Васильевич
429. Косенко, Савелий Иванович
430. Косицын, Александр Иванович
431. Косов, Евгений Дмитриевич
432. Косов, Иван Поликарпович
433. Косоплёткин, Роман Тимофеевич
434. Косорукова, Ираида Михайловна
435. Коспанов, Шапет Коспанович
436. Костандов, Леонид Аркадьевич
437. Костерин, Константин Алексеевич
438. Костин, Борис Васильевич
439. Костин, Владимир Павлович
440. Костин, Николай Андреевич
441. Костина, Анна Андреевна
442. Костина, Анна Еремеевна
443. Костоусов, Анатолий Иванович
444. Костров, Константин Константинович
445. Костюков, Иван Михайлович
446. Костюнькова, Пелагея Петровна
447. Костюменко, Пётр Петрович
448. Костяева, Лидия Ивановна
449. Косульников, Константин Николаевич
450. Косыгин, Алексей Николаевич
451. Кот, Раиса Семёновна
452. Котелевец, Пётр Еремеевич
453. Котельников, Борис Павлович
454. Котельникова, Галина Николаевна
455. Котляр, Ольга Елисеевна
456. Котов, Виктор Филиппович
457. Котов, Семён Иванович
458. Котова, Серафима Александровна
459. Котяш, Гавриил Иванович
460. Коуров, Николай Александрович
461. Кохановский, Владимир Борисович
462. Кохонов, Филипп Лаврентьевич
463. Кочемасов, Вячеслав Иванович
464. Кочерга, Анна Ивановна
465. Кочерыгин, Николай Васильевич
466. Кочетков, Валентин Кузьмич
467. Кочетков, Николай Георгиевич
468. Кочетков, Юрий Петрович
469. Кочетов, Всеволод Анисимович
470. Кочиашвили, Николай Степанович
471. Кочинян, Антон Ервандович
472. Кочкарева, Ксения Ивановна
473. Кочкина, Анна Андреевна
474. Кочубей, Антон Данилович
475. Кочубей, Антон Самойлович
476. Кошевой, Иван Леонтьевич
477. Кошевой, Пётр Кириллович
478. Кошевский, Пётр Сидорович
479. Кошелев, Александр Фёдорович
480. Кошляк, Мария Ивановна
481. Кошоев, Темирбек Кудайбергенович
482. Кравец, Михаил Фёдорович
483. Кравцов, Иван Терентьевич
484. Кравченко, Валентина Кузьминична
485. Кравченко, Вера Григорьевна
486. Кравченко, Евгений Григорьевич
487. Кравченко, Константин Фёдорович
488. Кравченко, Николай Иванович
489. Кравчук, Василий Кириллович
490. Краевой, Владимир Зиновьевич
491. Крапивный, Николай Николаевич
492. Красненьков, Михаил Михайлович
493. Краснобаев, Нил Иванович
494. Краснопольская, Клавдия Николаевна
495. Краснощёк, Александр Трофимович
496. Красовская, Анна Александровна
497. Красовский, Степан Акимович
498. Красюк, Александр Дмитриевич
499. Красюк, Дементий Яковлевич
500. Крахмалёв, Михаил Константинович
501. Кременицкий, Виктор Александрович
502. Кременский, Сергей Ильич
503. Кремень, Анатолий Степанович
504. Крестьянинов, Василий Иванович
505. Кривенко, Пётр Степанович
506. Кривенко, Яков Николаевич
507. Кривенцов, Иван Михайлович
508. Кривенышева, Мария Ильинична
509. Кривич, Нина Григорьевна
510. Кривокора, Алексей Михайлович
511. Криволуцкий, Виктор Фёдорович
512. Кривонос, Пётр Фёдорович
513. Криворучко, Александр Иосифович
514. Криворучко, Леонтий Леонтьевич
515. Кривоусов, Борис Алексеевич
516. Кривошеев, Владимир Иванович
517. Кривошеина, Ольга Сергеевна
518. Кривчиков, Пётр Фёдорович
519. Криулин, Глеб Александрович
520. Круглов, Егор Иванович
521. Круглов, Фёдор Николаевич
522. Круглова, Зинаида Михайловна
523. Кругляк, Владимир Терентьевич
524. Крупенина, Конкордия Кириковна
525. Крупинский, Александр Викентьевич
526. Крупский, Алексей Аркадьевич
527. Крутских, Дмитрий Андреевич
528. Кручина, Николай Ефимович
529. Кручинина, Нина Григорьевна
530. Крыжановская, Инна Илларионовна
531. Крыжановский, Лев Борисович
532. Крыжка, Иван Ильич
533. Крылов, Александр Васильевич
534. Крылов, Алексей Иванович
535. Крылов, Валентин Георгиевич
536. Крылов, Владимир Иванович
537. Крылов, Владимир Николаевич
538. Крылов, Николай Александрович
539. Крылов, Николай Иванович
540. Крылова, Антонина Ивановна
541. Крылова, Серафима Константиновна
542. Крымов, Михаил Иванович
543. Крюков, Анатолий Михайлович
544. Кряж, Иван Захарович
545. Кубарев, Василий Николаевич
546. Кубашев, Сагидулла Кубашевич
547. Кубрак, Иван Иванович
548. Куваев, Алексей Григорьевич
549. Куварзин, Анатолий Иванович
550. Куварина, Зоя Ивановна
551. Кувшинова, Клавдия Николаевна
552. Кугаевский, Григорий Гаврилович
553. Кудияров, Виталий Дмитриевич
554. Кудратов, Шаймардан
555. Кудреватых, Алексей Петрович
556. Кудрина, Мария Николаевна
557. Кудров, Игорь Павлович
558. Кудрявцев, Александр Иванович
559. Кудрявцев, Евгений Михайлович
560. Кудрявцев, Иосиф Фёдорович
561. Кудрявцев, Николай Павлович
562. Кудряшёв, Алексей Павлович
563. Кудряшов, Василий Порфирьевич
564. Кудряшов, Евгений Александрович
565. Кужелева, Валентина Прокофьевна
566. Кузин, Сергей Дмитриевич
567. Кузнецов, Александр Иванович
568. Кузнецов, Василий Васильевич
569. Кузнецов, Виктор Иванович
570. Кузнецов, Виктор Иванович
571. Кузнецов, Виктор Иванович
572. Кузнецов, Дмитрий Митрофанович
573. Кузнецов, Иван Максимович
574. Кузнецов, Иван Петрович
575. Кузнецов, Михаил Алексеевич
576. Кузнецов, Михаил Михайлович
577. Кузнецов, Модест Егорович
578. Кузнецов, Николай Александрович
579. Кузнецов, Николай Дмитриевич
580. Кузнецов, Павел Захарович
581. Кузнецов, Пётр Иванович
582. Кузнецов, Сергей Иванович
583. Кузнецов, Фёдор Федотович
584. Кузнецова, Анастасия Андреевна
585. Кузнецова, Анна Дмитриевна
586. Кузнецова, Антонина Александровна
587. Кузнецова, Евгения Алексеевна
588. Кузнецова, Зоя Михайловна
589. Кузнецова, Нина Ивановна
590. Кузнецова, Нина Павловна
591. Кузькина, Любовь Ильинична
592. Кузьменко, Николай Ильич
593. Кузьмин, Александр Трифонович
594. Кузьмин, Виктор Петрович
595. Кузьмин, Евгений Андреевич
596. Кузьмин, Леонид Алексеевич
597. Кузьмина, Зинаида Васильевна
598. Кузьмина, Лидия Степановна
599. Кузьминский, Иван Антонович
600. Кузюков, Фёдор Фёдорович
601. Кукаркина, Елена Васильевна
602. Куксенко, Фёдор Павлович
603. Кулагин, Виталий Александрович
604. Кулагин, Геннадий Иванович
605. Кулагин, Михаил Кондратьевич
606. Кулаков, Николай Михайлович
607. Кулаков, Тимофей Алексеевич
608. Кулаков, Фёдор Давыдович
609. Кулакова, Галина Александровна
610. Кулаковская, Тамара Никандровна
611. Кулатов, Турабай
612. Кулепова, Елизавета Николаевна
613. Кулеш, Григорий Андреевич
614. Кулигин, Владимир Денисович
615. Кулиджанов, Лев Александрович
616. Кулиева, Малейка Салман кызы
617. Кулик, Фёдор Владимирович
618. Куликов, Анатолий Иванович
619. Куликов, Василий Петрович
620. Куликов, Виктор Георгиевич
621. Куликов, Вячеслав Онуфриевич
622. Куликов, Яков Павлович
623. Куликова, Екатерина Григорьевна
624. Куликова, Мария Васильевна
625. Куликова, Надежда Георгиевна
626. Куликова, Нонна Петровна
627. Кулинич, Иван Михайлович
628. Кулинченко, Иван Васильевич
629. Куличенко, Леонид Сергеевич
630. Кулиш, Антонина Максимовна
631. Кулиш, Василий Ануфриевич
632. Кунаев, Динмухамед Ахмедович
633. Купревич, Василий Феофилович
634. Купреева, Любовь Михайловна
635. Куприенко, Андрей Никитьевич
636. Купряшова, Евдокия Ивановна
637. Курбанов, Агаяр Алияр оглы
638. Курбанов, Рахманкул Курбанович
639. Курбанова, Ханипе
640. Курбацкий, Григорий Леонтьевич
641. Курбонова, Гулхоним
642. Курганов, Иван Денисович
643. Курембина, Александра Трофимовна
644. Курзин, Леонид Никитович
645. Курзов, Платон Константинович
646. Курилкин, Владимир Петрович
647. Курило, Владимир Николаевич
648. Курилов, Александр Николаевич
649. Курилов, Вадим Александрович
650. Курилович, Нина Антоновна
651. Куркин, Леонид Петрович
652. Куркоткин, Семён Константинович
653. Курманова, Любовь Александровна
654. Курмашева, Токбала
655. Курова, Дарья Александровна
656. Курочкин, Валентин Пантелеевич
657. Курочкин, Николай Иванович
658. Курочкин, Павел Алексеевич
659. Куртынин, Михаил Степанович
660. Курченко, Андрей Алексеевич
661. Курышина, Евгения Мефодиевна
662. Кусаинов, Сакан Кусаинович
663. Кусакин, Иван Фёдорович
664. Кусимов, Тагир Таипович
665. Кутахов, Павел Степанович
666. Кутовой, Николай Лукич
667. Кухарчук, Иван Антонович
668. Куц, Виталий Анатольевич
669. Куцевол, Василий Степанович
670. Куч, Василий Иванович
671. Кучер, Юрий Иванович
672. Кучеров, Павел Михайлович
673. Кучеров, Пётр Владимирович
674. Кучкин, Сергей Андреевич
675. Кучма, Борис Иванович
676. Кушим, Николай Фёдорович
677. Кушхов, Гумар Сагидович
678. Кыдрашев, Чёт Кыдрашевич
679. Кэбин, Иван Густавович

## Л
1. Лавранчук, Георгий Иванович
2. Лавренко, Николай Гордеевич
3. Лаврёнов, Иван Ананьевич
4. Лаврентьев, Михаил Алексеевич
5. Лавренюк, Самуил Васильевич
6. Лавриненков, Владимир Дмитриевич
7. Лавров, Аркадий Андреевич
8. Лавунов, Пётр Павлович
9. Лавыгин, Василий Александрович
10. Лагадзе, Тамара Николаевна
11. Лагир, Михаил Иванович
12. Лагутина, Валентина Григорьевна
13. Лагуткин, Николай Васильевич
14. Лазарев, Иван Ефимович
15. Лазарева, Светлана Игоревна
16. Лазебный, Николай Семёнович
17. Лазуренко, Михаил Константинович
18. Лазутко, Фёдор Иванович
19. Лайок, Владимир Макарович
20. Лангхолтс, Линда Иоханнесовна
21. Ланчава, Мамонтий Ивлианович
22. Лапин, Василий Васильевич
23. Лапин, Николай Иванович
24. Лапин, Николай Михайлович
25. Лапин, Сергей Георгиевич
26. Лапутин, Василий Иванович
27. Лапченко, Никифор Сергеевич
28. Лапшин, Василий Иванович
29. Лапшин, Михаил Фёдорович
30. Лапшин, Пётр Андреевич
31. Лапыгин, Николай Иванович
32. Ларионов, Михаил Никитич
33. Ласточкин, Сергей Владимирович
34. Латыпов, Гусман Хафизович
35. Латышева, Анна Фёдоровна
36. Лачинов-Андрианов, Анатолий Фёдорович
37. Лашкарашвили, Тамара Васильевна
38. Лащенко, Пётр Николаевич
39. Лебедев, Виктор Николаевич
40. Лебедев, Николай Ефимович
41. Лебедев, Пётр Алексеевич
42. Лебедев, Пётр Тимофеевич
43. Лебедева, Анна Трофимовна
44. Лебедева, Зоя Дмитриевна
45. Лебедева, Полина Митрофановна
46. Лебедевич, Иван Николаевич
47. Лебединец, Наталия Онуфриевна
48. Лебедков, Андрей Дмитриевич
49. Левин, Алексей Петрович
50. Левицкий, Владимир Иванович
51. Левушкина, Ксения Павловна
52. Левченко, Иван Федотович
53. Левченко, Марат Петрович
54. Левченко, Николай Иванович
55. Левченко, Николай Филиппович
56. Левчик, Валентина Николаевна
57. Легошина, Анна Ивановна
58. Ледков, Николай Егорович
59. Лейкина, Агриппина Ивановна
60. Леликов, Алексей Емельянович
61. Лелюх, Василий Иванович
62. Лемешко, Василий Леонтьевич
63. Ленгвинас, Казимерас Казимерович
64. Ленев, Олег Константинович
65. Леньшина, Мария Владимировна
66. Леоненко, Мария Алексеевна
67. Леонов, Алексей Архипович
68. Леонов, Алексей Иванович
69. Леонов, Павел Артёмович
70. Леонова, Анна Николаевна
71. Лесечко, Михаил Авксентьевич
72. Лесникова, Клавдия Ивановна
73. Леутенко, Нина Трофимовна
74. Лёшин, Анатолий Васильевич
75. Лешкин, Пётр Иванович
76. Ливенцов, Василий Андреевич
77. Лигачёв, Егор Кузьмич
78. Лидоренко, Николай Степанович
79. Лизичев, Алексей Дмитриевич
80. Лиманский, Кузьма Архипович
81. Линник, Анна Николаевна
82. Линьков, Дмитрий Николаевич
83. Липатова, Лариса Петровна
84. Лисавенко, Михаил Афанасьевич
85. Лисицын, Виталий Григорьевич
86. Лисицын, Николай Максимович
87. Лисовой, Тимофей Григорьевич
88. Листов, Владимир Владимирович
89. Литвиненко, Нина Аврамовна
90. Литвинов, Михаил Ефремович
91. Лихачёв, Борис Сергеевич
92. Лихорадов, Анатолий Петрович
93. Лихоузова, Анна Константиновна
94. Лобанов, Павел Павлович
95. Лобанов, Прокофий Григорьевич
96. Лобанок, Владимир Елисеевич
97. Лобастова, Лидия Семёновна
98. Лобов, Семён Михайлович
99. Лобурева, Александра Михайловна
100. Логачева, Харитина Ивановна
101. Логвинов, Александр Фёдорович
102. Логинов, Василий Андреевич
103. Логинов, Евгений Фёдорович
104. Логинова, Нонна Товиевна
105. Логунов, Николай Николаевич
106. Ложкарёв, Александр Иванович
107. Лозовой, Михаил Афанасьевич
108. Лолашвили, Отари Ильич
109. Ломако, Пётр Фадеевич
110. Ломинадзе, Нануш Исмаиловна
111. Ломовцев, Александр Петрович
112. Ломоносов, Владимир Григорьевич
113. Лоптев, Пётр Николаевич
114. Лопушинская, Вера Ивановна
115. Лощенков, Фёдор Иванович
116. Лубенец, Григорий Кузьмич
117. Лубенников, Леонид Игнатьевич
118. Лузгин, Дмитрий Алексеевич
119. Лузгин, Дмитрий Иванович
120. Лукаш, Алексей Петрович
121. Лукашов, Михаил Трофимович
122. Лукошюс, Пранас Адомович
123. Лукьяненко, Павел Пантелеймонович
124. Лукьянов, Анатолий Иванович
125. Лукьянов, Иван Алексеевич
126. Лукьянова, Нина Петровна
127. Лунгу, Сергей Иванович
128. Лунькова, Галина Константиновна
129. Лутай, Николай Владимирович
130. Лутак, Иван Кондратьевич
131. Луцкин, Василий Константинович
132. Лушин, Владимир Иванович
133. Лыжин, Николай Михайлович
134. Лыкова, Лидия Павловна
135. Лылова, Елизавета Васильевна
136. Лысенко, Александр Порфирьевич
137. Лысенко, Василий Васильевич
138. Лысенко, Владимир Антонович
139. Лысиков, Владимир Иванович
140. Лыхин, Николай Васильевич
141. Любезных, Ираида Владимировна
142. Любименко, Пелагея Фёдоровна
143. Любимцева, Нина Ивановна
144. Любинецкая, Алина Евгениевна
145. Любомирский, Вениамин Евсеевич
146. Любченко, Александр Александрович
147. Любченко, Любовь Андреевна
148. Люлька, Архип Михайлович
149. Лябога, Иван Ефимович
150. Лядов, Ростислав Михайлович
151. Лядощук, Пётр Васильевич
152. Лякин, Иван Иванович
153. Лякишев, Михаил Андреевич
154. Лямин, Пётр Никифорович
155. Лямцева, Клавдия Петровна
156. Лях, Василий Фёдорович
157. Ляхов, Андрей Семёнович
158. Ляхов, Николай Сергеевич
159. Ляшко, Александр Павлович
160. Ляшко, Николай Михайлович
161. Лященко, Николай Григорьевич

## М
1. Мавлеев, Мисбах Мавлеевич
2. Магнушевский, Станислав Брониславович
3. Магомаев, Джамал-Эддин Абдул-Муслим оглы
4. Магомедов, Абдул-Азиз Магомедович
5. Мадик, Аго Вернерович
6. Мажаев, Фёдор Александрович
7. Мажара, Николай Константинович
8. Мазалов, Николай Николаевич
9. Мазан, Степан Васильевич
10. Мазовка, Владимир Филиппович
11. Мазур, Прасковья Трофимовна
12. Мазуров, Кирилл Трофимович
13. Мазуровский, Павел Леонович
14. Майборода, Василий Васильевич
15. Майданюк, Михаил Климентьевич
16. Майорова, Алевтина Михайловна
17. Майканова, Сабира
18. Макаренко, Иван Васильевич
19. Макаров, Александр Максимович
20. Макаров, Александр Тимофеевич
21. Макаров, Иван Владимирович
22. Макаров, Иван Николаевич
23. Макаров, Михаил Филиппович
24. Макаров, Никифор Тимофеевич
25. Макаров, Николай Лукич
26. Макарова, Людмила Иосифовна
27. Макеев, Виктор Петрович
28. Макеев, Николай Иванович
29. Маков, Юрий Сергеевич
30. Маковкин, Дионисий Константинович
31. Макрушова, Антонина Михайловна
32. Максарев, Юрий Евгеньевич
33. Максименко, Николай Константинович
34. Максимов, Константин Фёдорович
35. Максимов, Николай Алексеевич
36. Максимов, Николай Иванович
37. Максимович, Николай Григорьевич
38. Максютов, Вильким Сабирович
39. Макухин, Алексей Наумович
40. Макушенко, Николай Александрович
41. Макушин, Николай Тимофеевич
42. Малашенко, Евгения Галактионовна
43. Малер, Ольга Георгиевна
44. Малиев, Тимофей Иудович
45. Малимон, Анна Деонисовна
46. Малинин, Александр Александрович
47. Малинина, Прасковья Андреевна
48. Малиновский, Георгий Николаевич
49. Малиновский, Николай Петрович
50. Малиновский, Родион Яковлевич
51. Малова, Лидия Ивановна
52. Малофеев, Павел Родионович
53. Малый Иван Васильевич
54. Малышев, Илья Филиппович
55. Малышкин, Василий Васильевич
56. Мальбахов, Тимбора Кубатиевич
57. Мальков, Михаил Григорьевич
58. Мальцев, Виктор Григорьевич
59. Мальцев, Виктор Фёдорович
60. Мальцев, Георгий Николаевич
61. Мальцев, Евдоким Егорович
62. Мальцев, Николай Алексеевич
63. Мальцев, Терентий Семёнович
64. Мальшаков, Николай Петрович
65. Малюкин, Иван Николаевич
66. Малютин, Михаил Николаевич
67. Малютина, Анна Матвеевна
68. Мамай, Анна Александровна
69. Мамай, Николай Яковлевич
70. Мамбетов, Болот Мамбетович
71. Мамедов, Джабир Мамед Таги оглы
72. Мамедов, Мамед Рахман оглы
73. Мамедова, Назани Ибрагим кызы
74. Мамлев, Андрей Дмитриевич
75. Мамлеев, Диниахмед Набиулевич
76. Мамонов, Митрофан Мамонович
77. Мамонтов, Евгений Васильевич
78. Мамонтова, Ксения Борисовна
79. Мамчур, Аркадий Петрович
80. Мановицкий, Степан Андреевич
81. Мануковский, Николай Фёдорович
82. Манчинский, Виктор Георгиевич
83. Манякин, Сергей Иосифович
84. Мараков, Григорий Николаевич
85. Марганидзе, Леонид Григорьевич
86. Маргелов, Василий Филиппович
87. Маресьев, Алексей Петрович
88. Марещенков, Пётр Григорьевич
89. Марин, Николай Иванович
90. Мариненко, Николай Терентьевич
91. Марисов, Валерий Константинович
92. Маркидонова, Анна Лукьяновна
93. Маркин, Владимир Дмитриевич
94. Маркин, Сергей Николаевич
95. Маркина, Тамара Яковлевна
96. Марков, Аркадий Терентьевич
97. Марков, Георгий Дмитриевич
98. Марков, Георгий Мокеевич
99. Мартыненко, Иван Андреевич
100. Мартынкин, Александр Иванович
101. Мартынов, Борис Павлович
102. Мартынов, Иван Александрович
103. Мартынов, Николай Васильевич
104. Мартынова, Пелагея Поликарповна
105. Мартынова, Татьяна Филипповна
106. Мартыскин, Виктор Михайлович
107. Мартьянов, Юрий Андреевич
108. Мартьянова, Анастасия Яковлевна
109. Мартюшев, Иван Григорьевич
110. Марфина, Галина Ивановна
111. Марченко, Иван Тихонович
112. Марченко, Михаил Аверьянович
113. Марченко, Надежда Ивановна
114. Маряхин, Сергей Степанович
115. Масалов, Владимир Григорьевич
116. Масленников, Геннадий Владимирович
117. Масленников, Николай Иванович
118. Масленников, Николай Степанович
119. Маслов, Борис Сергеевич
120. Маслов, Дмитрий Егорович
121. Маслов, Иван Дмитриевич
122. Маслюк, Игнатий Михайлович
123. Масол, Виталий Андреевич
124. Масько, Дмитрий Константинович
125. Матвеев, Александр Иванович
126. Матвеев, Алексей Матвеевич
127. Матвеев, Иван Кузьмич
128. Матвеева, Лидия Александровна
129. Матвеева, Мария Дмитриевна
130. Матвеева, Надежда Николаевна
131. Матвеевский, Николай Иванович
132. Матевосян, Амаля Арестакесовна
133. Матевосян, Паруйр Апетнакович
134. Матеуш, Нина Фёдоровна
135. Маткабулов, Абдужамиль
136. Маткаримов, Мадамин Маткаримович
137. Маткаримова, Кумрихон
138. Матросов, Вадим Александрович
139. Матулис, Юозас Юозович
140. Матутина, Мария Яковлевна
141. Матюшевский, Константин Викентьевич
142. Матюшин, Иван Павлович
143. Матюшин, Пётр Петрович
144. Маурина, Евгения Алексеевна
145. Махмадалиев, Мирали
146. Махмудов, Насыр
147. Махнёв, Александр Иванович
148. Махонёк, Тимофей Андреевич
149. Мацакян, Руфина Фёдоровна
150. Мацевичюс, Казис Антанович
151. Мацкевич, Владимир Владимирович
152. Мацкевич, Наталья Ивановна
153. Мацкявичюс, Казимерас Юозович
154. Мацутенко, Иван Мефодьевич
155. Мачарашвили, Георгий Ильич
156. Мачнев, Пётр Прокопьевич
157. Машевский, Константин Андреевич
158. Машеров, Пётр Миронович
159. Машкин, Анатолий Григорьевич
160. Маямерова, Бубайна
161. Медведев, Григорий Владимирович
162. Медведева, Анастасия Ивановна
163. Медунов, Сергей Фёдорович
164. Межелайтис, Эдуардас Беньяминович
165. Мезвришвили, Медея Арчиловна
166. Мезенцев, Василий Дмитриевич
167. Меквевришвили, Михаил Ильич
168. Мелехин, Алексей Дмитриевич
169. Мелехин, Борис Дмитриевич
170. Мелешин, Василий Иванович
171. Мелешко, Михаил Дмитриевич
172. Мелешков, Сергей Алексеевич
173. Меликов, Мелик Фейзулла оглы
174. Мелихова, Любовь Николаевна
175. Мелкумян, Гурген Аллахвердович
176. Мельник, Григорий Андреевич
177. Мельник, Иван Данилович
178. Мельник, Роза Максимовна
179. Мельников, Леонид Георгиевич
180. Мельников, Пётр Андреевич
181. Мельников, Пётр Устинович
182. Мельникова, Валентина Яковлевна
183. Мельникова, Ольга Ивановна
184. Мельниченко, Афанасий Кондратьевич
185. Мендуме, Михаил Клаевич
186. Меньшиков, Алексей Сергеевич
187. Меньшиков, Михаил Алексеевич
188. Мерганова, Раджаб
189. Меренищев, Василий Владимирович
190. Меркулов, Александр Матвеевич
191. Меркулов, Матвей Кузьмич
192. Меркулов, Павел Иванович
193. Меркулов, Юрий Константинович
194. Меркулова, Тамара Федотовна
195. Меркурьев, Георгий Михайлович
196. Меркушенков, Павел Яковлевич
197. Меркушкин, Григорий Яковлевич
198. Месяц, Валентин Карпович
199. Месяцев, Николай Николаевич
200. Метлицкий, Лев Павлович
201. Метсар, Роланд Робертович
202. Мешков, Василий Иванович
203. Мешков, Фёдор Степанович
204. Мешкова, Любовь Петровна
205. Мещеряков, Павел Алексеевич
206. Мжаванадзе, Василий Павлович
207. Мижева, Клич-хан Меджитовна
208. Микаилова, Маня Иляс кызы
209. Микоян, Анастас Иванович
210. Микоян, Артём Иванович
211. Микулич, Владимир Андреевич
212. Миленина, Анна Фёдоровна
213. Милиев, Абдулла
214. Миликулова, Угулой
215. Милишников, Дмитрий Михайлович
216. Миллионщиков, Михаил Дмитриевич
217. Миль, Михаил Леонтьевич
218. Милькова, Анна Денисовна
219. Мильмухаметов, Аухади Ахмодеевич
220. Минаев, Иван Григорьевич
221. Минасян, Рафик Арменакович
222. Минкевичене Мария Петро
223. Минкус Валентин Антонович
224. Минтасов, Фёдор Иосифович
225. Минюхин, Владимир Иванович
226. Мироненко, Александр Алексеевич
227. Мироненкова, Раиса Ивановна
228. Миронов, Василий Петрович
229. Миронов, Николай Андреевич
230. Миронова, Нина Борисовна
231. Мирончикова, Людмила Леонтьевна
232. Мирошников, Александр Маркович
233. Мирошниченко, Наталья Алексеевна
234. Мирошниченко, Николай Михайлович
235. Мирский, Анатолий Устинович
236. Митина, Ольга Феоктистовна
237. Митина, Раиса Ивановна
238. Митрин, Евгений Тимофеевич
239. Митрофанов, Алексей Дмитриевич
240. Митрофанова, Нина Александровна
241. Митрохина, Мария Васильевна
242. Митяева, Вера Александровна
243. Митяева, Тамара Ивановна
244. Михайленко, Надежда Васильевна
245. Михайленко, Раиса Ефимовна
246. Михайлов, Александр Дмитриевич
247. Михайлов, Александр Евгеньевич
248. Михайлов, Всеволод Николаевич
249. Михайлов, Дмитрий Иванович
250. Михайлов, Иван Ефимович
251. Михайлов, Константин Андреевич
252. Михайлов, Леонид Михайлович
253. Михайлов, Николай Александрович
254. Михайлов, Павел Андреевич
255. Михайлова, Зоя Иосифовна
256. Михайлова, Мария Николаевна
257. Михайлова, Татьяна Михайловна
258. Михалевич, Михаил Леонтьевич
259. Михалков, Сергей Владимирович
260. Михальчишина, Елена Феодосьевна
261. Михеев, Иван Михайлович
262. Михрина, Александра Ивановна
263. Мицкевич, Владимир Фёдорович
264. Мишин, Александр Васильевич
265. Мишин, Василий Павлович
266. Мишин, Павел Алексеевич
267. Мишук, Александр Степанович
268. Мишутина, Анна Ивановна
269. Мищенко, Виктор Тимофеевич
270. Мовсесян, Карапет Меликович
271. Мовсесян, Сурен Амбарцумович
272. Мовчан, Андрей Максимович
273. Могила, Павел Григорьевич
274. Могилевцев, Иван Иванович
275. Могильницкий, Адам Иванович
276. Могутов, Григорий Александрович
277. Модина, Нина Никоноровна
278. Модогоев, Андрей Урупхеевич
279. Можаев, Анатолий Фёдорович
280. Можаев, Владимир Фёдорович
281. Можаев, Павел Петрович
282. Мозговой, Иван Алексеевич
283. Моисеев, Евгений Александрович
284. Моисеев, Игорь Васильевич
285. Мокров, Амос Филиппович
286. Мокроносов, Сергей Евгеньевич
287. Мокроус, Фёдор Яковлевич
288. Молодцова, Галина Ивановна
289. Молочко, Николай Петрович
290. Молчанинов, Иван Ильич
291. Молчанов, Август Дмитриевич
292. Монахова, Евгения Ивановна
293. Монашев, Леонид Гаврилович
294. Морозов, Александр Максимович
295. Морозов, Анатолий Григорьевич
296. Морозов, Иван Павлович
297. Морозов, Иван Степанович
298. Морозов, Николай Петрович
299. Морозов, Ростислав Яковлевич
300. Морозов, Яков Филиппович
301. Морозова, Анна Петровна
302. Морозова, Мария Алексеевна
303. Мосиенков, Виктор Иванович
304. Москаленко, Кирилл Семёнович
305. Москалу, Нина Андреевна
306. Московский, Василий Петрович
307. Мосолов, Михаил Герасимович
308. Моспанов, Николай Леонидович
309. Мостепанов, Павел Дмитриевич
310. Мостовой, Иван Иванович
311. Мосунова, Зоя Трофимовна
312. Мосягина, Раиса Андреевна
313. Моторико, Михаил Георгиевич
314. Мохначёв, Алексей Григорьевич
315. Мочалин, Фёдор Иванович
316. Мочалов, Борис Михайлович
317. Мочалов, Иван Артемьевич
318. Мочальников, Николай Иванович
319. Мошарова, Екатерина Ивановна
320. Мошков, Виктор Константинович
321. Мощевитин, Андрей Дмитриевич
322. Мудрик, Фёдор Иванович
323. Мужицкий, Александр Михайлович
324. Музруков, Борис Глебович
325. Музыкантов, Владимир Иванович
326. Музыкин, Пётр Степанович
327. Муканов, Сабит Муканович
328. Мукашева, Кайыр
329. Мукоедова, Ольга Павловна
330. Муминов, Джурабой
331. Муминов, Кабылджан
332. Муравленко, Виктор Иванович
333. Муравчик, Борис Николаевич
334. Муравьёв, Евгений Фёдорович
335. Муравьёв, Михаил Филиппович
336. Муравьева, Нонна Александровна
337. Мурадели, Вано Ильич
338. Мурадов, Нуритдин Мурадович
339. Мурадян, Бадал Амаякович
340. Муратов, Фёдор Спиридонович
341. Муртазаев, Каюм
342. Муртазаев, Садых Наби оглы
343. Мурунов, Александр Семёнович
344. Мурысев, Михаил Васильевич
345. Мусабеков, Джолдош
346. Мусаханов, Мирзамахмуд Мирзарахманович
347. Мусиенко, Геннадий Андреевич
348. Мусиенко, Иван Васильевич
349. Мусин, Рашид Мусинович
350. Муслиева, Тамара Магомедовна
351. Мустафаев, Джангир Иса оглы
352. Мусхелишвили, Николай Иванович
353. Мухаметшин, Закир Фазылович
354. Мухин, Василий Николаевич
355. Мухин, Николай Данилович
356. Мчедлишвили, Давид Васильевич
357. Мышляева, Анна Васильевна
358. Мюрисепп, Алексей Александрович
359. Мясищев, Владимир Михайлович
360. Мясников, Георг Васильевич
361. Мяснянкин, Михаил Андреевич
362. Мяснянкин, Михаил Иванович

## Н
1. Наберенкова, Нина Михайловна
2. Нагапетян, Погос Меликович
3. Нагашибаева, Табига
4. Нагорный, Григорий Афанасьевич
5. Нагорный, Иван Михайлович
6. Нагулин, Фёдор Свиридонович
7. Надеждина, Александра Ивановна
8. Надененко, Людмила Семёновна
9. Назарбекова, Балтагуль
10. Назаркин, Владимир Степанович
11. Назаров, Егор Михайлович
12. Назаров, Иван Степанович
13. Назаров, Касим
14. Назаров, Михаил Николаевич
15. Назаршоев, Моёншо Назаршоевич
16. Наймушин, Иван Иванович
17. Налдина, Татьяна Васильевна
18. Наливайская, Мария Николаевна
19. Наркулова, Зулайха
20. Нартова, Серафима Васильевна
21. Нарышев, Евгений Фёдорович
22. Насонов, Алексей Васильевич
23. Насриддинова, Ядгар Садыковна
24. Наталия, Владимир Яковлевич
25. Науменко, Андрей Михайлович
26. Наумов, Владимир Иванович
27. Наумова, Лариса Ивановна
28. Нацваладзе, Клавдия Васильевна
29. Начинкин, Николай Александрович
30. Невзоров, Иван Андреевич
31. Невский, Николай Евгеньевич
32. Недавняя, Мария Андреевна
33. Недайводов, Иван Сергеевич
34. Недосейкин, Василий Николаевич
35. Неелов, Николай Алексеевич
36. Неерот, Пауль Петрович
37. Нежданов, Николай Васильевич
38. Неизвестный, Николай Александрович
39. Неклюдов, Алексей Иванович
40. Некрасов, Зот Ильич
41. Некрасов, Константин Сергеевич
42. Некрутенко, Юрий Иванович
43. Немерчук, Мария Ивановна
44. Немцев, Сергей Александрович
45. Немченкова, Нина Антоновна
46. Немчинов, Николай Николаевич
47. Неопиханов, Владимир Алексеевич
48. Непеин, Алексей Васильевич
49. Непокупной, Николай Афанасьевич
50. Непорожний, Пётр Степанович
51. Непсо, Хаджет Салеховна
52. Непшекуев, Сагид Тагирович
53. Нерейко, Александра Алексеевна
54. Нестеренко, Ольга Константиновна
55. Нестеров, Алексей Николаевич
56. Нестеров, Яков Степанович
57. Нестерова, Евдокия Прокофьевна
58. Нестерова, Нина Константиновна
59. Неунылов, Борис Александрович
60. Нефёдов, Август Тимофеевич
61. Нефёдов, Александр Андреевич
62. Нефёдов, Иван Васильевич
63. Нефёдова, Валентина Максимовна
64. Нехайчик, Владимир Петрович
65. Нешков, Хрисанф Павлович
66. Нижарадзе, Вахтанг Георгиевич
67. Ниженко, Василий Иванович
68. Низамова, Фария Ялалетдиновна
69. Никанова, Татьяна Ефимовна
70. Никитенкова, Анна Сафоновна
71. Никитин, Константин Николаевич
72. Никитин, Михаил Яковлевич
73. Никитина, Анастасия Никитична
74. Никитченко, Виталий Федотович
75. Никишин, Дмитрий Тихонович
76. Николаев, Андриян Григорьевич
77. Николаев, Георгий Александрович
78. Николаев, Константин Кузьмич
79. Николаев, Ростислав Васильевич
80. Николаева, Екатерина Егоровна
81. Николаева, Нина Николаевна
82. Николаева, Татьяна Николаевна
83. Николина, Екатерина Ивановна
84. Никольский, Николай Парфирьевич
85. Никонов, Александр Александрович
86. Никонов, Валентин Иванович
87. Никонов, Виктор Петрович
88. Никонова, Зоя Афанасьевна
89. Никулин, Анатолий Родионович
90. Никулин, Николай Фёдорович
91. Ниязбеков, Сабир Билялович
92. Ниязова, Мариям Аскаровна
93. Новаковец, Степан Денисович
94. Новакович, Василий Павлович
95. Новиков, Владимир Николаевич
96. Новиков, Евгений Петрович
97. Новиков, Игнатий Трофимович
98. Новиков, Константин Александрович
99. Новиков, Николай Николаевич
100. Новиков, Нил Дмитриевич
101. Новиков, Фёдор Макарович
102. Новикова, Александра Матвеевна
103. Новикова, Зоя Александровна
104. Новицкий, Борис Анатольевич
105. Новоженина, Валентина Петровна
106. Новожилова, Нина Дмитриевна
107. Новоселов, Ефим Степанович
108. Новоточин, Николай Васильевич
109. Новрузова, Гюлушан Гариб кызы
110. Новрузова, Нафисат Муртуз кызы
111. Номеровский, Алексей Степанович
112. Номоконов, Иван Фёдорович
113. Носач, Лидия Фёдоровна
114. Носенков, Бронислав Ануфриевич
115. Носов, Иван Николаевич
116. Носов, Николай Иванович
117. Ночевалова, Зоя Ивановна
118. Нугис Вальтер Иосифович
119. Нугманов, Камиль
120. Нуждин, Владимир Фёдорович
121. Нургалиева, Сапин
122. Нуриев, Зия Нуриевич
123. Нуруллаева, Угилджан

## О
1. Обатуров, Геннадий Иванович
2. Оболадзе, Грузо Иванович
3. Образцов, Иван Филиппович
4. Овезов, Балыш
5. Овезова, Эне Меликкулиевна
6. Оверчук, Алексей Мефодиевич
7. Овчаренко, Михаил Денисович
8. Овчинникова, Александра Яковлевна
9. Огарков, Николай Васильевич
10. Оглоблин, Анатолий Васильевич
11. Огурчиков, Иван Филатович
12. Одарченко, Мария Фёдоровна
13. Одилов, Ахмаджан
14. Одинцов, Анатолий Фёдорович
15. Одинцов, Георгий Федотович
16. Одинцов, Михаил Михайлович
17. Озеров, Виктор Иванович
18. Озеров, Сергей Николаевич
19. Окунев, Василий Васильевич
20. Окунев, Иван Васильевич
21. Окушко, Борис Иванович
22. Олейник, Григорий Григорьевич
23. Олейников, Валерий Михайлович
24. Олейников, Савва Иванович
25. Олефиренко, Надежда Фёдоровна
26. Олийнык, Пётр Гаврилович
27. Олифиров, Фёдор Акимович
28. Олонов, Василий Владимирович
29. Омарова, Ултай
30. Омельченко, Валентина Сергеевна
31. Омельченко, Василий Иванович
32. Онохина, Любовь Ивановна
33. Опарин, Николай Васильевич
34. Опланчук, Владимир Яковлевич
35. Органов, Николай Николаевич
36. Орёл, Александр Евстафьевич
37. Орешков, Анатолий Георгиевич
38. Оржеховский, Эдуард Иосифович
39. Орищенко, Яков Петрович
40. Орлов, Алексей Ильич
41. Орлов, Василий Иванович
42. Орлов, Владимир Павлович
43. Орлов, Георгий Михайлович
44. Орлов, Михаил Анатольевич
45. Орлов, Михаил Леонидович
46. Орлов, Николай Сергеевич
47. Орлова, Галина Сергеевна
48. Орловский, Кирилл Прокофьевич
49. Орозбеков, Тенти
50. Оруджев, Кариб Азизали оглы
51. Оружейчик, Антонина Ивановна
52. Осадчий, Яков Павлович
53. Осененко, Василий Николаевич
54. Осетров, Николай Александрович
55. Осиновский, Николай Петрович
56. Осинская, София Ивановна
57. Осипенко, Леонид Иокинфович
58. Осипенко, Николай Александрович
59. Осипенко, Павел Ефимович
60. Осипов, Александр Николаевич
61. Осипов, Георгий Иванович
62. Осипова, Кертту Эроновна
63. Осипчик, Борис Александрович
64. Осокина, Антонина Павловна
65. Остапенко, Андрей Маркиянович
66. Остапенко, Раиса Михайловна
67. Остапов, Вадим Григорьевич
68. Островская, Любовь Николаевна
69. Островский, Владимир Павлович
70. Островский, Николай Григорьевич
71. Оськин, Василий Сергеевич
72. Отрошко, Серафима Ивановна
73. Охапкин, Сергей Платонович
74. Охремчик, Аркадий Васильевич
75. Охрименко, Яков Филиппович
76. Ощепков, Владимир Николаевич

## П
1. Павельев, Николай Васильевич
2. Павленко, Евгений Петрович
3. Павленко, Николай Иванович
4. Павлий, Александр Андреевич
5. Павликова, Валентина Ивановна
6. Павлов, Владимир Яковлевич
7. Павлов, Геннадий Герасимович
8. Павлов, Георгий Сергеевич
9. Павлов, Григорий Петрович
10. Павлов, Дмитрий Васильевич
11. Павлов, Евгений Павлович
12. Павлов, Иван Михайлович
13. Павлов, Иван Фёдорович
14. Павлов, Николай Иванович
15. Павлов, Сергей Павлович
16. Павлов, Яков Федотович
17. Павлова, Елена Прокопьевна
18. Павловичева, Мария Ивановна
19. Павловский, Иван Григорьевич
20. Павлюкевич, Владимир Лаврентьевич
21. Павлюченкова, Галина Николаевна
22. Пайщиков, Вячеслав Васильевич
23. Пакатович, Лидия Васильевна
24. Палецкис, Юстас Игнович
25. Палладин, Николай Иванович
26. Палло, Вера Михайловна
27. Палто, Павел Семёнович
28. Пальвинская, Софья Тарасовна
29. Памфилов, Всеволод Васильевич
30. Панасенко, Ольга Кондратьевна
31. Панасенков, Василий Петрович
32. Панина, Антонина Петровна
33. Паницкая, Маргарита Алексеевна
34. Панков, Евгений Алексеевич
35. Панкратов, Григорий Петрович
36. Панников, Виктор Дмитриевич
37. Панов, Фёдор Васильевич
38. Панов, Юрий Валерианович
39. Панов, Юрий Васильевич
40. Панова, Элла Степановна
41. Пантелеев, Николай Алексеевич
42. Панферова, Антонина Тимофеевна
43. Панфилов, Анатолий Никитич
44. Панфилов, Михаил Панфилович
45. Панцулая, Амиран Соломонович
46. Панченко, Никита Никитович
47. Панюков, Михаил Иванович
48. Панюшкин, Александр Семёнович
49. Панюшкина, Маргарита Дмитриевна
50. Папутин, Виктор Семёнович
51. Парамонов, Виктор Иванович
52. Парамонов, Фёдор Фёдорович
53. Паранин, Николай Михайлович
54. Паренюк, Василий Кононович
55. Париченко, Анна Федотовна
56. Парменова, Нина Ивановна
57. Пароятников, Дмитрий Тарасович
58. Парфёнов, Евгений Ерофеевич
59. Парфёнова, Любовь Ивановна
60. Парфёнова, Любовь Николаевна
61. Пархоменко, Иван Федотович
62. Паршиков, Алексей Михайлович
63. Паршина, Ефросинья Сидоровна
64. Пасека, Ольга Михайловна
65. Пасечник, Раиса Васильевна
66. Пастернак, Екатерина Васильевна
67. Пастухов, Борис Николаевич
68. Пастушенко, Александр Филиппович
69. Патаридзе, Зураб Александрович
70. Патоличев, Николай Семёнович
71. Патон, Борис Евгеньевич
72. Паузин, Николай Иванович
73. Паук, Марина Яковлевна
74. Пауков, Пётр Васильевич
75. Пахомов, Анатолий Иванович
76. Пахомова, Галина Васильевна
77. Пахомовский, Василий Исакович
78. Пашенцева, Людмила Григорьевна
79. Пашинов, Николай Васильевич
80. Пашков, Анатолий Фёдорович
81. Пашков, Валентин Иванович
82. Пашковский, Евгений Михайлович
83. Пашов, Михаил Васильевич
84. Пащенко, Николай Евгеньевич
85. Пегов, Николай Михайлович
86. Пейве, Ян Вольдемарович
87. Пекина, Мария Ивановна
88. Пеклун, Владимир Фёдорович
89. Пеллер Владимир Израйлевич
90. Пельше, Арвид Янович
91. Пеньковский, Валентин Антонович
92. Первицкий, Владимир Яковлевич
93. Переверзев, Пётр Семёнович
94. Перменева, Евдокия Евдокимовна
95. Пермяков, Геннадий Михайлович
96. Перцева, Августа Георгиевна
97. Песков, Николай Денисович
98. Пестов, Владимир Александрович
99. Пестов, Григорий Степанович
100. Петраков, Иван Карпович
101. Петранцова, Анастасия Фёдоровна
102. Петраускас, Казимерас Матович
103. Петренко, Павел Максимович
104. Петрик, Павел Петрович
105. Петрищев, Алексей Георгиевич
106. Петрищева, Валентина Михайловна
107. Петров, Александр Николаевич
108. Петров, Анатолий Михайлович
109. Петров, Андрей Павлович
110. Петров, Борис Александрович
111. Петров, Василий Иванович
112. Петров, Василий Иванович
113. Петров, Василий Петрович
114. Петров, Владимир Палладиевич
115. Петров, Леонид Валентинович
116. Петров, Николай Михайлович
117. Петров, Фёдор Николаевич
118. Петрова, Ирина Николаевна
119. Петрова, Мария Григорьевна
120. Петровский, Борис Васильевич
121. Петросьянц, Андроник Мелконович
122. Петросян, Семён Петросович
123. Петрусенко, Василий Кузьмич
124. Петухов, Борис Фёдорович
125. Петухов, Григорий Фёдорович
126. Петухов, Константин Дмитриевич
127. Петухов, Николай Васильевич
128. Петухова, Валентина Андреевна
129. Петухова, Ксения Куприяновна
130. Печников, Иван Никитович
131. Пивко, Леонид Иванович
132. Пивненко, Василий Арсентьевич
133. Пигалев, Пётр Филиппович
134. Пигида, Ася Анастасьевна
135. Пикалов, Александр Иванович
136. Пикашева, Евдокия Егоровна
137. Пилипенко, Иван Евлампиевич
138. Пилотович, Станислав Антонович
139. Пильтяй, Мария Захаровна
140. Пильщук, Николай Иванович
141. Пилюгин, Виктор Лукич
142. Пилюгин, Николай Алексеевич
143. Пименов, Николай Терентьевич
144. Пименов, Пётр Тимофеевич
145. Пирогов, Василий Кузьмич
146. Пирогов, Евгений Андреевич
147. Пирогова, Анастасия Николаевна
148. Писарев, Юрий Николаевич
149. Писаренко, Николай Иосифович
150. Писнячевский, Дмитрий Петрович
151. Питулов, Афанасий Зиновьевич
152. Пичужкин, Михаил Сергеевич
153. Пищалин, Николай Алексеевич
154. Платонова, Зинаида Николаевна
155. Плауде, Карл Карлович
156. Плехов, Александр Иванович
157. Плиев, Исса Александрович
158. Плотницкий, Александр Иванович
159. Плохов, Алексей Александрович
160. Плохой, Иван Игнатьевич
161. Плыгунов, Александр Сергеевич
162. Плюйко, Андрей Поликарпович
163. Побегайло, Константин Михайлович
164. Победоносцев, Анатолий Иванович
165. Поберей, Мария Тихоновна
166. Повалий, Михаил Иванович
167. Погасий, Вера Петровна
168. Погодин, Иван Никитович
169. Погосян, Маруся Мовсесовна
170. Погосян, Степан Карапетович
171. Погребной, Василий Иванович
172. Погребняк, Яков Петрович
173. Подболотов, Сергей Григорьевич
174. Подгаев, Григорий Ефимович
175. Подгорный, Николай Викторович
176. Подгузов, Иван Дмитриевич
177. Подельщиков, Григорий Васильевич
178. Подзерко, Виктор Андреевич
179. Подольский, Виктор Иванович
180. Подорога, Мария Фёдоровна
181. Подпорина, Наталия Андреевна
182. Подъяблонский, Виктор Ильич
183. Поелуев, Василий Иванович
184. Пожидаев, Василий Павлович
185. Пожидаев, Дмитрий Петрович
186. Позднякова, Тамара Павловна
187. Покаржевский, Борис Васильевич
188. Покровский, Фёдор Кириллович
189. Покрышкин, Александр Иванович
190. Полевщиков, Фёдор Сидорович
191. Полежаев, Василий Дементьевич
192. Полежай, Надежда Ивановна
193. Полешко, Иван Васильевич
194. Полешко, Михаил Николаевич
195. Поливанов, Виталий Николаевич
196. Поливанов, Юрий Анатольевич
197. Поливин, Анатолий Иванович
198. Поликарпов, Иван Алексеевич
199. Поликарпова, Зоя Семёновна
200. Полимбетов, Сейтжан
201. Полозов, Николай Никифорович
202. Полотнянщиков, Иван Фёдорович
203. Полтавец, Пётр Михайлович
204. Полубинский, Николай Петрович
205. Полубояров, Павел Павлович
206. Полудень, Николай Петрович
207. Полукаров, Юрий Иванович
208. Польшин, Виктор Николаевич
209. Поляков, Иван Евтеевич
210. Поляков, Михаил Григорьевич
211. Поляков, Сергей Алексеевич
212. Полякова, Ольга Михайловна
213. Полянская, Татьяна Федотовна
214. Полянский, Дмитрий Степанович
215. Помигуева, Мария Васильевна
216. Пономарёв, Александр Степанович
217. Пономарёв, Борис Николаевич
218. Пономарёв, Михаил Александрович
219. Пономарёв, Пётр Алексеевич
220. Пономарёв, Сергей Александрович
221. Пономарёва, Валентина Тимофеевна
222. Пономаренко, Пётр Васильевич
223. Пономарь, Нина Лаврентьевна
224. Попелева, Евдокия Васильевна
225. Попкова, Надежда Михайловна
226. Поплёвкин, Трофим Трофимович
227. Попов, Александр Александрович
228. Попов, Алексей Васильевич
229. Попов, Борис Александрович
230. Попов, Борис Вениаминович
231. Попов, Василий Дмитриевич
232. Попов, Геннадий Васильевич
233. Попов, Георгий Иванович
234. Попов, Григорий Фёдорович
235. Попов, Дмитрий Петрович
236. Попов, Иван Федосеевич
237. Попов, Константин Степанович
238. Попов, Николай Алексеевич
239. Попов, Сергей Васильевич
240. Попов, Спиридон Павлович
241. Попов, Фёдор Иванович
242. Попова, Мария Георгиевна
243. Попова, Нина Васильевна
244. Попова, Нина Константиновна
245. Попова, Тамара Фёдоровна
246. Попович, Павел Романович
247. Поповкин, Евгений Ефимович
248. Поповкина, Нина Андреевна
249. Порохов, Николай Иванович
250. Портнов, Клавдий Евдокимович
251. Посадская, Александра Николаевна
252. Посконов, Алексей Андреевич
253. Поскряков, Иван Герасимович
254. Посмитный, Макар Анисимович
255. Посохин, Михаил Васильевич
256. Поспеев, Виктор Владимирович
257. Поспелов, Константин Сергеевич
258. Поспелов, Пётр Николаевич
259. Постовалов, Сергей Осипович
260. Постоян, Эда Мушеговна
261. Потапенкова, Валентина Захаровна
262. Потапкина, Татьяна Антоновна
263. Потапов, Юрий Михайлович
264. Потапова, Дина Сергеевна
265. Потёмкина, Евгения Васильевна
266. Потёпкин, Михаил Васильевич
267. Похатаев, Алексей Васильевич
268. Починок, Макар Иванович
269. Почтарь, Василий Кириллович
270. Почупайло, Яков Гурьевич
271. Пошадин, Николай Прокофьевич
272. Поясник, Олег Николаевич
273. Правдин, Сергей Васильевич
274. Прибыль, Тадеуш Владимирович
275. Приезжев, Николай Семёнович
276. Прилипко, Александр Викторович
277. Присекин, Николай Николаевич
278. Приставка, Михаил Иванович
279. Притыцкий, Сергей Осипович
280. Приходько, Виктор Владимирович
281. Приходько, Иван Митрофанович
282. Провалов, Константин Иванович
283. Провальнова, Зинаида Ивановна
284. Провоторова, Валентина Николаевна
285. Продай-Вода, Константин Матвеевич
286. Прозоров, Пётр Алексеевич
287. Прокконен, Павел Степанович
288. Прокопюк, Дмитрий Аврамович
289. Прокофьев, Александр Андреевич
290. Прокудин, Иван Иванович
291. Прокурат, Регина Эдуардовна
292. Промыслов, Владимир Фёдорович
293. Пронина, Лидия Алексеевна
294. Пронягин, Пётр Георгиевич
295. Проскурин, Алексей Дмитриевич
296. Протасов, Валентин Васильевич
297. Протозанов, Александр Константинович
298. Прохоров, Василий Ильич
299. Прохоров, Василий Петрович
300. Прохорова, Мария Михайловна
301. Проценко, Михаил Васильевич
302. Прошин, Николай Филиппович
303. Прощенко, Мария Константиновна
304. Прушинский, Яков Андреевич
305. Прядкин, Михаил Петрович
306. Пряхин, Тихон Сергеевич
307. Пстыго, Иван Иванович
308. Псурцев, Николай Демьянович
309. Пугач, Дмитрий Алексеевич
310. Пугач, Николай Фёдорович
311. Пуговкин, Анатолий Александрович
312. Пуденко, Григорий Иванович
313. Пудзинский, Михаил Антонович
314. Пузанов, Александр Михайлович
315. Пузанов, Дмитрий Фёдорович
316. Пузырева, Анна Лаврентьевна
317. Пулатов, Сайфулло
318. Пунга, Велта Яновна
319. Пунгина, Тамара Николаевна
320. Пуссовский, Николай Михайлович
321. Путик, Владимир Константинович
322. Путилина, Надежда Васильевна
323. Путинцева, Мария Егоровна
324. Путря, Александр Архипович
325. Пухова, Зоя Павловна
326. Пушкарёв, Александр Симонович
327. Пушкарёва, Зоя Васильевна
328. Пшоловская, Ирена Александровна
329. Пыж, Орест Никитович
330. Пысин, Константин Георгиевич
331. Пышкин, Александр Петрович
332. Пятница, Семён Ефимович

## Р
1. Радзиевский, Иван Иванович
2. Радченко, Евгений Дмитриевич
3. Разборский, Александр Андреевич
4. Разводов, Василий Иванович
5. Раздина, Мария Егоровна
6. Разливанов, Николай Николаевич
7. Разувакин, Николай Петрович
8. Разумов, Валентин Павлович
9. Разумовский, Георгий Петрович
10. Ракитов, Милентий Семёнович
11. Рамазанов, Вадим Михайлович
12. Рамазанова, Айшат
13. Рандакявичюс, Альфонсас Бернардович
14. Расплетин, Александр Андреевич
15. Расулов, Джабар Расулович
16. Расулов, Салих Рашидович
17. Ратиани Георгий Александрович
18. Ратушенко, Григорий Иванович
19. Рауданик, Юлиан Иосифович
20. Рафикова, Галия Хайретдиновна
21. Рахимов, Бекташ Рахимович
22. Рахманов, Талгат Лутфуллович
23. Рашидов, Шараф Рашидович
24. Рашковский, Николай Иванович
25. Ребане, Карл Карлович
26. Рева, Клавдия Алексеевна
27. Ревкин, Михаил Васильевич
28. Редкокаша, Николай Васильевич
29. Редько, Анна Матвеевна
30. Резик, Любовь Ивановна
31. Резникова, Екатерина Ефимовна
32. Резниченко, Илья Фёдорович
33. Резчик, Пётр Харитонович
34. Ремесло, Василий Николаевич
35. Ремишевская, Лидия Александровна
36. Репин, Николай Яковлевич
37. Репина, Екатерина Григорьевна
38. Репкин, Иван Акимович
39. Решетников, Василий Васильевич
40. Решетов, Прокопий Прокопьевич
41. Ржаников, Николай Николаевич
42. Рзаев, Юнис Кахраман оглы
43. Рогатин, Борис Николаевич
44. Рогачёва, Александра Ивановна
45. Рогинец, Михаил Георгиевич
46. Рогожников, Георгий Михайлович
47. Рогозов, Дмитрий Иванович
48. Родимов, Пётр Васильевич
49. Родимцев, Александр Ильич
50. Родин, Василий Платонович
51. Родионов, Михаил Петрович
52. Родионов, Михаил Петрович
53. Родионов, Николай Николаевич
54. Родионов, Пётр Александрович
55. Родионов, Пётр Георгиевич
56. Родионова, Валентина Ивановна
57. Рожков, Алексей Ильич
58. Рожков, Николай Александрович
59. Рожкова, Полина Ефимовна
60. Рожнов, Николай Никитович
61. Розанов, Михаил Васильевич
62. Розенко, Пётр Акимович
63. Рокоссовский, Константин Константинович
64. Роман, Алексей Петрович
65. Романов, Алексей Владимирович
66. Романов, Андрей Петрович
67. Романов, Владимир Павлович
68. Романов, Вячеслав Ильич
69. Романов, Григорий Васильевич
70. Романов, Николай Николаевич
71. Романова, Екатерина Петровна
72. Романовский, Сергей Калистратович
73. Романюк, Александр Иванович
74. Романюк, Николай Васильевич
75. Ромашина, Валентина Адамовна
76. Ронжин, Андрей Миронович
77. Росинская, Клавдия Алексеевна
78. Росовский, Алексей Андреевич
79. Российский, Николай Иванович
80. Ростунов, Тимофей Иванович
81. Ротарь, Василий Яковлевич
82. Ротмистров, Павел Алексеевич
83. Рубен, Виталий Петрович
84. Рубис, Пётр Ефимович
85. Рублев, Андрей Зотович
86. Рубэн, Юрий Янович
87. Рудаков, Александр Петрович
88. Рудаков, Леонид Николаевич
89. Руденко, Олег Степанович
90. Руденко, Роман Андреевич
91. Руденко, Сергей Игнатьевич
92. Рудзит, Евгений Мартынович
93. Рудик, Василий Андреевич
94. Рудкин, Николай Константинович
95. Рудковский, Иосиф Максимович
96. Руднев, Константин Николаевич
97. Рудометов, Евгений Михайлович
98. Рудь Герасим Яковлевич
99. Рузибаев, Турсунбай
100. Рукавишников, Олег Александрович
101. Румянцев, Алексей Фёдорович
102. Румянцев, Борис Павлович
103. Рупчев, Владлен Кириллович
104. Русаков, Константин Викторович
105. Русаков, Николай Николаевич
106. Русанов, Николай Петрович
107. Русин, Василий Павлович
108. Русин, Демьян Андреевич
109. Рустамова, Карамат
110. Рустамова, Кумрихон
111. Руцкий, Василий Семёнович
112. Рыбак, Юрий Петрович
113. Рыбаков, Дмитрий Георгиевич
114. Рыбакова, Галина Илларионовна
115. Рыбакова, Мария Куприяновна
116. Рыбалка, Виталий Викторович
117. Рыбина, Клавдия Игнатьевна
118. Рыбина, Лидия Матвеевна
119. Рыбка, Вера Ивановна
120. Рыбкин, Илья Андреевич
121. Рыбьяков, Михаил Фёдорович
122. Рыжак, Александр Никонович
123. Рыжиков, Иван Яковлевич
124. Рыжих, Михаил Иванович
125. Рыжов, Никита Семёнович
126. Рыжухин, Пётр Васильевич
127. Рызлейцев, Сергей Иванович
128. Рыкалов, Фёдор Иванович
129. Рыков, Василий Назарович
130. Рыкун, Сергей Васильевич
131. Рыкунов, Георгий Сергеевич
132. Рыленков, Николай Иванович
133. Рыморев, Николай Семёнович
134. Рытов, Андрей Герасимович
135. Рябикина, Мария Дорофеевна
136. Рябиков, Василий Михайлович
137. Рябинин, Борис Васильевич
138. Рябов, Виктор Иванович
139. Рябов, Яков Петрович
140. Рябова, Екатерина Федосеевна
141. Рябова, Раиса Дмитриевна
142. Рябуха, Дмитрий Андреевич
143. Рязанкин, Константин Григорьевич
144. Рязанов, Иван Ефимович
145. Рязанов, Павел Александрович

## С
1. Саар, Найма Юхановна
2. Сабанеев, Станислав Николаевич
3. Сабанский, Казимир Иванович
4. Сабанчиева, Роза Каншумасовна
5. Сабиров, Закирджан
6. Сабирова, Ильсия Ширьяздановна
7. Савельев, Иван Агеевич
8. Савельева, Анна Михайловна
9. Савин, Анатолий Васильевич
10. Савинкин, Николай Иванович
11. Савинкина, Любовь Петровна
12. Савинов, Николай Михайлович
13. Савинов, Фёдор Иванович
14. Савицкий, Евгений Яковлевич
15. Савичев, Сергей Африканович
16. Савкенов, Саби Джаныбекович
17. Савон, Иван Миронович
18. Саворский, Пётр Константинович
19. Савченко, Зинаида Александровна
20. Савченко, Иван Васильевич
21. Савченко, Иван Тихонович
22. Савченко, Иван Фёдорович
23. Савченко, Константин Андреевич
24. Савченко, Мария Зиновьевна
25. Савчук, Иван Александрович
26. Савчук, Наталия Дмитриевна
27. Сагайдак, Иван Иванович
28. Сагинтаев, Абдир
29. Садаков, Александр Иванович
30. Садвакасов, Азимкан
31. Садвакасов, Бименде Садвакасович
32. Садовой, Геннадий Григорьевич
33. Садыков, Абид
34. Сазонов, Василий Фёдорович
35. Сазонов, Пётр Алексеевич
36. Саидова, София
37. Сайков, Владислав Матвеевич
38. Сакадин, Алексей Никитович
39. Сакауова, Батима
40. Саламатина, Нила Григорьевна
41. Саламатов, Владимир Григорьевич
42. Саламашкина, Нина Ефимовна
43. Салахов, Таир Теймур оглы
44. Салихов, Анатолий Владимирович
45. Салихова, Кашифа Ибрагимовна
46. Салов, Владимир Семёнович
47. Салтыков, Василий Иванович
48. Сальмин, Артур Николаевич
49. Сальник, Михаил Парфирьевич
50. Сальников, Иван Логинович
51. Сальникова, Екатерина Андреевна
52. Самарбаев, Куаныш
53. Саматов, Абдугафур
54. Самков, Павел Платонович
55. Самовейкина, Валентина Константиновна
56. Самодаев, Евгений Тимофеевич
57. Самойленко, Мария Александровна
58. Самойлова, Анна Петровна
59. Самсонов, Николай Никитович
60. Сандаков, Михаил Афанасьевич
61. Сандригайло, Николай Фадеевич
62. Сапиев, Чаймухамбет
63. Сапрыкин, Дмитрий Григорьевич
64. Сапухин, Александр Александрович
65. Саранча, Николай Тимофеевич
66. Сарбаш, Григорий Семёнович
67. Сардаров, Сергей Аркадьевич
68. Саркисов, Акоп Абрамович
69. Саркисян, Фадей Тачатович
70. Сарыев, Аннасахат
71. Сасина, Софья Матвеевна
72. Сатарова, Лидия Сергеевна
73. Сатирова, Альбина Дмитриевна
74. Саттаров, Умарджан
75. Сауков, Алексей Никитович
76. Саунин, Владимир Антонович
77. Сафаралиев, Тофик Шамилович
78. Сафаров, Салим
79. Сафин, Нургали Сафич
80. Сафин, Салих Гарифуллович
81. Сафонов, Николай Иванович
82. Сафонова, Лидия Григорьевна
83. Сафронов, Георгий Павлович
84. Сафронов, Николай Александрович
85. Сафронова, Вера Степановна
86. Сафронова, Римма Андреевна
87. Сахаров, Борис Андреевич
88. Сахаровский, Александр Михайлович
89. Сахацкая Елена Петровна
90. Сачков, Василий Владимирович
91. Саяпин, Николай Фёдорович
92. Свеклов, Василий Григорьевич
93. Светличный, Владимир Андреевич
94. Светличный, Михаил Петрович
95. Свешников, Иван Петрович
96. Свинарева, Зинаида Ивановна
97. Свиридов, Александр Андреевич
98. Свирин, Василий Васильевич
99. Свистунова, Вера Ивановна
100. Свищев, Георгий Петрович
101. Сдержиков, Фёдор Семёнович
102. Себуров, Андриан Ильич
103. Северинов, Кузьма Антипович
104. Северенчук, Михаил Трофимович
105. Северный, Андрей Борисович
106. Севостьянова, Александра Дмитриевна
107. Севрюков, Василий Кузьмич
108. Севченко, Антон Никифорович
109. Сегодник, Евгения Захаровна
110. Седляр, Михаил Васильевич
111. Сеидов, Амирхан Насиб оглы
112. Сеин, Иван Митрофанович
113. Селезнева, Мария Ивановна
114. Селин, Николай Прокопьевич
115. Селюков, Борис Иванович
116. Селюнин, Сергей Михайлович
117. Семёнов, Александр Фёдорович
118. Семёнов, Алексей Тимофеевич
119. Семёнов, Борис Павлович
120. Семёнов, Валентин Александрович
121. Семёнов, Валентин Васильевич
122. Семёнов, Василий Викторович
123. Семёнов, Георгий Васильевич
124. Семёнов, Иван Михайлович
125. Семёнов, Иван Петрович
126. Семёнов, Николай Васильевич
127. Семёнов, Николай Николаевич
128. Семёнов, Николай Семёнович
129. Семенцов, Владимир Алексеевич
130. Семизоров, Николай Фёдорович
131. Сёмин, Алексей Михайлович
132. Семиряд, Дмитрий Фёдорович
133. Семичастный, Владимир Ефимович
134. Сенкевич, Тимофей Прокофьевич
135. Сенькин, Иван Ильич
136. Сеньков, Леонид Яковлевич
137. Сербин, Иван Дмитриевич
138. Сергеев, Анатолий Алексеевич
139. Сергеев, Василий Архипович
140. Сергеев, Василий Петрович
141. Сергеев, Владимир Григорьевич
142. Сергеев, Дмитрий Васильевич
143. Сергеев, Михаил Александрович
144. Сергеева, Татьяна Григорьевна
145. Серёгин, Николай Александрович
146. Серёгин, Сергей Матвеевич
147. Серёгина, Ирина Фёдоровна
148. Середа Александра Яковлевна
149. Серемова, Раиса Владимировна
150. Сериков, Сергей Александрович
151. Серов, Владимир Александрович
152. Серов, Михаил Григорьевич
153. Серченко, Вера Николаевна
154. Серых, Леонид Афанасьевич
155. Сечин, Иван Николаевич
156. Сечков, Иван Алексеевич
157. Сибирёв, Василий Васильевич
158. Сиволоб, Вера Ивановна
159. Сидоренко, Александр Васильевич
160. Сидоренко, Евгений Михайлович
161. Сидоренко, Пелагея Николаевна
162. Сидоренко, Сергей Степанович
163. Сидоренко, Татьяна Григорьевна
164. Сидоров, Иван Фёдорович
165. Сидоров, Иван Филимонович
166. Сидоров, Яков Ильич
167. Сидорович, Иван Романович
168. Сидун, Мария Петровна
169. Сизов, Алексей Иванович
170. Сизов, Геннадий Фёдорович
171. Сизов, Павел Константинович
172. Сизов, Фёдор Яковлевич
173. Сиденко, Иван Петрович
174. Силенков, Михаил Ананьевич
175. Силенок, Михаил Никитич
176. Силенских, Татьяна Николаевна
177. Силиня, Эмилия Фрицевна
178. Сильванович, Иван Филиппович
179. Симаков, Каюм Мухамеджанович
180. Симканич, Мария Антоновна
181. Симонов, Кирилл Михайлович
182. Симонов, Кирилл Степанович
183. Симонян, Асанет Власовна
184. Симутенкова, Ольга Титовна
185. Синев, Фёдор Петрович
186. Синельников, Сергей Васильевич
187. Синица, Михаил Сафронович
188. Синицын, Василий Никитович
189. Синицын, Иван Флегонтович
190. Синников, Михаил Петрович
191. Сираева, Фатима Сиразетдиновна
192. Сироткин, Николай Алексеевич
193. Ситников, Алексей Дмитриевич
194. Ситнин, Владимир Ксенофонтович
195. Скаба, Андрей Данилович
196. Скакевич, Елизавета Васильевна
197. Скакунова, Нина Григорьевна
198. Скачков, Семён Андреевич
199. Скворцов, Александр Фёдорович
200. Скворцов, Анатолий Гаврилович
201. Скворцов, Николай Станиславович
202. Скворцов, Сергей Николаевич
203. Скиба, Мария Алексеевна
204. Скибицкий, Александр Тимофеевич
205. Скилкова, Антонина Павловна
206. Скицько, Мария Алексеевна
207. Скляренко, Евгений Павлович
208. Скок, Екатерина Даниловна
209. Скоморохов, Николай Михайлович
210. Сконечный, Пётр Игнатьевич
211. Скопинцев, Николай Михайлович
212. Скориков, Николай Александрович
213. Скорняков, Сергей Михайлович
214. Скоропанов, Степан Гордеевич
215. Скороходов, Дмитрий Захарович
216. Скочилов, Анатолий Андрианович
217. Скриба, Евгения Антоновна
218. Скрипко, Николай Семёнович
219. Скрипников, Николай Михайлович
220. Скубневский, Анатолий Игнатьевич
221. Скулков, Игорь Петрович
222. Славский, Ефим Павлович
223. Сладкович, Тадеуш Фердинандович
224. Слажнев, Иван Гаврилович
225. Службин, Степан Григорьевич
226. Слюньков, Николай Никитович
227. Слюсаренко, Виталий Андреевич
228. Смагулов, Касымбек
229. Смагулова, Рысалды Абдыгалиевна
230. Смажевский, Борис Петрович
231. Сметанина, Александра Трофимовна
232. Сметанина, Манефа Алексеевна
233. Смирнов, Александр Иванович
234. Смирнов, Александр Николаевич
235. Смирнов, Алексей Алексеевич
236. Смирнов, Алексей Григорьевич
237. Смирнов, Анатолий Матвеевич
238. Смирнов, Анатолий Фёдорович
239. Смирнов, Андрей Андреевич
240. Смирнов, Борис Александрович
241. Смирнов, Василий Александрович
242. Смирнов, Виталий Георгиевич
243. Смирнов, Виталий Иванович
244. Смирнов, Григорий Андреевич
245. Смирнов, Илья Васильевич
246. Смирнов, Константин Васильевич
247. Смирнов, Лев Николаевич
248. Смирнов, Лев Николаевич
249. Смирнов, Леонид Васильевич
250. Смирнов, Михаил Анатольевич
251. Смирнов, Николай Сергеевич
252. Смирнов, Николай Фёдорович
253. Смирнова, Анастасия Сергеевна
254. Смирнова, Вера Николаевна
255. Смирнова, Зоя Трофимовна
256. Смирнова, Ираида Андреевна
257. Смирнова, Ирина Григорьевна
258. Смирнова, Лидия Николаевна
259. Смирновский, Михаил Николаевич
260. Смиртюков, Михаил Сергеевич
261. Смоленчук, Николай Петрович
262. Смоляков, Иван Иванович
263. Смородинский, Степан Алексеевич
264. Смуул, Юхан
265. Снечкус, Антанас Юозович
266. Собко, Александр Алексеевич
267. Соболев, Василий Яковлевич
268. Соболев, Михаил Георгиевич
269. Соболева, Валентина Павловна
270. Соболева, Вера Александровна
271. Соболевский, Виталий Дмитриевич
272. Соболь, Николай Александрович
273. Собченко, Мария Арефановна
274. Созыкин, Андрей Григорьевич
275. Соич, Олег Владиславович
276. Сокол, Павел Архипович
277. Соколенко, Василиса Андреевна
278. Соколов, Александр Васильевич
279. Соколов, Александр Иванович
280. Соколов, Александр Иванович
281. Соколов, Иван Захарович
282. Соколов, Павел Дмитриевич
283. Соколов, Павел Иванович
284. Соколов, Павел Иванович
285. Соколов, Пётр Михайлович
286. Соколов, Сергей Леонидович
287. Соколов, Тихон Иванович
288. Соколова, Клавдия Ивановна
289. Соколова, Прасковья Семёновна
290. Соколовский, Александр Васильевич
291. Соколовский, Василий Данилович
292. Сокур, Пётр Иванович
293. Солдатенко, Татьяна Сергеевна
294. Солдатов, Иван Никандрович
295. Соловей, Фёдор Фёдорович
296. Соловьёв, Алексей Александрович
297. Соловьёв, Евгений Дмитриевич
298. Соловьёв, Леонид Николаевич
299. Соловьёв, Николай Александрович
300. Соловьёв, Степан Порфирьевич
301. Соловьёва, Ольга Николаевна
302. Сологуб, Виталий Алексеевич
303. Солодун, Борис Фёдорович
304. Соломаха, Виталий Константинович
305. Соломенникова, Лидия Павловна
306. Соломенцев, Михаил Сергеевич
307. Сопина, Нина Ефимовна
308. Сопов, Иван Ефремович
309. Сопыев, Муратберды
310. Сорокин, Герман Алексеевич
311. Сорокин, Дмитрий Тимофеевич
312. Сорокин, Николай Иванович
313. Сорокин, Фёдор Назарович
314. Соседова, Юлия Сергеевна
315. Сосков, Иван Кузьмич
316. Софронов, Анатолий Владимирович
317. Спасова, Антонина Васильевна
318. Спасский, Сергей Сергеевич
319. Спиридонов, Иван Васильевич
320. Спирина, Тамара Александровна
321. Спицын, Виктор Иванович
322. Спичков, Владимир Дмитриевич
323. Средин, Геннадий Васильевич
324. Средин, Дмитрий Васильевич
325. Сталинова, Мария Ивановна
326. Станиславский, Пётр Михайлович
327. Старицкий, Владимир Маркович
328. Старов, Иван Иванович
329. Старовский, Владимир Никонович
330. Старцева, Мария Александровна
331. Старченко, Дмитрий Федосеевич
332. Старшиков, Георгий Георгиевич
333. Стасенко, Степан Иванович
334. Статкевич, Николай Игнатьевич
335. Стафийчук, Иван Иосифович
336. Стеблюк, Иван Иванович
337. Стеблянко, Василий Григорьевич
338. Стенчук, Юрий Иванович
339. Стенько, Григорий Терентьевич
340. Степаков, Владимир Ильич
341. Степаненко, Игорь Дмитриевич
342. Степанкова, Александра Яковлевна
343. Степанов, Борис Михайлович
344. Степанов, Борис Николаевич
345. Степанов, Василий Иванович
346. Степанов, Иван Иванович
347. Степанов, Николай Иванович
348. Степанова, Валентина Васильевна
349. Степанова, Людмила Николаевна
350. Степанова, Тамара Андреевна
351. Степанченко, Василий Алексеевич
352. Степанюк, Василий Артёмович
353. Степченко, Владимир Афанасьевич
354. Степченко, Фёдор Петрович
355. Стефаненко, Иван Денисович
356. Стефаник, Семён Васильевич
357. Стефанов, Владимир Васильевич
358. Стеценко, Степан Емельянович
359. Столетов, Всеволод Николаевич
360. Столповский, Анатолий Антонович
361. Стольников, Алексей Дмитриевич
362. Столяр, Тимофей Фёдорович
363. Сторожук, Иван Яковлевич
364. Стратонов, Николай Степанович
365. Страумал, Ирина Борисовна
366. Страутманис, Пётр Якубович
367. Стрелец, Иван Фёдорович
368. Стрелецкий, Пётр Степанович
369. Стрельников, Иван Михайлович
370. Стрельцов, Иван Иванович
371. Стрельч, Язеп Станиславович
372. Стрельченко, Иван Иванович
373. Стрижов, Александр Фёдорович
374. Строков, Григорий Иванович
375. Струев, Александр Иванович
376. Студенок, Геннадий Андреевич
377. Стученко, Андрей Трофимович
378. Субботин, Михаил Иванович
379. Суворова, Нина Ефимовна
380. Суворова, Прасковья Павловна
381. Сугак, Дмитрий Степанович
382. Судак, Дмитрий Федотович
383. Судаков, Анатолий Васильевич
384. Судец, Владимир Александрович
385. Судрабкалн, Арвид Карлович
386. Сулейманов, Шариф Сулейманович
387. Султанов, Мамед Гусейн Али Гусейн оглы
388. Султанов, Худайберды
389. Супиева, Олмасхан
390. Супрун, Иван Севастьянович
391. Сурганов, Фёдор Анисимович
392. Сурикова, Ираида Павловна
393. Сурин, Вениамин Константинович
394. Сурин, Ростислав Яковлевич
395. Сурков, Алексей Александрович
396. Суровцев, Виктор Николаевич
397. Суслина, Анастасия Фёдоровна
398. Суслов, Константин Иванович
399. Суслов, Михаил Андреевич
400. Сусляева, Галина Евдокимовна
401. Суханов, Владимир Михайлович
402. Сухина, Неонила Леонтьевна
403. Сухоруков, Дмитрий Семёнович
404. Сучик, Лидия Анатольевна
405. Сучугов, Андрей Васильевич
406. Сушков, Тихон Степанович
407. Сущенко, Андрей Севастьянович
408. Суюмбаев, Ахматбек Суттубаевич
409. Сылюк, Ирина Ивановна
410. Сыпачева, Нина Алексеевна
411. Сыпитый, Константин Мартынович
412. Сыресин, Иван Павлович
413. Сырокомский, Виталий Александрович
414. Сыскина, Марфа Афанасьевна
415. Сысоев, Пётр Александрович
416. Сысоев, Пётр Иванович
417. Сысоев, Пётр Петрович
418. Сысоева, Любовь Андреевна
419. Сытенко, Михаил Дмитриевич
420. Сычёв, Александр Сергеевич
421. Сычёв, Николай Яковлевич
422. Сычеников, Орест Александрович
423. Сямук, Лариса Петровна
424. Сячинов, Владимир Кириллович

## Т
1. Табеев, Фикрят Ахмеджанович
2. Таболкин, Сергей Алексеевич
3. Таджибаева, Зулпия
4. Тажимбетов, Мирзахан
5. Таиров, Сеит Меметович
6. Тайбеков, Талип
7. Таймасханов, Адильхан Таймасханович
8. Тайсалакова, Айткен
9. Таланов, Константин Иванович
10. Талуц, Галина Никифоровна
11. Талыбова, Бахар Магеррам кызы
12. Таммелаан, Лейда Михайловна
13. Тарабрин, Василий Михайлович
14. Тарабрин, Михаил Константинович
15. Тарадайко, Всеволод Семёнович
16. Тараненко, Клавдия Игнатьевна
17. Таранов, Григорий Лукьянович
18. Таранов, Иван Тихонович
19. Тарасенко, Иван Терентьевич
20. Тараскин, Юрий Сергеевич
21. Тарасов, Александр Михайлович
22. Тарасов, Евгений Викторович
23. Тарасов, Николай Васильевич
24. Тарасов, Николай Никифорович
25. Тарасов, Николай Петрович
26. Тартышев, Никифор Никифорович
27. Тарчоков, Камбулат Кицуевич
28. Тасанбаев, Егемкул Тасанбаевич
29. Татаринов, Анатолий Тихонович
30. Татаркина, Александра Семёновна
31. Татаров, Василий Сергеевич
32. Татарчук, Николай Фёдорович
33. Таукин, Борис Петрович
34. Тахирова, Хамро
35. Ташиев, Кулназар
36. Тедеев, Павел Резоевич
37. Телегина, Валентина Васильевна
38. Телепнёв, Пётр Максимович
39. Темиров, Умар Ереджибович
40. Тенищев, Иван Иванович
41. Тенищев, Павел Захарьевич
42. Теплов, Владимир Александрович
43. Тер-Газарянц, Георгий Арташесович
44. Терёхина, Евдокия Степановна
45. Терешин, Владимир Иванович
46. Терешкова, Валентина Владимировна
47. Терешкова, Тамара Ефимовна
48. Терещенко, Валентин Васильевич
49. Терещенко, Юрий Васильевич
50. Теслюк, Нина Гавриловна
51. Тесля, Павел Иванович
52. Тетерюк, Василий Степанович
53. Тешеев, Сайдила
54. Тикунов, Вадим Степанович
55. Тимофеев, Иван Фёдорович
56. Тимофеев, Николай Владимирович
57. Тимофеев, Николай Иванович
58. Тимохина, Людмила Александровна
59. Тимошенко, Семён Константинович
60. Титаренко, Алексей Антонович
61. Титков, Иван Карпович
62. Титов, Василий Иннокентьевич
63. Титов, Виталий Николаевич
64. Титов, Герман Степанович
65. Титов, Михаил Георгиевич
66. Титов, Фёдор Егорович
67. Титова, Елена Кузьминична
68. Титов, Юрий Васильевич
69. Тихомиров, Алексей Григорьевич
70. Тихомиров, Валериан Андреевич
71. Тихонов, Николай Александрович
72. Тихонов, Николай Прокофьевич
73. Тихонов, Павел Павлович
74. Тихонов, Пётр Иванович
75. Тищенко, Эмилия Витальевна
76. Ткачёв, Семён Иванович
77. Ткачёва, Мария Фёдоровна
78. Ткаченко, Григорий Амвросиевич
79. Ткаченко, Пётр Андреевич
80. Ткачук, Григорий Иванович
81. Тогмитова, Намжилма Ламхановна
82. Тоидзе, Александр Николаевич
83. Тока, Салчак Колбакхорекович
84. Токарев, Александр Максимович
85. Токарев, Андрей Степанович
86. Токмачёв, Алексей Семёнович
87. Толкунов, Лев Николаевич
88. Толкунов, Сергей Васильевич
89. Толмачёва, Валентина, Степановна
90. Толокно, Антон Феодосиевич
91. Толстиков, Василий Сергеевич
92. Толстогузова, Зоя Яковлевна
93. Толубко, Владимир Фёдорович
94. Томашевский, Александр Николаевич
95. Томилина, Лидия Михайловна
96. Тонкошкур, Василий Антонович
97. Топорков, Степан Андреевич
98. Топчян, Эдуард Степанович
99. Торик, Николай Антонович
100. Торлина, Лидия Григорьевна
101. Торопов, Василий Фёдорович
102. Тоток, Василий Лукьянович
103. Точка, Алексей Тимофеевич
104. Трава, Надежда Гавриловна
105. Трактинский, Есаул Борисович
106. Трапезников, Вадим Александрович
107. Трапезников, Сергей Павлович
108. Трапин, Александр Тимофеевич
109. Трачук, Анатолий Харитонович
110. Трегубов, Александр Григорьевич
111. Трескин, Георгий Гаврилович
112. Третьяк, Александра Ильинична
113. Третьяк, Иван Моисеевич
114. Третьяков, Герман Андреевич
115. Третьяков, Николай Иванович
116. Трещалина, Анна Ивановна
117. Трещёв, Фёдор Иванович
118. Трибой, Вера Кирилловна
119. Трифонов, Павел Данилович
120. Трифонова, Евдокия Ивановна
121. Тришина, Людмила Семёновна
122. Тронько, Пётр Тимофеевич
123. Тростенюк, Дмитрий Григорьевич
124. Трофимов, Александр Назарович
125. Трофимов, Виктор Фёдорович
126. Трофимов, Владимир Васильевич
127. Трофимов, Николай Трофимович
128. Трофимюк, Александра Михайловна
129. Трохимчук, Степан Максимович
130. Труба, Григорий Давыдович
131. Трубицын, Евгений Георгиевич
132. Трутнев, Анатолий Петрович
133. Труфанова, Вера Тихоновна
134. Трухин, Пётр Михайлович
135. Трушин, Василий Петрович
136. Трущенкова, Воля Степановна
137. Тузова, Антонина Петровна
138. Тулеубеков, Рахимгали
139. Туманов, Алексей Семёнович
140. Туманов, Алексей Тихонович
141. Туманов, Владимир Гурьевич
142. Туманский, Сергей Константинович
143. Туманян, Степан Левонович
144. Тупицын Николай Ефимович
145. Тупченко, Юрий Петрович
146. Тур, Василий Захарович
147. Турдубаева, Бурулбу
148. Турик, Николай Антонович
149. Турко, Анастасия Степановна
150. Туров, Максим Иванович
151. Туровцев, Виктор Иванович
152. Турсун-заде, Мирзо
153. Турцев, Степан Анатольевич
154. Турьянов, Флюр Рамазанович
155. Тутаев, Николай Васильевич
156. Тутов, Евгений Леонидович
157. Тучинов, Гармажап Дабаевич
158. Тхайцухов, Юрий Хаджиметович
159. Тхилайшвили, Александр Дурсунович
160. Тышковец, Акулина Алексеевна
161. Тюлеубаев, Актан
162. Тюмебаев, Мухамеджан
163. Тюриков, Вячеслав Васильевич
164. Тюрин, Василий Кириллович
165. Тюрин, Пётр Иванович
166. Тюрнев, Пётр Фёдорович
167. Тюфаева, Антонина Степановна
168. Тюшкова, Лидия Сергеевна
169. Тябут, Дмитрий Васильевич
170. Тяжельников, Евгений Михайлович

## У
1. Уваисова, Вике
2. Уваров, Пётр Петрович
3. Уварова, Валентина Алексеевна
4. Увачан, Василий Николаевич
5. Углов, Борис Петрович
6. Углянский, Владимир Дмитриевич
7. Удальцов, Михаил Данилович
8. Удовиченко, Алексей Харитонович
9. Удовиченко, Анастасия Васильевна
10. Ужинова, Елизавета Петровна
11. Уланов, Геннадий Иванович
12. Уланова, Нина Александровна
13. Улыбина, Антонина Тимофеевна
14. Умаров, Абдиназар
15. Умаров, Мансур
16. Умаханов, Магомед-Салам Ильясович
17. Ураев, Пётр Васильевич
18. Урунбасаров, Нурхужа
19. Урунходжаев, Саидходжа
20. Усанов, Борис Павлович
21. Усачёв, Вячеслав Павлович
22. Усенко, Алла Николаевна
23. Усков, Михаил Прохорович
24. Усманов, Абдубашар
25. Усманов, Гумер Исмагилович
26. Усманов, Саидмахмуд Ногманович
27. Усольцев, Александр Александрович
28. Усс Виктор Петрович
29. Устинов, Валентин Семёнович
30. Устинов, Дмитрий Фёдорович
31. Устьянцев, Александр Михайлович
32. Усубалиев, Турдакун Усубалиевич
33. Утебаев, Сафи Утебаевич
34. Уткин, Борис Павлович
35. Утросин, Анатолий Андреевич
36. Ухабов, Александр Андреевич
37. Ушанев, Фёдор Степанович
38. Ушмудин, Семён Иванович
39. Уянаев, Чомай Баталович

## Ф
1. Фадеев, Иван Иванович
2. Фадеева, Нэля Михайловна
3. Фалов, Борис Петрович
4. Фастованов, Андрей Григорьевич
5. Фастовец, Анатолий Иванович
6. Фатеев, Александр Иванович
7. Федоренко, Анна Михеевна
8. Федоренко, Владимир Прокофьевич
9. Фёдоров, Алексей Фёдорович
10. Фёдоров, Борис Александрович
11. Фёдоров, Виктор Сергеевич
12. Фёдоров, Виктор Степанович
13. Фёдоров, Дмитрий Фёдорович
14. Фёдоров, Евгений Константинович
15. Фёдоров, Николай Фёдорович
16. Фёдоров, Пётр Павлович
17. Фёдоров, Пётр Петрович
18. Фёдорова, Вера Евгеньевна
19. Фёдорова, Лидия Дмитриевна
20. Фёдорова, Ольга Фёдоровна
21. Фёдорова, Татьяна Яковлевна
22. Федосеев, Пётр Николаевич
23. Федосеева, Александра Фёдоровна
24. Федосюткин, Андрей Дмитриевич
25. Федотов, Виктор Павлович
26. Федотова, Мария Ивановна
27. Федулова, Надежда Степановна
28. Федюшкин, Иван Ильич
29. Федяков, Алексей Васильевич
30. Федянин, Иван Прокопьевич
31. Феоктистов, Александр Васильевич
32. Феофилактов, Иван Андреевич
33. Ферзалиева, Саимат Керимовна
34. Ферин, Михаил Алексеевич
35. Фесенко, Виктор Степанович
36. Фефелова, Анна Григорьевна
37. Фещенко, Пётр Васильевич
38. Фигуровский, Иринарх Алексеевич
39. Филатов, Виктор Андреевич
40. Филимонов, Дмитрий Фомич
41. Филимонова, Зинаида Семёновна
42. Филинова, Юлия Дорофеевна
43. Филиппов, Анатолий Иванович
44. Филиппова, Лидия Сергеевна
45. Филиппова, Роза Ивановна
46. Филонов, Иван Георгиевич
47. Филюков, Леонид Матвеевич
48. Финогенов, Михаил Сергеевич
49. Фисюн, Михаил Викторович
50. Фитисов, Василий Анисимович
51. Флорентьев, Леонид Яковлевич
52. Фокин, Алексей Алексеевич
53. Фокин, Борис Иванович
54. Фокина, Анна Николаевна
55. Фомин, Геннадий Нилович
56. Фомин, Евгений Николаевич
57. Фомина, Лариса Иосифовна
58. Фоменко, Алий Захарович
59. Фоменко, Михаил Кузьмич
60. Фоменок, Улюта Демьяновна
61. Фоминская, Ия Александровна
62. Фоминых, Александра Матвеевна
63. Фоминых, Антонина Георгиевна
64. Фомичёв, Пётр Дмитриевич
65. Форисенков, Сергей Александрович
66. Форменкова, Нина Павловна
67. Фотиева, Лидия Александровна
68. Фотина, Екатерина Ивановна
69. Фофанов, Владимир Иосифович
70. Францов, Георгий Павлович
71. Французова, Александра Григорьевна
72. Фроленко, Ольга Александровна
73. Фролов, Василий Иванович
74. Фролов, Василий Семёнович
75. Фролов, Василий Сергеевич
76. Фролов, Василий Трофимович
77. Фролов, Виктор Фёдорович
78. Фролов, Иван Кузьмич
79. Фролов, Леонид Филиппович
80. Фролов, Николай Дмитриевич
81. Фролов, Сергей Лукьянович
82. Фронтов, Вячеслав Фёдорович
83. Фулина, Ефросинья Ивановна
84. Фурс, Павел Михайлович
85. Фурцева, Екатерина Алексеевна

## Х
1. Хазарадзе, Иосиф Григорьевич
2. Хайбуллин, Сабир Юсупович
3. Хайдаров, Ашур
4. Хайдаров, Аюб Хайдарович
5. Хайдаров, Тойчи
6. Хайдарова, Зайнаб
7. Хакимджанова, Зарифа
8. Хакимов, Халмат Адылович
9. Халдеев, Михаил Иванович
10. Халезов, Павел Александрович
11. Халикова, Музайна Музиповна
12. Халилов, Захид Исмаил оглы
13. Халилов, Рухулла Агали оглы
14. Халилова, Хасият
15. Халин, Николай Андреевич
16. Халипов, Иван Фёдорович
17. Халлыева, Тамара
18. Халтурин, Андрей Алексеевич
19. Хамидов, Махмуд
20. Хамидов, Самандар
21. Хамматов, Шамси Хабибуллович
22. Хан, Александра Степановна
23. Хандыго, Николай Моисеевич
24. Ханишев, Кийикбай
25. Ханько, Василий Моисеевич
26. Харатишвили, Леван Николаевич
27. Харбедия, Лудуки Семёнович
28. Харитонов, Алексей Алексеевич
29. Харитонов, Николай Иванович
30. Харламова, Нина Денисовна
31. Харлампенков, Алексей Тихонович
32. Харсеев, Михаил Илларионович
33. Харуца Александра Ивановна
34. Харченко, Григорий Трофимович
35. Харченко, Михаил Яковлевич
36. Харчук, Евгений Фёдорович
37. Харчук, Мария Григорьевна
38. Хасанов, Тургун
39. Хасилова, Турсунхон
40. Хахалин, Николай Николаевич
41. Хахалов, Александр Уладаевич
42. Хван, Ман Гым Григорьевич
43. Хведелиани, Яков Романович
44. Хелемендик, Адольф Степанович
45. Хетагуров, Георгий Иванович
46. Хетагурова, Тамара Солтановна
47. Хиревич, Иван Иванович
48. Хитров, Михаил Дмитриевич
49. Хитров, Степан Дмитриевич
50. Хламов, Григорий Сергеевич
51. Хлебников, Юрий Георгиевич
52. Хлестков, Алексей Александрович
53. Хлопина, Нонна Григорьевна
54. Хлопкова, Ася Терентьевна
55. Хлюстов, Павел Артёмович
56. Ходабергенов, Рзабай Жолдинович
57. Ходаков, Николай Алексеевич
58. Ходжаев, Асадилла Ашрапович
59. Ходжер, Никифор Зарасович
60. Ходжиев, Рифъат
61. Холов, Махмадулло Холович
62. Холостов, Фёдор Яковлевич
63. Холунов, Василий Иванович
64. Холявко, Владимир Васильевич
65. Хоменко, Георгий Иванович
66. Хомуло, Михаил Григорьевич
67. Хорава, Варлам Михайлович
68. Хоролич, Таисия Григорьевна
69. Хорошун, Александр Алексеевич
70. Хорунжий, Михаил Васильевич
71. Хоточкин, Алексей Петрович
72. Хренников, Тихон Николаевич
73. Хрипякова, Евгения Петровна
74. Христов, Афанасий Степанович
75. Хромов, Тихон Семёнович
76. Хромовских, Николай Трофимович
77. Хубаев, Геннадий Александрович
78. Худайбергенов, Мадьяр
79. Худова, Анна Андреевна
80. Худолеев, Михаил Фёдорович
81. Худолей, Иван Петрович
82. Худосовцев, Николай Михайлович
83. Худошин, Николай Васильевич
84. Худяков, Александр Андреевич
85. Худяков, Виталий Егорович
86. Хуснутдинова, Мария Николаевна
87. Хухрянский, Василий Иванович
88. Хынку, Акулина Пантелеевна

## Ц
1. Цагараев, Максим Николаевич
2. Цапаев, Георгий Константинович
3. Царев, Михаил Иванович
4. Царегородцев, Николай Степанович
5. Царик, Григорий Яковлевич
6. Царукьян, Серафим Карпович
7. Цветкова, Антонина Петровна
8. Цвигун Семён Кузьмич
9. Цвиловский, Франц Степанович
10. Цвирко, Николай Константинович
11. Цедрик, Константин Терентьевич
12. Целиков, Александр Иванович
13. Целиков, Родион Назарович
14. Церковнюк, Алексей Евгениевич
15. Цкиманаури, Заал Александрович
16. Цуканов, Георгий Эммануилович
17. Цупкова, Клавдия Петровна
18. Цуцулян, Гурген Хачатурович
19. Цыбулько, Владимир Михайлович
20. Цыганкин, Иван Иванович
21. Цыганков, Аркадий Фёдорович
22. Цыганкова, Клавдия Александровна
23. Цымбалюк, Августина Николаевна
24. Цындровский, Александр Иосифович
25. Цюпко, Владимир Николаевич

## Ч
1. Чагава, Нелли Константиновна
2. Чадунели, Амиран Бесарионович
3. Чайкин, Павел Касьянович
4. Чаковский, Александр Борисович
5. Чалая, Лидия Николаевна
6. Чалов, Василий Иванович
7. Чарыев, Ата
8. Чахава, Медея Васильевна
9. Чахкиев, Осман Асламбекович
10. Чащина, Татьяна Васильевна
11. Чеботаева, Антонина Ивановна
12. Чеботаревский, Виктор Иванович
13. Чебриков, Виктор Михайлович
14. Чеканова, Елена Андреевна
15. Чеканюк, Андрей Терентьевич
16. Чекин, Павел Осипович
17. Чекулаев Василий Иванович
18. Чекунова, Валентина Анатольевна
19. Челгий, Пелагея Яковлевна
20. Чемеричев, Иван Афанасьевич
21. Чемодуров, Трофим Николаевич
22. Ченина, Анна Владимировна
23. Чепель, Алексей Григорьевич
24. Чепков, Борис Александрович
25. Чепрасов, Филипп Матвеевич
26. Чепулёнис, Адольфас Винцович
27. Червоненко, Степан Васильевич
28. Чердинцев, Василий Макарович
29. Чередий, Николай Филиппович
30. Чередник, Михаил Георгиевич
31. Чередниченко, Евгений Трофимович
32. Чередниченко, Пётр Петрович
33. Черепанов, Иван Михайлович
34. Черепанова, Зоя Васильевна
35. Черепахин, Николай Савельевич
36. Черепова, Анна Васильевна
37. Черкасов, Михаил Сергеевич
38. Черкашина, Евдокия Алексеевна
39. Черкезишвили, Мери Сергеевна
40. Черкезия Отар Евтихиевич
41. Черненко, Екатерина Ивановна
42. Черненко, Константин Устинович
43. Чернова, Екатерина Тимофеевна
44. Чернова, Клавдия Петровна
45. Черноморец, Яков Яковлевич
46. Черноок, Георгий Викторович
47. Черный, Алексей Клементьевич
48. Черный, Василий Ильич
49. Черных, Николай Степанович
50. Чернышев, Василий Ефимович
51. Чернышев, Виктор Михайлович
52. Чернышев, Владимир Васильевич
53. Чернявский, Михаил Михайлович
54. Чертухина, Зоя Николаевна
55. Чеснавичюс, Александрас Юозович
56. Чесноков, Владимир Петрович
57. Чесноков, Лев Николаевич
58. Четверикова, Маргарита Петровна
59. Чеченя, Леонид Степанович
60. Чечеткин, Дмитрий Иванович
61. Чечковский, Антон Яковлевич
62. Чижов, Евгений Иванович
63. Чижова, Екатерина Ивановна
64. Чикишева, Надежда Григорьевна
65. Чикова, Нина Григорьевна
66. Чиковани, Алексей Григорьевич
67. Чиковани, Михаил Герасимович
68. Чиликин, Михаил Григорьевич
69. Чирковская, Надежда Петровна
70. Чиряев, Гавриил Иосифович
71. Чисников, Александр Егорович
72. Чистяков, Арсений Александрович
73. Чистяков, Иван Петрович
74. Чистякова, Валентина Яковлевна
75. Чистякова, Зоя Фёдоровна
76. Чичагов, Виталий Александрович
77. Чичикин, Пётр Андреевич
78. Чоговадзе, Георгий Ираклиевич
79. Чокин, Шафик Чокинович
80. Чолавин, Гавриил Иванович
81. Чубаров, Анатолий Петрович
82. Чубаров, Вадим Георгиевич
83. Чубаров, Степан Карпович
84. Чубирка, Елена Ивановна
85. Чугунов, Иван Иванович
86. Чудин, Виталий Иванович
87. Чудовский, Анатолий Иванович
88. Чуев, Алексей Васильевич
89. Чуйков, Василий Иванович
90. Чуканов, Олимп Алексеевич
91. Чуксеев, Яков Корнеевич
92. Чулаки, Михаил Иванович
93. Чумаков, Михаил Павлович
94. Чумакова, Надежда Николаевна
95. Чумачёв, Яков Иванович
96. Чумаченко, Жан Семёнович
97. Чумаченко, Роза Григорьевна
98. Чунихин, Иван Антонович
99. Чуносова, Евдокия Ивановна
100. Чунючин, Александр Петрович
101. Чупий, Василий Васильевич
102. Чупиков, Михаил Иванович
103. Чупрова, Надежда Васильевна
104. Чупрына, Иван Арсентьевич
105. Чураев, Виктор Михайлович
106. Чураков, Константин Иванович
107. Чурпита, Вениамин Михайлович
108. Чурсин, Александр Васильевич
109. Чурсин, Серафим Евгеньевич
110. Чухлебов, Константин Фёдорович
111. Чучалов, Александр Михайлович

## Ш
1. Шабалин, Лев Михайлович
2. Шабалов, Кузьма Фёдорович
3. Шабанов, Бахиш Алишан оглы
4. Шабанов, Пётр Ильич
5. Шабанова, Алла Викторовна
6. Шабанова, Валентина Александровна
7. Шабасанов, Махтум Кули Караевич
8. Шавловский, Николай Семёнович
9. Шавра, Борис Михайлович
10. Шавриев, Иван Петрович
11. Шадрунов, Михаил Васильевич
12. Шадури, Арчил Иванович
13. Шайдуллина, Саймя Гатиятулловна
14. Шайдуров, Сергей Афанасьевич
15. Шаймерденов, Жамалбек
16. Шайнурова, Марписа Назмутдиновна
17. Шайхов, Эркин Турдыевич
18. Шакиров, Камиль Фаязович
19. Шакиров, Мидхат Закирович
20. Шакирьянов, Масгутян Шакирьянович
21. Шалагинов, Борис Иванович
22. Шалимов, Александр Алексеевич
23. Шалунин, Николай Константинович
24. Шалунц, Эмма Лазаровна
25. Шалыгин, Александр Изосимович
26. Шаманюк, Серафим Михайлович
27. Шамба, Юрий Николаевич
28. Шамина, Мария Кузминична
29. Шамсудинов, Фахредин Шамсудинович
30. Шамсутдинов, Дон Сафиевич
31. Шамхалов, Шахрудин Магомедович
32. Шамшура, Анна Архиповна
33. Шансков, Алексей Иванович
34. Шаповаленко, Борис Михайлович
35. Шаповалова, Надежда Максимовна
36. Шапошников, Алексей Александрович
37. Шапошников, Михаил Петрович
38. Шапошников, Николай Михайлович
39. Шапошников, Пётр Александрович
40. Шапошникова, Алла Петровна
41. Шарадзенидзе, Соломон Автандилович
42. Шарапов, Василий Иванович
43. Шарафаддинова, Алия Ашрафовна
44. Шарашидзе, Давид Георгиевич
45. Шарипова, Зейнеп
46. Шарипова, Шадман
47. Шарков, Василий Иванович
48. Шаров, Владимир Егорович
49. Шаров, Владимир Михайлович
50. Шаров, Иван Васильевич
51. Шатилов, Иван Семёнович
52. Шатохин, Александр Сергеевич
53. Шаульская, Нина Савельевна
54. Шаульский, Николай Степанович
55. Шауро, Василий Филимонович
56. Шафиков, Габбас Фатх-Рахманович
57. Шафорост, Григорий Пантелеевич
58. Шахбазян, Кима Арамаисовна
59. Шахов, Василий Егорович
60. Шашин, Валентин Дмитриевич
61. Шаяхметов, Рахимжан Омарович
62. Шведченко, Антон Антонович
63. Шверник, Николай Михайлович
64. Швец, Виктор Калистратович
65. Швец, Григорий Васильевич
66. Швидский, Александр Евсеевич
67. Шевалдина, Анастасия Николаевна
68. Шевелева, Татьяна Алексеевна
69. Шевель, Георгий Георгиевич
70. Шевлягин, Дмитрий Петрович
71. Шевцов, Александр Григорьевич
72. Шевцов, Алексей Васильевич
73. Шевченко, Александр Александрович
74. Шевченко, Александра Фёдоровна
75. Шевченко, Василий Ильич
76. Шевченко, Владимир Васильевич
77. Шевченко, Иван Семёнович
78. Шевченко, Леонид Михайлович
79. Шевченко, Лидия Ивановна
80. Шевченко, Николай Васильевич
81. Шевченко, Раиса Фёдоровна
82. Шевченко, Сергей Васильевич
83. Шевченко, Тимофей Петрович
84. Шевчук, Афанасий Терентьевич
85. Шевчук, Григорий Иванович
86. Шевяков, Владимир Иванович
87. Шеин, Анатолий Иванович
88. Шекета, Андрей Михайлович
89. Шелепин, Александр Николаевич
90. Шелест, Иван Лукич
91. Шелест, Пётр Ефимович
92. Шелякин, Корнил Тимофеевич
93. Шемчук, Матрёна Тихоновна
94. Шендрик, Иван Афанасьевич
95. Шепетовский, Владислав Николаевич
96. Шеремета, Казимир Викентьевич
97. Шереметов, Александр Сергеевич
98. Шерстюк, Виктор Степанович
99. Шестакова, Нина Ивановна
100. Шестёркин, Серафим Иванович
101. Шибаев, Алексей Иванович
102. Шибаланский, Александр Илларионович
103. Шивринский, Владимир Александрович
104. Шикин, Иосиф Васильевич
105. Шилина, Ольга Михайловна
106. Шило, Николай Алексеевич
107. Шилов, Александр Митрофанович
108. Шилова, Галина Александровна
109. Шильдкрот, Мендель Аббович
110. Шиманский, Василий Павлович
111. Шимкявичене, Анастасия Елизаровна
112. Шимукаускас, Йонас Антано
113. Шинкаренко, Николай Иванович
114. Шинкаренко, Сергей Васильевич
115. Шинкаренко, Фёдор Иванович
116. Широбокова, Анна Афанасьевна
117. Широкий, Леонид Николаевич
118. Широких, Анна Васильевна
119. Широких, Пётр Антонович
120. Ширяев, Николай Георгиевич
121. Ширяевский, Леонард Григорьевич
122. Шитиков, Алексей Павлович
123. Шитов, Александр Иванович
124. Шишигин, Фирс Ефимович
125. Шкалов, Александр Сергеевич
126. Шкильняк, Ольга Алексеевна
127. Школьников, Алексей Михайлович
128. Шкуратов, Иван Фёдорович
129. Шлепин, Дмитрий Кузьмич
130. Шлифер, Леонид Иосифович
131. Шлык, Владимир Иванович
132. Шлямин, Александр Николаевич
133. Шляпкин, Александр Иванович
134. Шмадченко, Екатерина Фёдоровна
135. Шмелёв, Алексей Иванович
136. Шнягин, Владимир Васильевич
137. Шнякина, Тамара Михайловна
138. Шокин, Александр Иванович
139. Шолохов, Михаил Александрович
140. Шония, Ной Павлович
141. Шорина, Вера Георгиевна
142. Шорников, Александр Иванович
143. Шостак, Григорий Данилович
144. Шостакович, Дмитрий Дмитриевич
145. Шоханов, Андрей Георгиевич
146. Шохина, Александра Дмитриевна
147. Шпак, Анатолий Андреевич
148. Шпак, Владимир Степанович
149. Штанько, Степан Федотович
150. Штыков, Николай Григорьевич
151. Шувалова, Евгения Петровна
152. Шулимова, Александра Андреевна
153. Шульгин, Николай Павлович
154. Шульженко, Борис Иванович
155. Шулятицкий, Степан Михайлович
156. Шумаков, Илья Яковлевич
157. Шумаускас, Мотеюс Юозович
158. Шумилин, Борис Тихонович
159. Шумилов, Василий Тимофеевич
160. Шумкова, Екатерина Кузьмовна
161. Шурупов, Александр Георгиевич
162. Шурцов, Анатолий Александрович
163. Шурыгин, Виктор Александрович
164. Шустов, Евгений Сергеевич
165. Шушин, Анатолий Митрофанович
166. Шушина, Валентина Тимофеевна
167. Шушков, Иван Алексеевич

## Щ
1. Щебланова, Елена Георгиевна
2. Щеглов, Афанасий Фёдорович
3. Щекотуров, Георгий Афанасьевич
4. Щелоков, Николай Анисимович
5. Щепелев, Владимир Кузьмич
6. Щербак, Григорий Михайлович
7. Щербак, Лидия Алексеевна
8. Щербаков, Александр Александрович
9. Щербаков, Василий Фёдорович
10. Щербаков, Вениамин Кузьмич
11. Щербаков, Владимир Фёдорович
12. Щербаков, Евгений Михайлович
13. Щербаков, Илья Сергеевич
14. Щербакова, Нина Борисовна
15. Щербина, Анастасия Степановна
16. Щербина, Борис Евдокимович
17. Щербинина, Людмила Сергеевна
18. Щербицкий, Владимир Васильевич
19. Щетинин, Семён Николаевич
20. Щетинина, Мария Павловна
21. Щетинкин, Виктор Трофимович
22. Щитов, Евгений Кузьмич
23. Щудро, Анатолий Антонович

## Э
1. Эгамбердиева, Инобатхон
2. Эльдарова, Роза Абдул-Басыровна
3. Эмин, Аркадий Кузьмич
4. Эрвье, Рауль-Юрий Георгиевич
5. Эркабаева, Хайринса
6. Этмекджиян, Ашот Арутюнович
7. Эшанходжаева, Унсунай

## Ю
1. Юдин, Михаил Васильевич
2. Юдина, Елена Павловна
3. Южаков, Юрий Иванович
4. Юлдашева, Назира
5. Юльчибаев, Саматджан Юльчибаевич
6. Юнак, Иван Харитонович
7. Юнусов, Топчибай
8. Юнусова, Мукаррам
9. Юпко, Лев Дмитриевич
10. Юрасов, Евгений Сергеевич
11. Юргенсон, Альфред Павлович
12. Юрженко, Александр Иванович
13. Юринский, Александр Филиппович
14. Юрна, Олег Робертович
15. Юровских, Елена Поликарповна
16. Юрченко, Галина Гардеевна
17. Юрченко, Николай Тимофеевич
18. Юсифова, Асият Наджмаддин кызы
19. Юсубова, Мяхсумя Гусейн Ага кызы
20. Юсупов, Джаникул
21. Юсупов, Наиль Хабибович
22. Юткевич, Сергей Иосифович
23. Юшин, Иван Фёдорович

## Я
1. Яговкин, Фёдор Захарович
2. Ягудин, Василий Александрович
3. Язвинская, Эмилия Иосифовна
4. Языкович, Валентин Фёдорович
5. Якименко, Антон Дмитриевич
6. Якимова, Фаина Ивановна
7. Яковенко, Василий Сергеевич
8. Яковлев, Александр Николаевич
9. Яковлев, Александр Сергеевич
10. Яковлев, Вадим Сергеевич
11. Яковлев, Константин Яковлевич
12. Яковлев, Митрофан Васильевич
13. Яковлева, Зоя Ивановна
14. Яковлевич, Пётр Григорьевич
15. Якубова, Махпират
16. Якубовский, Иван Игнатьевич
17. Якубовский, Фуад Борисович
18. Якунин, Алексей Иванович
19. Якутович, Владимир Ефремович
20. Ямковой, Борис Ефремович
21. Ямпольская, Таисия Ефимовна
22. Ямщиков, Алексей Ефимович
23. Янаев, Геннадий Иванович
24. Янгель, Михаил Кузьмич
25. Янголенко-Ваннас, Мета Вильямовна
26. Яни, Надежда Дмитриевна
27. Янович, Виталий Фадеевич
28. Янсон, Валдис Янович
29. Янушева, Альбина Андреевна
30. Ярко, Кондрат Емельянович
31. Ярмола, Виктор Маркович
32. Яровиков, Александр Васильевич
33. Ярош, Михаил Иванович
34. Ярошенко, Александр Ильич
35. Ярощук Ефим Арсентьевич
36. Ярцев, Борис Петрович
37. Ярыгин, Николай Фирсович
38. Яскина, Ефимия Давыдовна
39. Яснов, Михаил Алексеевич
40. Ястребов, Иван Павлович
41. Ястребова, Клара Епифановна
42. Яськова, Валентина Васильевна
43. Яхин, Нурис Ахметович
44. Яцко, Иван Фёдорович
45. Яцуба, Иван Васильевич
46. Яшина, Любовь Александровна

## Делегаты с совещательным голосом
1. Абдулаев, Мерджон
2. Абдурагимов, Гатам Беглярович
3. Абесадзе, Отари Григорьевич
4. Авдюкевич, Лонгин Иванович
5. Аверьянова, Александра Фёдоровна
6. Аксёнов, Николай Иванович
7. Алексеенко, Любовь Михайловна
8. Аленова, Узира Хасеновна
9. Алимирзаев, Ашраф Орудж оглы
10. Алтухова, Нина Акимовна
11. Арефьев, Борис Петрович
12. Архипова, Майна Степановна
13. Ахапкина, Анна Григорьевна
14. Ахмедова, Дживерат
15. Ахметова, Зауреш
16. Бажанова, Валентина Алексеевна
17. Бакулин, Василий Петрович
18. Баранов, Иван Николаевич
19. Басов, Иван Архипович
20. Баярисов, Керимкул
21. Бегиашвили, Сосо Константинович
22. Бежанов, Виктор Иванович
23. Беззубикова, Анна Ивановна
24. Бейтнарене, Антанина Юргевна
25. Белеванцев, Сергей Иванович
26. Белов, Николай Егорович
27. Белоцыца, Пётр Фёдорович
28. Биран, Тамара Александровна
29. Бирченко, Анна Алексеевна
30. Бобылёв, Сергей Андреевич
31. Бова, Ольга Онуфриевна
32. Бондаренко, Мария Никитична
33. Бондаренко, Николай Максимович
34. Бонова, Наталья Сергеевна
35. Борисенков, Василий Тимофеевич
36. Боярская, Ирина Николаевна
37. Брагазин, Михаил Андреевич
38. Брыкин, Алексей Егорович
39. Брынкова, Любовь Николаевна
40. Булгаков, Леонид Николаевич
41. Буриев, Джумадурды
42. Бурляй, Николай Назарович
43. Буров, Александр Григорьевич
44. Быченкова, Юлия Васильевна
45. Васина, Мария Фёдоровна
46. Вахнин, Владислав Матвеевич
47. Веденитова, Александра Борисовна
48. Веприк, Василий Степанович
49. Виноградов, Владимир Николаевич
50. Винокуров, Александр Иванович
51. Власов, Иосиф Тимофеевич
52. Волкова, Нина Сергеевна
53. Волкова, Тамара Андреевна
54. Володин, Гавриил Семёнович
55. Воробьёв, Иван Тихонович
56. Воронин, Николай Иванович
57. Воронинский, Сергей Сергеевич
58. Воропаев, Алексей Макарович
59. Ворохобов, Леонид Андреевич
60. Габриелян, Габриел Михайлович
61. Гагаркин, Валентин Николаевич
62. Гаджала, Тайса Никифоровна
63. Газа, Константин Иванович
64. Гайдаенко, Иван Дмитриевич
65. Галогре, Шота Васильевич
66. Галушко, Мария Павловна
67. Гаретнин, Николай Иванович
68. Гаспарян, Вачаган Арсенович
69. Глова, Алексей Петрович
70. Глушкова, Мария Александровна
71. Голиков, Сергей Филиппович
72. Гончаров, Иван Васильевич
73. Горбач, Василий Матвеевич
74. Горный, Артём Григорьевич
75. Горчаков, Юрий Сергеевич
76. Грицук, Анатолий Григорьевич
77. Гусев, Александр Васильевич
78. Гусельников, Михаил Иванович
79. Давитулиани, Андрей Давидович
80. Дадашев, Мусеиб Мирза оглы
81. Данилов, Анатолий Михайлович
82. Даныш, Иван Харитонович
83. Джаксыкельдинов, Менгалий Сембаевич
84. Джумабеков, Идрис
85. Добросмыслова, Вера Ивановна
86. Дозорцева, Любовь Петровна
87. Долгов, Эммануил Тимофеевич
88. Доровская, Татьяна Ивановна
89. Дороган, Олеся Ивановна
90. Дохлов, Иван Еремеевич
91. Дреминов, Виктор Алексеевич
92. Дудин, Юрий Иванович
93. Дурдинец, Василий Васильевич
94. Евгеньев, Эрос Львович
95. Егоров, Иван Трифонович
96. Желдакова, Зинаида Фёдоровна
97. Живодёров, Владимир Михайлович
98. Журавлёв, Владимир Константинович
99. Заварухин, Валентин Михайлович
100. Загришев, Яков Демьянович
101. Зайцева, Клавдия Михайловна
102. Закирова, Асия Закировна
103. Закорюкин, Валерий Петрович
104. Залевский, Иван Францевич
105. Занина, Любовь Михайловна
106. Занько, Пётр Трафимович
107. Захаржевский, Олег Николаевич
108. Захарченко, Георгий Петрович
109. Зенкин, Пётр Алексеевич
110. Зинченко, Олег Владимирович
111. Золотых, Тамара Афанасьевна
112. Зубков, Евгений Андреевич
113. Иванченко, Иван Спиридонович
114. Ивлиева, Татьяна Григорьевна
115. Иевлева, Клавдия Фёдоровна
116. Илюшин, Анатолий Гаврилович
117. Имашев, Малик Имашевич
118. Искандеров, Эсек
119. Казмамбетов, Гани Абдуллаевич
120. Калюжина, Нина Васильевна
121. Касимов, Абдукарим Касимович
122. Кащеева, Евдокия Николаевна
123. Кизикова, Анна Ильинична
124. Киливник, Галина Васильевна
125. Кирюшов, Виталий Владимирович
126. Климов, Илья Яковлевич
127. Климова, Нина Тимофеевна
128. Клюшина, Валентина Ивановна
129. Коба, Матрёна Акимовна
130. Кобец, Пётр Семёнович
131. Ковалёва, Валентина Иосифовна
132. Ковалёва, Зинаида Кирилловна
133. Ковалёва, Мария Яковлевна
134. Ковалевская, Тамара Леонтьевна
135. Козлова, Нина Антоновна
136. Колесниченко, Олег Михайлович
137. Колташов, Виктор Григорьевич
138. Комарова, Александра Ивановна
139. Кондакова, Антонина, Константиновна
140. Кондратенко, Геннадий Петрович
141. Кондротас, Юозас Норбертович
142. Конюк, Николай Иосифович
143. Коняхин, Тимофей Николаевич
144. Копыч, Валентина Васильевна
145. Костина, Александра Ивановна
146. Костров, Виктор Георгиевич
147. Коханенко, Раиса Герасимовна
148. Крамаренко, Александр Антонович
149. Краснихин, Павел Иосифович
150. Кретинина, Сталина Денисовна
151. Кудрявцев, Николай Александрович
152. Кузнецов, Иван Иванович
153. Кузнецов, Константин Петрович
154. Кузьменко, Анастасия Петровна
155. Кузьмина, Александра Мироновна
156. Кукушкин, Василий Николаевич
157. Кулыгина, Мария Александровна
158. Кучерук, Анастасия Калениковна
159. Кучумова, Елизавета Ефимовна
160. Лабзин, Борис Фёдорович
161. Лебедева, Любовь Сергеевна
162. Леонтьев, Анатолий Михайлович
163. Лещенко, Сергей Михайлович
164. Линчук, Григорий Фёдорович
165. Лобач, Аркадий Семёнович
166. Луценко, Василий Тихонович
167. Лычко, Зинаида Ивановна
168. Маврин, Александр Константинович
169. Мазнецова, Лидия Алексеевна
170. Макарычев, Борис Сергеевич
171. Максимова, Евгения Ивановна
172. Маликова, Ашурмо
173. Мамедов, Мехти Мамед оглы
174. Марканов, Владимир Иванович
175. Маркелов, Валентин Феоктистович
176. Марчуков, Николай Павлович
177. Маскевич, Степан Петрович
178. Маткурбанова, Иминахан
179. Мацюлевичюс, Чесловас Пятро
180. Медвецкая, Любовь Павловна
181. Мейстер, Владимир Карлович
182. Мельниченко, Мария Петровна
183. Мергенбаева, Битан
184. Метельский, Вячеслав Феликсович
185. Минаев, Николай Григорьевич
186. Мирошниченко, Ирина Яковлевна
187. Митрофанов, Павел Митрофанович
188. Мицкевич, Галина Фёдоровна
189. Мкрдычев, Карней Керопович
190. Модин, Николай Иванович
191. Морозова, Нина Николаевна
192. Мотыгина, София Андреевна
193. Муганлинский, Фаик Фуад оглы
194. Муравьёв, Василий Петрович
195. Набоков, Фёдор Михайлович
196. Нагорский, Александр Фёдорович
197. Назаренко, Иван Дмитриевич
198. Наматбаев, Сагын
199. Наумчук, Георгий Фёдорович
200. Нелина, Анна Александровна
201. Немченко, Нина Васильевна
202. Непомнящий, Владимир Кузьмич
203. Нигматов, Нисор
204. Николаенко, Иван Васильевич
205. Никольский, Николай Петрович
206. Новицкая, Нина Ивановна
207. Новосёлов, Михаил Петрович
208. Ноздрёв, Василий Фёдорович
209. Носков, Пётр Кондратьевич
210. Овакимян, Вараздат Нушоевич
211. Одинцов, Александр Иванович
212. Озерова, Нина Даниловна
213. Олейник, Людмила Григорьевна
214. Олейниченко, Евгений Тимофеевич
215. Омесов, Андрей Алексеевич
216. Оноприенко, Пётр Андреевич
217. Орбодиева, Дари Очировна
218. Орлов, Владислав Павлович
219. Павлова, Нина Ивановна
220. Палазов, Афанасий Кириллович
221. Панкрушин, Виктор Иванович
222. Пашко, Елена Евгеньевна
223. Пашукова, Мария Николаевна
224. Перепёлкин, Николай Михайлович
225. Перепёлкина, Вера Михайловна
226. Петров, Николай Иванович
227. Петухов, Василий Александрович
228. Пивсаева, Ольга Ильинична
229. Пименов, Владимир Андреевич
230. Плеханов, Александр Андреевич
231. Плешков, Виктор Александрович
232. Плигин, Михаил Александрович
233. Поляничко, Виктор Петрович
234. Поройков, Юрий Дмитриевич
235. Потапов, Леонид Николаевич
236. Псянина, Мария Семёновна
237. Пулатова, Садди
238. Пучков, Константин Иванович
239. Рагозин, Аркадий Борисович
240. Раджабова, Хайри
241. Радостин, Пётр Николаевич
242. Разовский, Виктор Иосифович
243. Рогаш, Андрей Рудольфович
244. Ромм, Тамара Ивановна
245. Рочева, Мария Артемьевна
246. Руднева, Валентина Прокопьевна
247. Румянцев, Дмитрий Павлович
248. Ряплов, Степан Осипович
249. Сабанов, Тотраз Бакгериевич
250. Садыков, Талиб Садыкович
251. Саканов, Евстафий Фёдорович
252. Сарсембаев, Кияс Ибраевич
253. Сбродов, Иван Павлович
254. Свид, Татьяна Алексеевна
255. Сенько, Раиса Антоновна
256. Сидельникова, Капиталина Ивановна
257. Сидоров, Василий Иванович
258. Сирота, Тайса Лаврентьевна
259. Скалозуб, Василий Григорьевич
260. Смирнов, Сергей Артёмович
261. Смирнов, Юрий Борисович
262. Соловьёв, Виктор Фатеевич
263. Солона, Ольга Миновна
264. Сопин, Анатолий Иванович
265. Спека, Айна Казимировна
266. Спорнова, Лидия Степановна
267. Столбов, Логин Евгеньевич
268. Строев, Иван Архипович
269. Стусюк, Дмитрий Алексеевич
270. Сусой, Елена Григорьевна
271. Сушко, Александр Егорович
272. Сыромяжко, Вера Антоновна
273. Тарасенко, Михаил Михайлович
274. Татауров, Леонтий Фёдорович
275. Тертышников, Николай Семёнович
276. Тимофеева, Евгения Евгеньевна
277. Томко, Михаил Иванович
278. Тутушкин, Сергей Петрович
279. Тюрникова, Вера Тимофеевна
280. Тютина, Калерия Максимовна
281. Уварова, Галина Петровна
282. Угненко, Евгений Иванович
283. Умаров, Суран
284. Уразов, Мамат
285. Уржа, Ирина Кирилловна
286. Феоктистова, Зинаида Георгиевна
287. Филимонов, Николай Васильевич
288. Финягова, Валентина Фёдоровна
289. Фомина, Вера Дмитриевна
290. Фомиченко, Константин Ефимович
291. Фролов, Николай Николаевич
292. Халикулов, Байхан
293. Хатункин, Николай Сергеевич
294. Хворостяная, Зинаида Терентьевна
295. Хоря, Василий Иванович
296. Хохлов, Михаил Михайлович
297. Хрипко, Георгий Семёнович
298. Худайназаров, Атамурат
299. Хуламханова, Валентина Хахаевна
300. Хуснуллина, Бибинур Шайхиевна
301. Цинбалов, Виктор Константинович
302. Цыганок, Анатолий Васильевич
303. Чвертко, Пётр Владимирович
304. Чекулаев, Александр Павлович
305. Чепелева, Раиса Семёновна
306. Чикваная, Лили Александровна
307. Чиркова, Нина Тимофеевна
308. Чургель, Евгений Семёнович
309. Шалашников, Сергей Михайлович
310. Шаповалов, Александр Тихонович
311. Шаров, Николай Григорьевич
312. Шилова, Мария Дмитриевна
313. Широков, Геннадий Николаевич
314. Ширяев, Владимир Васильевич
315. Шишина, Анна Михайловна
316. Шубин, Михаил Иванович
317. Щепоткин, Константин Никонорович
318. Щербаков, Евгений Викторович
319. Щукин, Валентин
320. Щур, Раиса Григорьевна
321. Юдичев, Алексей Фёдорович
322. Ярамышева, Людмила Ивановна
323. Яценко, Василий Михайлович